# Austria
Austria (en alemán: Österreichⓘ), oficialmente República de Austria, es un país de Europa Central y Estado de la Unión Europea. Limita con la República Checa y Alemania al norte, Eslovaquia y Hungría al este, Eslovenia e Italia al sur y Suiza y Liechtenstein al oeste. No tiene salida al mar, aunque está atravesada en una parte significativa por el río Danubio, navegable en gran parte de su recorrido. Su capital es Viena. El territorio abarca 83 871 km² de superficie y el clima predominante es el alpino. Solo el 32% del país está por debajo de los 500 metros de altitud, y el punto más alto es el pico Grossglockner con 3798 m s. n. m. Si bien el alemán austriaco es el idioma oficial del país, muchos austriacos se comunican informalmente en una variedad de dialectos bávaros.
Sus orígenes se remontan al año 976, cuando se estableció como marca del Sacro Imperio Romano Germánico. Tras el ascenso al trono de la casa de Habsburgo en 1278, se convirtió en una parte fundamental del imperio, siendo finalmente el lugar de origen de los sacros emperadores. Tras la disolución del Sacro Imperio como consecuencia de las guerras napoleónicas, Austria se convirtió en un imperio independiente. De ahí, tras la fallida Revolución húngara de 1848, el Estado fue reorganizado para dar origen a Austria-Hungría. Finalmente, la Monarquía de los Habsburgo fue disuelta en 1918 como consecuencia de la Primera Guerra Mundial.
La Primera República de Austria se estableció en 1919. En 1938, mediante la anexión conocida como Anschluss, el país fue ocupado por la Alemania nazi, hasta el final de la Segunda Guerra Mundial, cuando los aliados ocuparon el territorio. La actual República de Austria se formó en 1955, mismo año en que se integró en las Naciones Unidas. Desde 1995 forma parte de la Unión Europea.
Austria tiene un gobierno parlamentario con una democracia representativa compuesta por nueve estados. La mayor ciudad es su capital, Viena, con 1,79 millones de habitantes. Es uno de los países más ricos del mundo, con una renta per cápita, para 2014, de 38 500 euros. El país tiene una de las tasas más altas de índice de desarrollo humano y un desempleo del 9,1% en 2015. Es miembro fundador de la OCDE. Su moneda es el euro, adoptado en 1999.

## Toponimia

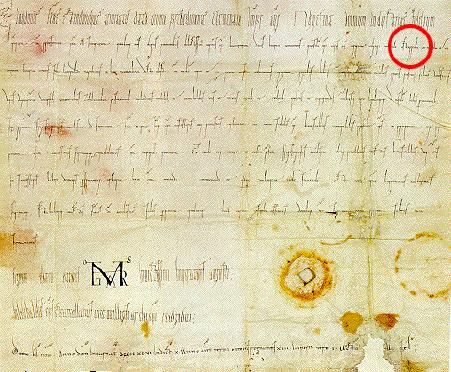
La aparición más antigua de la palabra «Ostarrîchi» está en este documento del año 996 suscrito por el emperador Otón III.

El nombre alemán, Österreich, proviene del antiguo alto alemán: Ostarrîchi ‘reino oriental’, atestiguado en un manuscrito de 996 llamado «documento Ōstarrīhhi» suscrito por el emperador Otón III.
La finalidad del texto era determinar el territorio gobernado por el conde de Babenberg Enrique I para someterlo a la jurisdicción del obispo de Frisia. La zona indicada en el documento corresponde mayormente al actual estado austríaco de Burguenland.
El topónimo en sí mismo es una traducción interpretativa del latín medieval Marchia Orientalis, es decir ‘Marca oriental’, de ōstan ‘oriental’, a su vez del protogermánico Austrǭ, derivado del lexema protoindoeuropeo *h₂ews- ‘brillar’, y de rihhi ‘dominio’ o ‘país’.
El historiador austríaco Friedrich Heer, sin embargo, sostuvo que Ostarrichi no era una traducción del latín, sino del nombre antiguo de país en una lengua céltica, a saber: Norig (no- o bien nor- significa ‘este’ u ‘oriental’ y -rig, emparentado con el germánico Reich, o sea ‘país’) el cual fue transliterado por los romanos como Noricum.
El eslavista Otto Kronsteiner, por su parte, propuso un origen eslavo, Ostrovica ‘la montaña en punta’, teoría que fue rechazada como insostenible.
La forma española del nombre proviene del latín Austria (siglo XI) que es el intento de pronunciar Österreich al modo latino; lo cual resultó confuso por el fenómeno del falso amigo, ya que la raíz Ost en las lenguas germánicas equivale a este mientras que el término auster significa ‘sur’ en latín.
Durante la época nazi, el nombre del país, anexado al llamado «Tercer Reich», fue hasta 1942 la forma alemana del antiguo topónimo, a saber: Ostmark ‘Marca oriental’.

## Historia

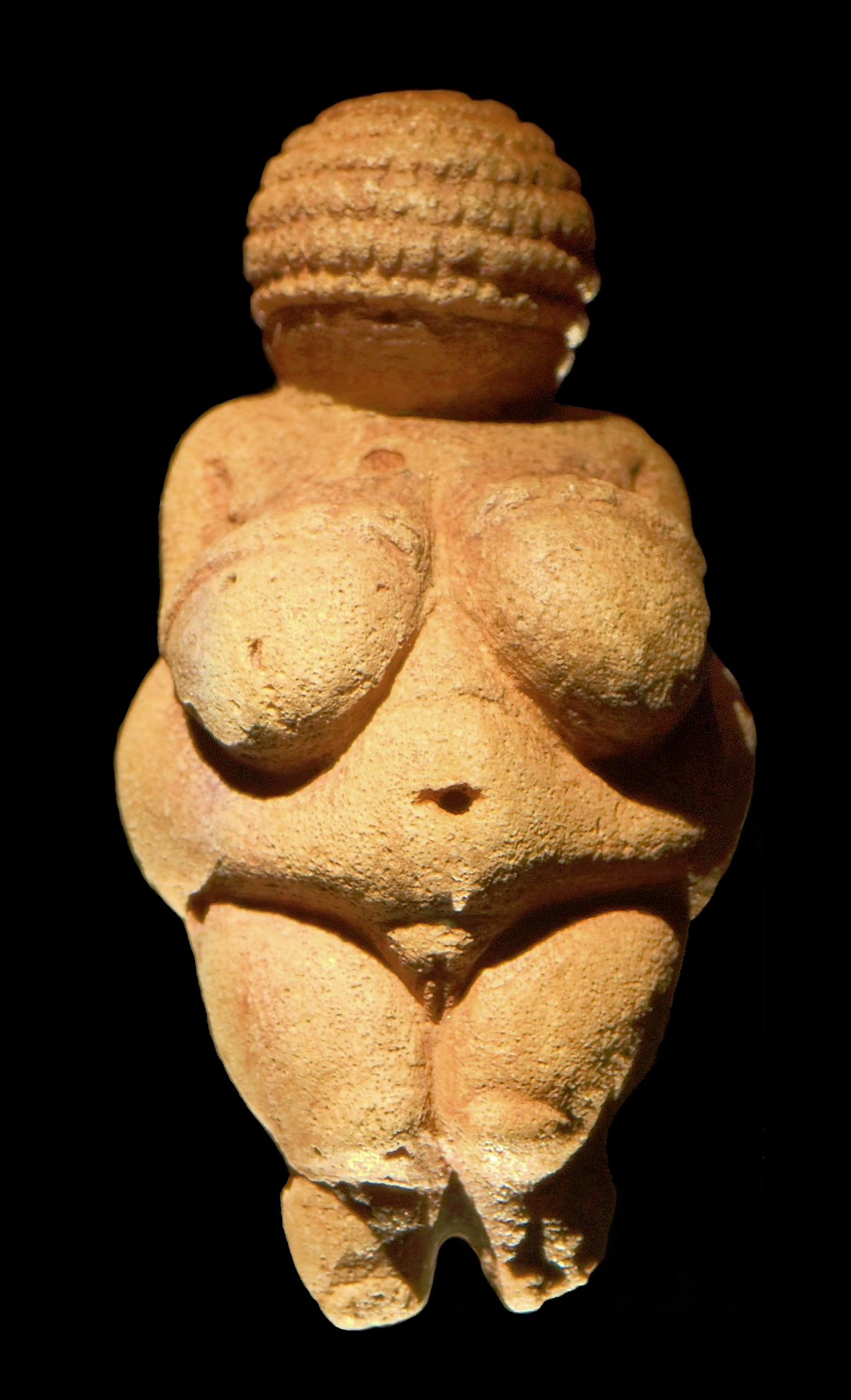
La Venus de Willendorf, la escultura más célebre de toda la Prehistoria, fue encontrada en Austria.

En tiempos prehistóricos, la tierra de Europa central que es ahora Austria fue ocupada antes de la romanización por diversas tribus celtas. Estuvo habitada inicialmente por ilirios, a los que más tarde se sumarían celtas procedentes del norte. El reino celta de Noricum fue reivindicado por el Imperio romano como provincia. A partir del año 15 a. C. pasó a ser una provincia del Imperio romano.
En la decadencia del Imperio (siglo IV), hunos, godos, lombardos y vándalos cruzaron la frontera en varias ocasiones. Después de la caída del Imperio romano, la zona fue invadida por los bávaros, eslavos y ávaros.

### Alta Edad Media
Durante el periodo de las grandes migraciones, los eslavos, más específicamente los actuales eslovenos, emigraron a los Alpes al iniciarse la expansión de los ávaros en el siglo VII, mezclándose con la población celto-románica, y establecieron el reino de Karantania, que abarcaba gran parte del territorio austríaco del este y central. Mientras, la tribu germánica de los bávaros se había hecho fuerte en los siglos V y VI en el oeste del país y en Baviera, en tanto que el actual Vorarlberg había sido fundado por los alamanes. Estos grupos se mezclaron con la población retorrománica.
Bajo la presión de los ávaros, Karantania perdió su independencia ante Baviera en 745 y pasó a ser un margraviato. Durante los siglos siguientes, los asentamientos bávaros descendieron por el Danubio y ascendieron por los Alpes, un proceso por el cual Austria pasó a ser el país de habla germana que es hoy en día.
Los bávaros pasaron a estar bajo el control de los Carolingios y, en consecuencia, formaron un Ducado del Sacro Imperio Romano Germánico. El duque Tasilón III de Baviera, que quería mantener la independencia bávara, fue derrotado y el poder pasó a Carlomagno en 788.

### Carlomagno y el nacimiento de Austria
Carlomagno conquistó la zona en 788 y alentó a la colonización y el cristianismo. Como parte oriental del Imperio franco, los principales ámbitos que ahora abarcan Austria fueron legados a la casa de Babenberg. La zona era conocida como la Marchia Orientalis y fue entregada a Leopoldo I de Austria mediante un decreto publicado el 21 de julio de 976. El primer vestigio con el nombre de Austria aparece veinte años después, en el 996, en el que está inscrito como Ostarrîchi, refiriéndose al territorio de la marca de los Babenberg. El término occidental «Austria» no es históricamente determinado, aunque, al parecer, es una traducción de Marchia orientalis, que solo llegó mucho más tarde.
Los siguientes siglos se caracterizan en primer lugar por la conformación del país. En 1156 el Privilegium Minus Austria eleva al territorio a la categoría de ducado. En 1192, la familia Babenberg también adquirió el ducado de Estiria.
Con la muerte de Federico II en 1246, la línea Babenberg se extinguió. Otakar II de Bohemia controló efectivamente la Prusia de Austria, Estiria y Carintia. Su reinado llegó a su fin al ser derrotado en Dürnkrut por Rodolfo I de Habsburgo en 1278. De allí en adelante, hasta la Primera Guerra Mundial, Austria fue en gran parte la historia de su dinastía gobernante, los Habsburgo.

### Habsburgo

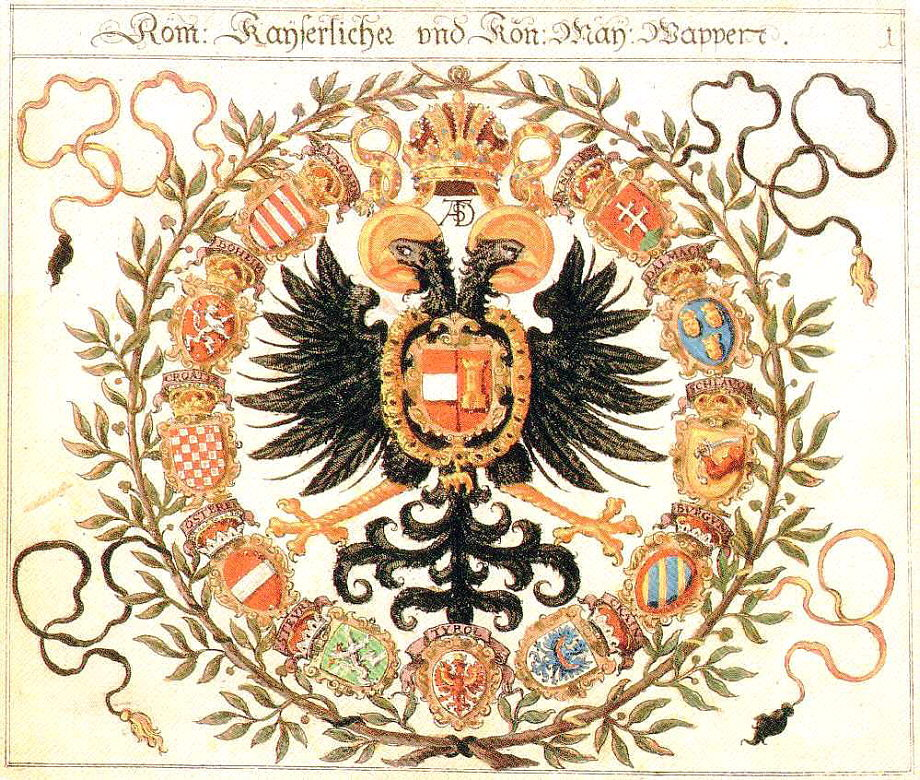
Escudo de armas de un Emperador Habsburgo

En los siglos XIV y XV, los Habsburgo acumularon provincias en las proximidades del Ducado de Austria. En 1438, el duque Alberto V de Austria fue elegido sucesor de su suegro, el emperador Segismundo. Aunque Alberto solo reinó un año, a partir de entonces todos los emperadores del Sacro Imperio Romano fueron Habsburgo, con una sola excepción.
Los Habsburgo acumularon territorios lejos de sus tierras hereditarias. En 1477, el archiduque Maximiliano, hijo único del emperador Federico III, se casó con la heredera de Borgoña y, por lo tanto, adquirió la mayor parte de los Países Bajos para la familia. Su hijo Felipe el Hermoso, casado con Juana la Loca, heredera de la Corona de Castilla y de Aragón, amplió las posesiones territoriales de los Habsburgo, sobre todo de los españoles. En 1526, a raíz de la batalla de Mohács, los gobernantes de Austria ampliaron sus territorios, con lo que la parte de Bohemia y de Hungría no ocupada por los otomanos quedó bajo su dominio. La expansión otomana en Hungría dio lugar a frecuentes conflictos entre los dos poderes, evidentes en la Guerra Larga de 1593 a 1606.

Mapa étnico del Imperio Austrohúngaro en 1910

En los siglos XVII y XVIII los Habsburgo sumaron enormes territorios ante la descomposición del poder otomano (1699 y 1718), y los repartos de la herencia hispana (1713-1714) y de Polonia (1772 y 1795). Los reinados de María Teresa I (1740-1780) y de su hijo José II (1765-1790) fueron un periodo de gran desarrollo social y político en la monarquía (abolición de la servidumbre, libertad de culto, abolición de la tortura, reformas administrativa y judicial, centralización administrativa…), dentro del espíritu del Despotismo Ilustrado.

### Leopoldo I (1657-1705): unificación final y liberación del Imperio otomano

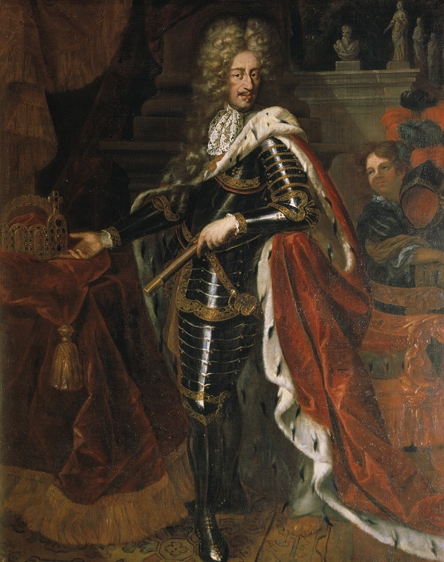
Leopoldo I, r. 1657-1705.

El reinado de Leopoldo I estuvo marcado por el regreso a una sucesión de guerras. Incluso antes de que sucediera a su padre en 1657, estuvo involucrado en la Segunda Guerra del Norte (1655-1660), una venganza por la participación de Suecia en la guerra de los Treinta Años, en la que Austria se alió con Polonia, derrotando a Transilvania, un protectorado otomano y aliado sueco.
Al final de esa guerra, en 1660, los otomanos invadieron Nagyvárad en Transilvania, lo que marcaría el comienzo del declive de ese principado y el aumento de la influencia de los Habsburgo. En vano, los transilvanos pidieron ayuda a Viena, desconociendo los acuerdos secretos entre otomanos y los Habsburgo.

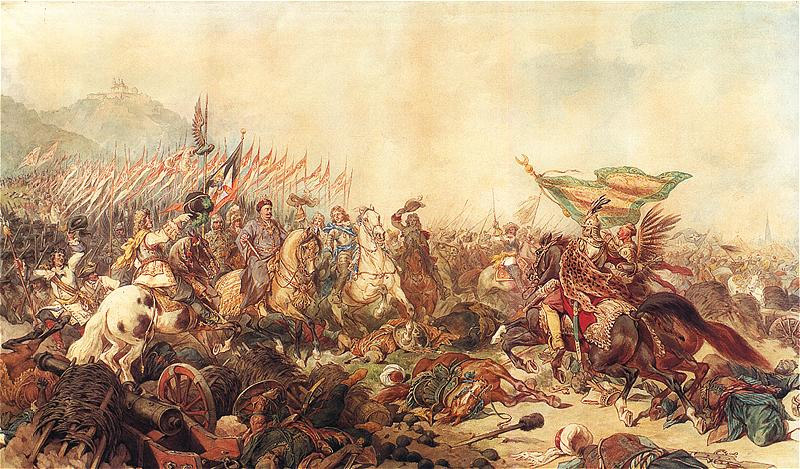
La batalla de Viena, 1683.

Afortunadamente para Austria, El Imperio otomano estaba ocupado en otros lugares durante la guerra de los Treinta Años, cuando habría sido vulnerable al ataque en su flanco oriental. Hasta 1663 los otomanos no desarrollaron amenazas serias con respecto a Austria en lo que fue un evento desastroso para los primeros, siendo derrotados en la batalla de San Gotardo el año siguiente.
Los términos, dictados por la necesidad de tratar con los franceses en el oeste, fueron tan desventajosos que enfurecieron a los húngaros que se rebelaron. Para empeorar las cosas, después de ejecutar a los líderes, Leopoldo intentó imponer una contrarreforma que provocó una guerra civil religiosa. Aunque hizo algunas concesiones en 1681. Por lo tanto, a principios de la década de 1680, Leopoldo se enfrentaba a la revuelta húngara, respaldada por los otomanos y alentada por los franceses en el flanco opuesto.
Mientras tanto, Austria se involucraba en otra parte con la guerra franco-neerlandesa (1672-1678) que se concluyó con los tratados de Nimega (1678) dando a los franceses considerables oportunidades (reunions); de hecho, las acciones de los franceses, en ese momento también ya una gran potencia, distrajeron a Leopoldo después de su ventaja con los otomanos, las relaciones austro-otomanas se regían por la paz de Vasvár, que le concedería un alivio de unos veinte años. Sin embargo, las reuniones compraron una neutralidad francesa muy necesaria mientras Austria vigilaba el este.
Los otomanos se volvieron en 1682 contra Austria en venganza contra los ataques de los Habsburgo, llegando a Viena en 1683, que demostró estar bien fortificada, y comenzaron a asediarla. Las fuerzas aliadas finalmente resultaron superiores y el levantamiento del sitio fue seguido por una serie de victorias en 1683, 1688 y 1697, resultando en el tratado de Karlowitz (1699), Belgrado cayó en 1688 (pero fue recapturada en 1690). Esto proporcionó la hegemonía austriaca sobre Hungría y propició la llegada de una gran cantidad de serbios al Imperio, quienes tendrían un gran impacto en las políticas durante los siglos posteriores.
Con la frontera oriental entonces finalmente asegurada, Viena podría florecer (Vienna gloriosa) y expandirse más allá de sus límites tradicionales. En el este, Leopoldo estaba aprendiendo que había poco que ganar con las medidas severas, cuya política fue aceptada, y otorgó derechos a la Dieta húngara a través del Diploma Leopoldianum de 1691. Sin embargo, en el frente militar, esto simplemente liberó a Austria para participar. en otras guerras en Europa occidental. Austria se fue involucrando más en la competencia con Francia en Europa occidental, luchando contra los franceses en la guerra de la Liga de Augsburgo (1688-1697).
En el frente doméstico, el reinado de Leopoldo estuvo marcado por la expulsión de los judíos de Viena en 1670, y el área pasó a llamarse Leopoldstadt. Mientras, en 1680, Leopoldo adoptó la llamada Pragmática, que volvió a regular la relación entre terratenientes y campesinos.
Las guerras napoleónicas fueron una dura prueba para la supervivencia de la monarquía, pero la victoria reforzó a los Habsburgo, que con su canciller Metternich se convirtieron en los garantes de la restauración (1815-1848). El surgimiento de los nacionalismos y las derrotas exteriores entre 1848 y 1866 llevaron a la reorganización de la monarquía, naciendo el Imperio austrohúngaro que ocuparía el último periodo de la monarquía de los Habsburgo (1867-1918). Periodo caracterizado por los problemas políticos entre las diversas nacionalidades, pero también por un gran desarrollo económico y social, y un mayor desarrollo aún en el ámbito de la cultura.

### Reforma

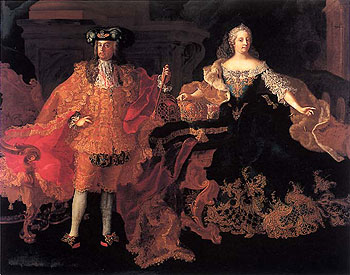
Francisco I de Lorena (r. 1740-1765) con María Teresa I de Austria (r. 1740-1780).

Si bien María Teresa y su consorte eran conservadores absolutistas barrocos, esto fue atenuado por un sentido pragmático e implementaron una serie de reformas ya atrasadas. Por lo tanto, esas reformas fueron respuestas pragmáticas a los desafíos que enfrentaban el archiducado y el imperio, no ideológicamente enmarcadas en la Era de la Ilustración como sería visto por su sucesor. De hecho, Christian Wolff, el arquitecto de la Ilustración alemana, aunque nació como súbdito de los Habsburgo, tuvo que irse debido al desaliento activo de tales ideales.
La colisión con otras teorías de los estados nacionales y la modernidad obligó a Austria a realizar un delicado equilibrio entre aceptar las cambiantes circunstancias económicas y sociales y rechazar el cambio político que las acompañaba. La relativa incapacidad de lidiar con la modernidad produjo grandes cambios en el poder de los Habsburgo y en la cultura y sociedad austriacas. Uno de los primeros desafíos que enfrentaron María Teresa y sus asesores fue restaurar la legitimidad y la autoridad de la dinastía, aunque fue reemplazada lentamente por la necesidad de establecer las necesidades del Estado.

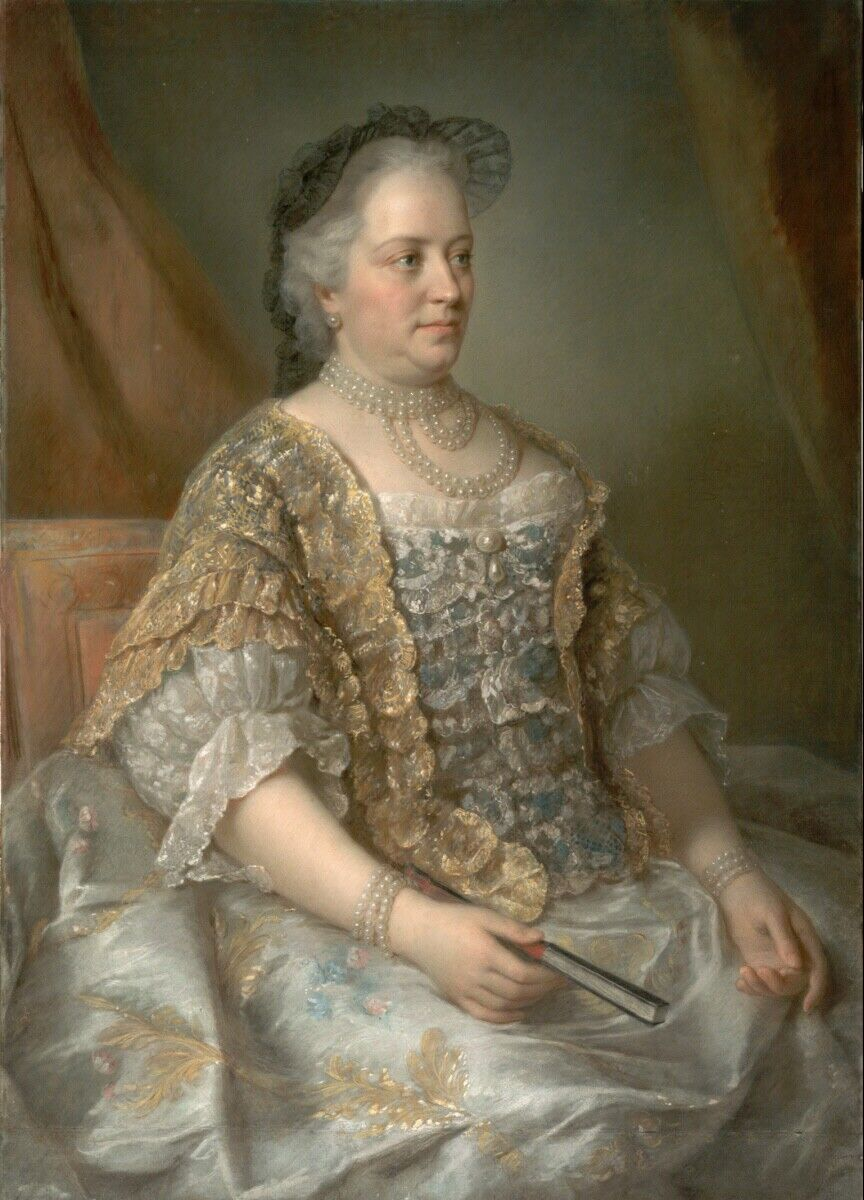
María Teresa en 1762, por Jean-Étienne Liotard.

María Teresa promulgó reformas financieras y educativas, con la asistencia de sus asesores, en particular el conde Friedrich Wilhelm von Haugwitz y Gerard van Swieten. Muchas reformas fueron en interés de la eficiencia. Sus reformas financieras mejoraron considerablemente las finanzas del estado e introdujeron notablemente los impuestos a la nobleza por vez primera, logrando un presupuesto equilibrado en 1775.
A nivel administrativo, bajo Haugwitz, María Teresa centralizó la administración, antes dejada a la nobleza y a la iglesia, siguiendo los modelos prusianos con un servicio civil permanente. Haugwitz fue nombrado jefe del nuevo Directorium in publicis und cameralibus en 1749. En 1760 estaba ya claro que eso no estaba resolviendo los problemas de Austria y que era necesario realizar más reformas. La propuesta de Kaunitz de crear un cuerpo consultivo fue aceptada por María Teresa. Este Consejo de Estado (Staatsrat) se basaría en el Consejo de Estado francés, que creía que un monarca absolutista podía ser guiado por asesores de la Ilustración. El Consejo fue inaugurado en enero de 1761, integrado por Kaunitz, el canciller estatal (Staatskanzler), tres miembros de la alta nobleza (Staatsminister), incluido von Haugwitz como presidente (Erster Staatsminister), y tres caballeros (Staatsrat), que servían como comité de personas experimentadas que la aconsejaban. El consejo de Estado carecía de autoridad ejecutiva o legislativa. Esto marcó la ascendencia de Kaunitz sobre von Haugwitz. El Directorio fue abolido y sus funciones fueron absorbidas por las nuevas cancillerías austriacas y bohemias (Böhmisch-Österreichische Hofkanzlei) en 1761.

### República de Austria

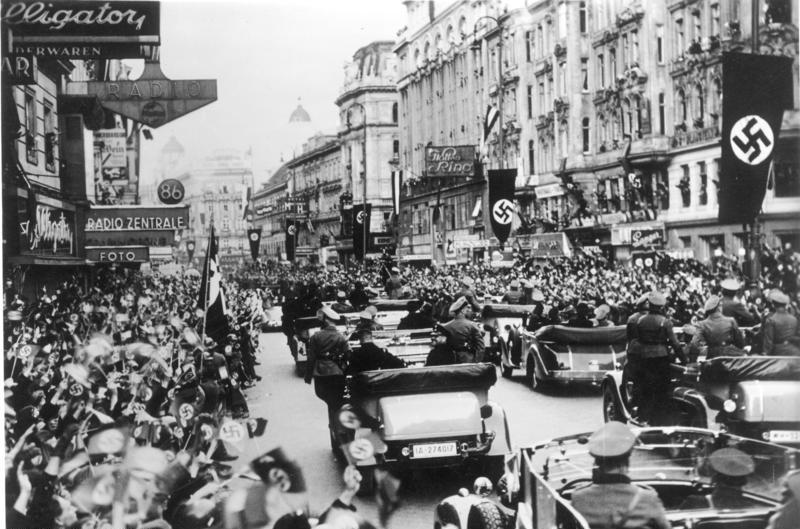
Tropas alemanas entrando vitoreadas en Viena, el martes 15 de marzo de 1938

En 1918, tras la derrota en la Gran Guerra y la desmembración del Imperio, se creó la República de la Austria alemana, modificada por los vencedores de la I Guerra Mundial y convirtiéndose en Austria (las provincias alpinas y germánicas), una república parlamentaria, que tuvo una vida caracterizada por la crisis económica, política y social.

### Tratado de paz

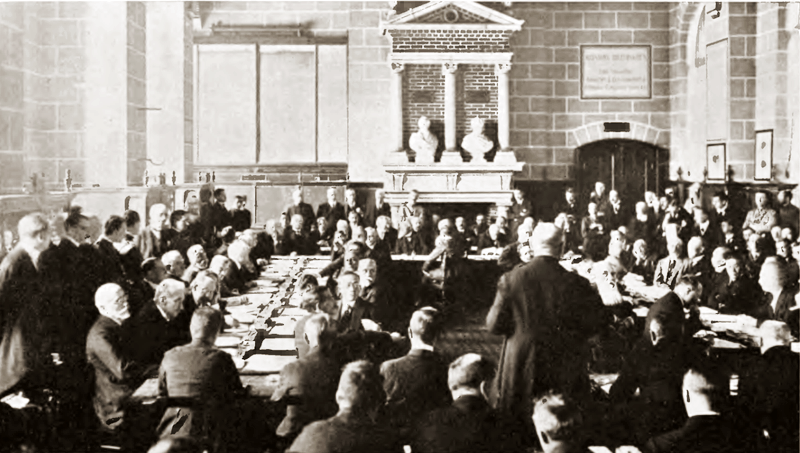
El primer ministro austriaco, Karl Renner, se dirige a los representantes de la conferencia de paz tras conocer las condiciones del tratado de paz.

Renner encabezó la delegación austriaca que firmó el tratado de paz el 10 de septiembre de 1919. Resignado, el gabinete de coalición respaldó la ratificación del tratado de paz en el debate en las Cortes del 17 de octubre de 1919. Una de las principales condiciones incluidas en el tratado, en el artículo 88, era la obligación de que el nuevo país permaneciese independiente —lo que descartaba la deseada unión con Alemania—, a menos que la Sociedad de Naciones consintiese en permitir la absorción o unión con otro. Otra era el tamaño del Ejército, que quedaba limitado a treinta mil soldados; al comienzo las nuevas fuerzas armadas quedaron dominadas por los socialistas, lo que disgustó a numerosos veteranos de guerra que se unieron a las formaciones paramilitares de derecha que estaban surgiendo en el país.
Aprobado el tratado, Renner presentó la dimisión, poniendo así fin al primer Consejo de Ministros de coalición entre los dos grandes partidos austriacos. La desaparición de las repúblicas soviéticas de Baviera y Hungría animó a los círculos más conservadores de los socialcristianos a aprobar el fin de la alianza. El aplastamiento de las repúblicas soviéticas húngara y bávara, el aumento del empleo industrial por la depreciación de la divisa y el abandono de las filas socialistas de muchos de los que habían apoyado al partido durante la revolución supusieron un debilitamiento de este. El campesinado retomó su tradicional conservadurismo —que favorecía a los socialcristianos— y la burguesía urbana abandonó a los socialistas, tanto por sus declaraciones radicales como por la grave crisis económica, de la que no eran responsables pero de la que se les culpó por encabezar el Gobierno. La derechización general en los Estados surgidos de la disolución del imperio, que comenzó en 1919 y se acentuó el año siguiente, fortaleció a los socialcristianos.
En 1934, el canciller Engelbert Dollfuss estableció una dictadura conservadora, que no pudo hacer frente al empuje anexionista de la Alemania nazi.
Austria fue anexionada por el 12 de marzo de 1938 (mediante el denominado Anschluss) convirtiéndose en el Ostmark del Tercer Reich. Antes de la derrota final de la Alemania nazi, gran parte de Austria, incluida Viena, fue tomada por el Ejército soviético. La URSS y los Aliados la ocuparon al final de la Segunda Guerra Mundial hasta 1955, año en que el país volvió a ser independiente a condición de que permaneciera neutral.
Tras el colapso del comunismo en la Europa del Este, Austria incrementó su participación en los asuntos europeos. En 1995 se convirtió en miembro de la Unión Europea y en 1999 adoptó el sistema monetario europeo.

## Gobierno y política

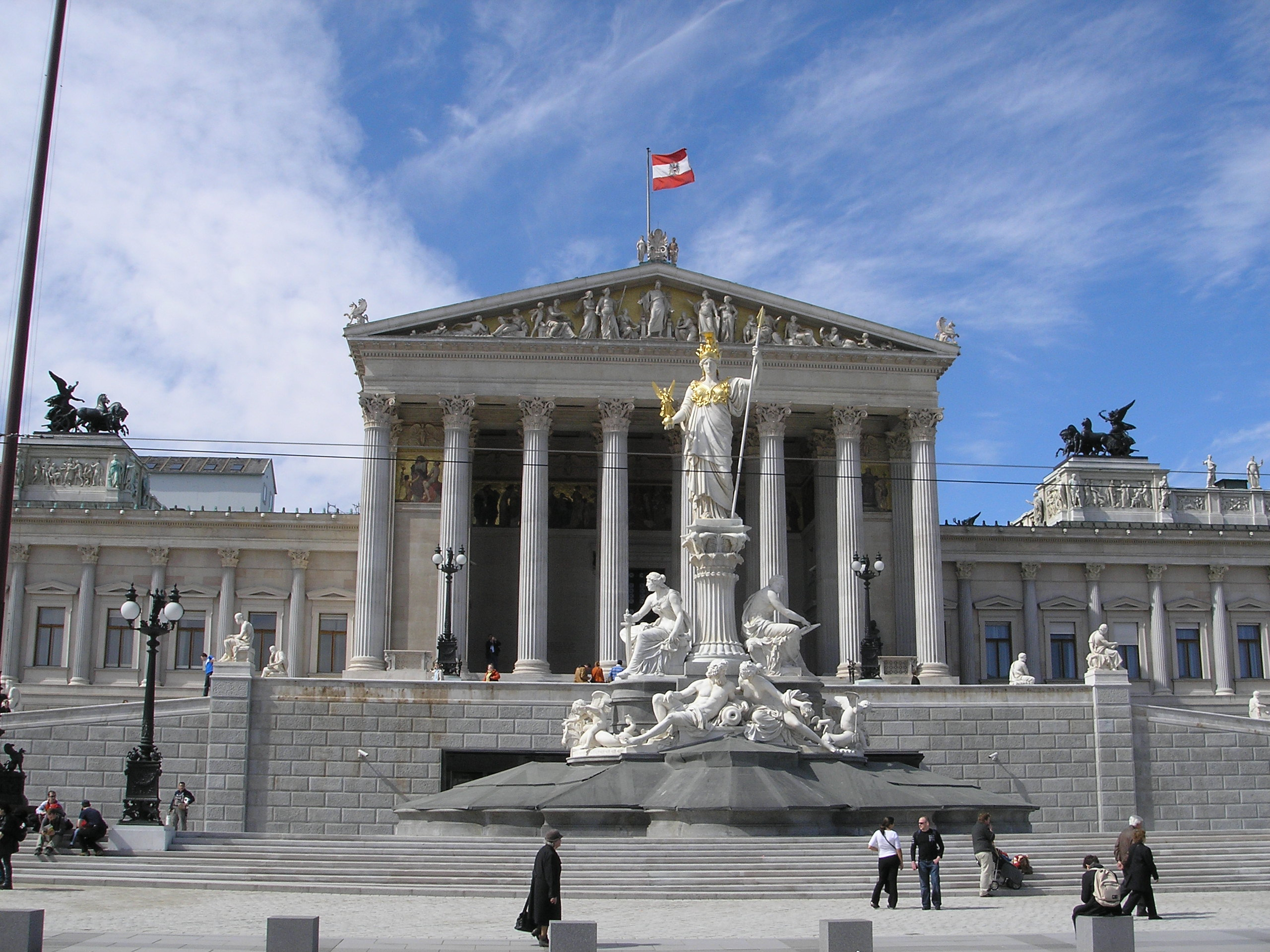
Parlamento de Austria

Austria es una república federal y democrática regida por la Constitución de 1920, que ha sido modificada ampliamente más tarde.
Austria está compuesta por nueve Estados federados. El jefe de Estado es el presidente federal, electo por voto popular directo, y con segunda vuelta, para un mandato de seis años. El presidente designa al jefe de Gobierno, que tiene el título de canciller; y a propuesta de este, nombra a los demás ministros. El presidente también puede destituir al canciller o al gabinete en su conjunto, sin necesidad de refrendo ministerial. Todas sus demás facultades, incluida la de disolver el parlamento, requieren de ese refrendo.
El jefe de Gobierno es el canciller federal, quien encabeza el Consejo de Ministros, y es responsable ante el Parlamento de Austria.
El poder legislativo lo ejerce el parlamento y está dividido en dos cámaras:
- La cámara alta (consejo federal o Bundesrat) integrada por 62 miembros, elegidos por los consejos de los Estados, o parlamentos estatales, por un período equivalente al de los mandatos regionales: Debido a ello, el peso interno de los partidos en él representados se modifica a intervalos irregulares dependiendo de las elecciones que se celebren en las entidades federativas.
- La cámara baja (consejo nacional o Nationalrat) con 183 miembros elegidos por voto popular directo, cada cinco años. Este el verdadero órgano de decisión legislativa.

Policía Federal Austríaca
Estado Social

### Política exterior de Austria

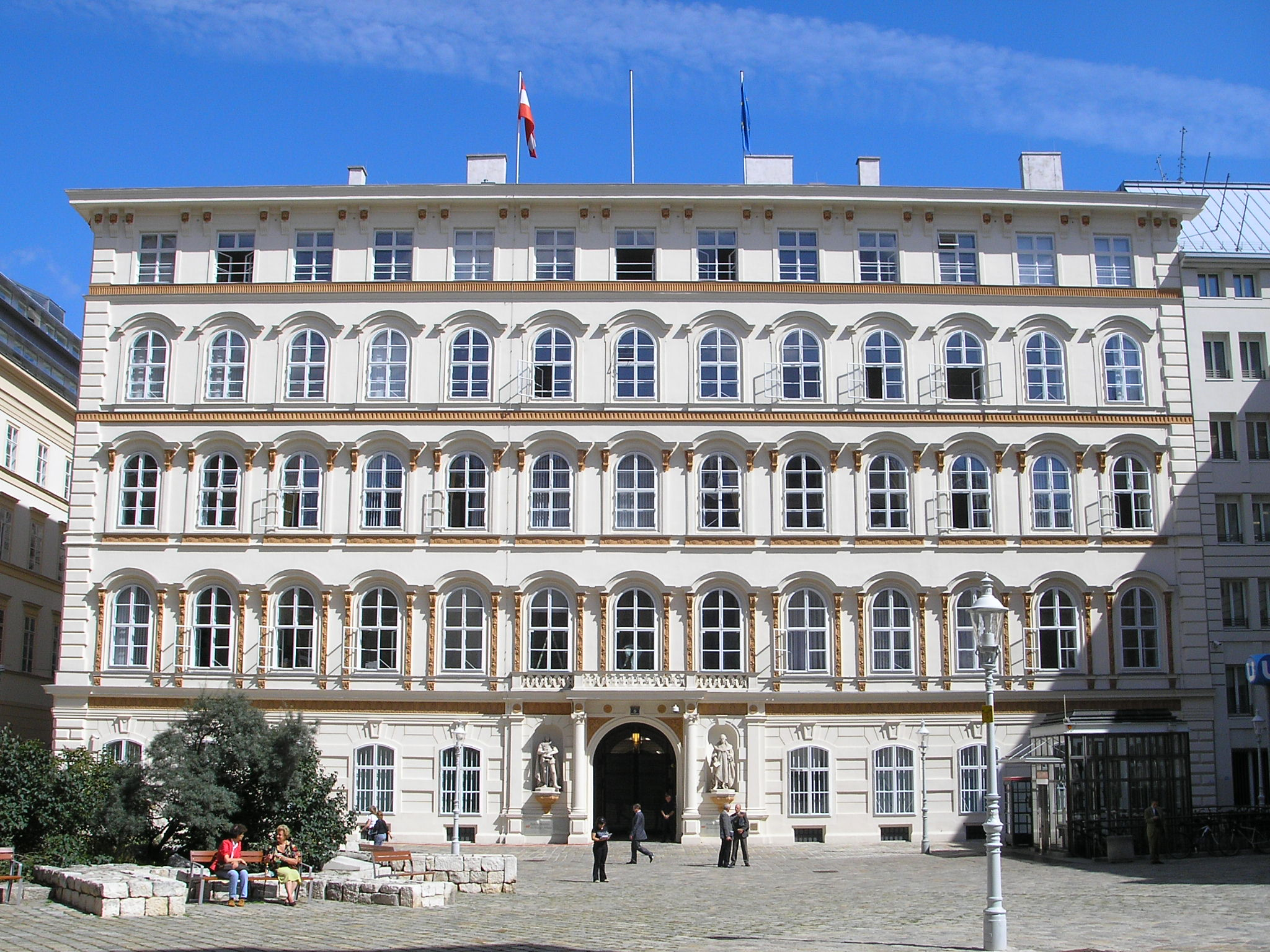
Sede del Ministerio de Asuntos Exteriores de Austria en Viena

La política exterior de Austria se mantiene como una política denominada de neutralidad participativa, en la cual se destacan en los siguientes puntos:
- Velar por la seguridad nacional.
- Fomentar las relaciones diplomáticas con el mundo árabe.
- Fomentar las relaciones diplomático-comerciales con Estados Unidos (en la lucha contra el terrorismo, Austria ha permitido que Estados Unidos pueda utilizar territorio austriaco para esos fines, así como ha brindado toda la cooperación burocrática que necesite).
- Cooperar en la lucha contra el terrorismo.
- Mantener la neutralidad llamada “neutralidad participativa” a excepción de los siguientes casos: Cooperar con el Consejo de Seguridad de la ONU, ayudar en las misiones de la OSCE y operaciones de "tipo Petersberg" contempladas dentro del Tratado de Ámsterdam.
- Promover la cooperación a fin de evitar tanto el vínculo a un bloque militar, como la construcción de bases militares de otros Estados en su territorio. Este proceso de adecuación en la tradicional política exterior austriaca está en gestación, ya que ha enfrentado serias reticencias al interior.
- En el marco de la UE, Austria busca fomentar al máximo su cooperación con el organismo.

#### Situación política actual
El gobierno está encabezado por una coalición entre el Partido Popular Austríaco, el Partido Socialdemócrata de Austria y NEOS – La Nueva Austria y Foro Liberal, siendo así Christian Stocker el Canciller y Andreas Babler el Vicecanciller y segundo al mando.

### Derechos humanos
En materia de derechos humanos, respecto a la pertenencia a los siete organismos de la Carta Internacional de Derechos Humanos, que incluyen al Comité de Derechos Humanos (HRC), Austria ha firmado o ratificado:
| Austria | Tratados internacionales | Tratados internacionales | Tratados internacionales | Tratados internacionales | Tratados internacionales | Tratados internacionales | Tratados internacionales | Tratados internacionales | Tratados internacionales | Tratados internacionales | Tratados internacionales | Tratados internacionales | Tratados internacionales | Tratados internacionales    | Tratados internacionales | Tratados internacionales  | Tratados internacionales | Tratados internacionales |
| --- | ------------------------ | ------------------------ | ------------------------ | ------------------------ | ------------------------ | ------------------------ | ------------------------ | ------------------------ | ------------------------ | ------------------------ | ------------------------ | ------------------------ | ------------------------ | --------------------------- | ------------------------ | ------------------------- | ------------------------ | ------------------------ |
| Austria | CESCR                    | CESCR                    | CCPR                     | CCPR                     | CCPR                     | CERD                     | CED                      | CEDAW                    | CEDAW                    | CAT                      | CAT                      | CRC                      | CRC                      | CRC                         | CRC                      | MWC                       | CRPD                     | CRPD                     |
| Austria | CESCR                    | CESCR-OP                 | CCPR                     | CCPR-OP1                 | CCPR-OP2-DP              | CERD                     | CED                      | CEDAW                    | CEDAW-OP                 | CAT                      | CAT-OP                   | CRC                      | CRC-OP-AC                | CRC-OP-SC                   | CRC-OP-CP                | MWC                       | CRPD                     | CRPD-OP                  |
| Pertenencia | Firmado y ratificado.    | Sin información.         | Firmado y ratificado.    | Firmado y ratificado.    | Firmado y ratificado.    | Firmado y ratificado.    | Sin información.         | Firmado y ratificado.    | Firmado y ratificado.    | Sin información.         | Sin información.         | Firmado y ratificado.    | Firmado y ratificado.    | Firmado pero no ratificado. | Sin información.         | Ni firmado ni ratificado. | Firmado y ratificado.    | Firmado y ratificado.    |
| Firmado y ratificado, firmado, pero no ratificado, ni firmado ni ratificado, sin información, ha accedido a firmar y ratificar el órgano en cuestión, pero también reconoce la competencia de recibir y procesar comunicaciones individuales por parte de los órganos competentes. |                          |                          |                          |                          |                          |                          |                          |                          |                          |                          |                          |                          |                          |                             |                          |                           |                          |                          |

### Defensa

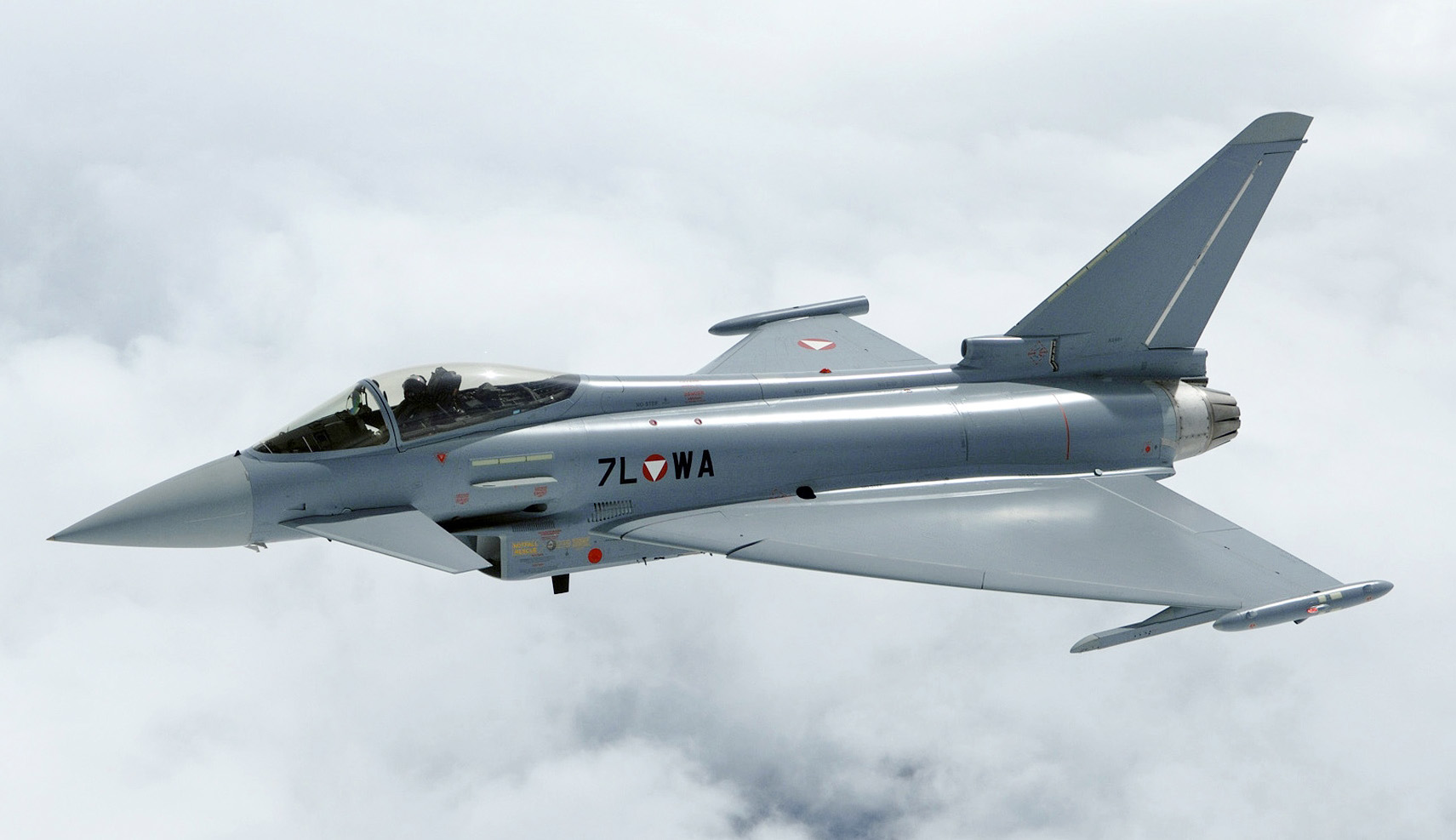
Eurofighter de la Fuerza Aérea de Austria

El personal de las Fuerzas Armadas austriacas (en alemán: Bundesheer) se basa principalmente en el servicio militar obligatorio. Todos los varones que hayan cumplido los dieciocho años y sean aptos tienen que cumplir un servicio militar obligatorio de seis meses, seguido de una obligación de reserva de ocho años. Tanto los hombres como las mujeres de dieciséis años pueden realizar el servicio voluntario. La objeción de conciencia es legalmente aceptable y los que reclaman este derecho están obligados a realizar un servicio civil institucionalizado de nueve meses en su lugar. Desde 1998, las mujeres voluntarias pueden convertirse en soldados profesionales.
Los principales sectores del Bundesheer son las Fuerzas Conjuntas (Streitkräfteführungskommando, SKFüKdo), que están formadas por las Fuerzas Terrestres (Landstreitkräfte), las Fuerzas Aéreas (Luftstreitkräfte), las Misiones Internacionales (Internationale Einsätze) y las Fuerzas Especiales (Spezialeinsatzkräfte), junto con el Mando Conjunto de Apoyo a la Misión (Kommando Einsatzunterstützung; KdoEU) y el Centro Conjunto de Apoyo al Mando (Führungsunterstützungszentrum; FüUZ). Austria es un país sin salida al mar y no tiene armada.
En 2012, los gastos de defensa de Austria correspondieron aproximadamente al 0,8% de su PIB. El Ejército cuenta actualmente con unos 26.000 soldados, de los cuales unos 12.000 son reclutas. Como jefe de Estado, el presidente de Austria es nominalmente el comandante en jefe del Bundesheer. El mando de las Fuerzas Armadas austriacas lo ejerce el ministro de Defensa, a partir de mayo de 2020: Klaudia Tanner.
Desde el final de la Guerra Fría y, sobre todo, desde la eliminación del antiguo "Telón de Acero", fuertemente custodiado, que separaba a Austria de sus vecinos del Bloque del Este (Hungría y la antigua Checoslovaquia), los militares austriacos han prestado asistencia a los guardias fronterizos austriacos para intentar evitar el cruce de fronteras por parte de inmigrantes ilegales. Esta asistencia llegó a su fin cuando Hungría y Eslovaquia se incorporaron al espacio Schengen de la UE en 2008, suprimiendo a todos los efectos los controles fronterizos "internos" entre los Estados del tratado.

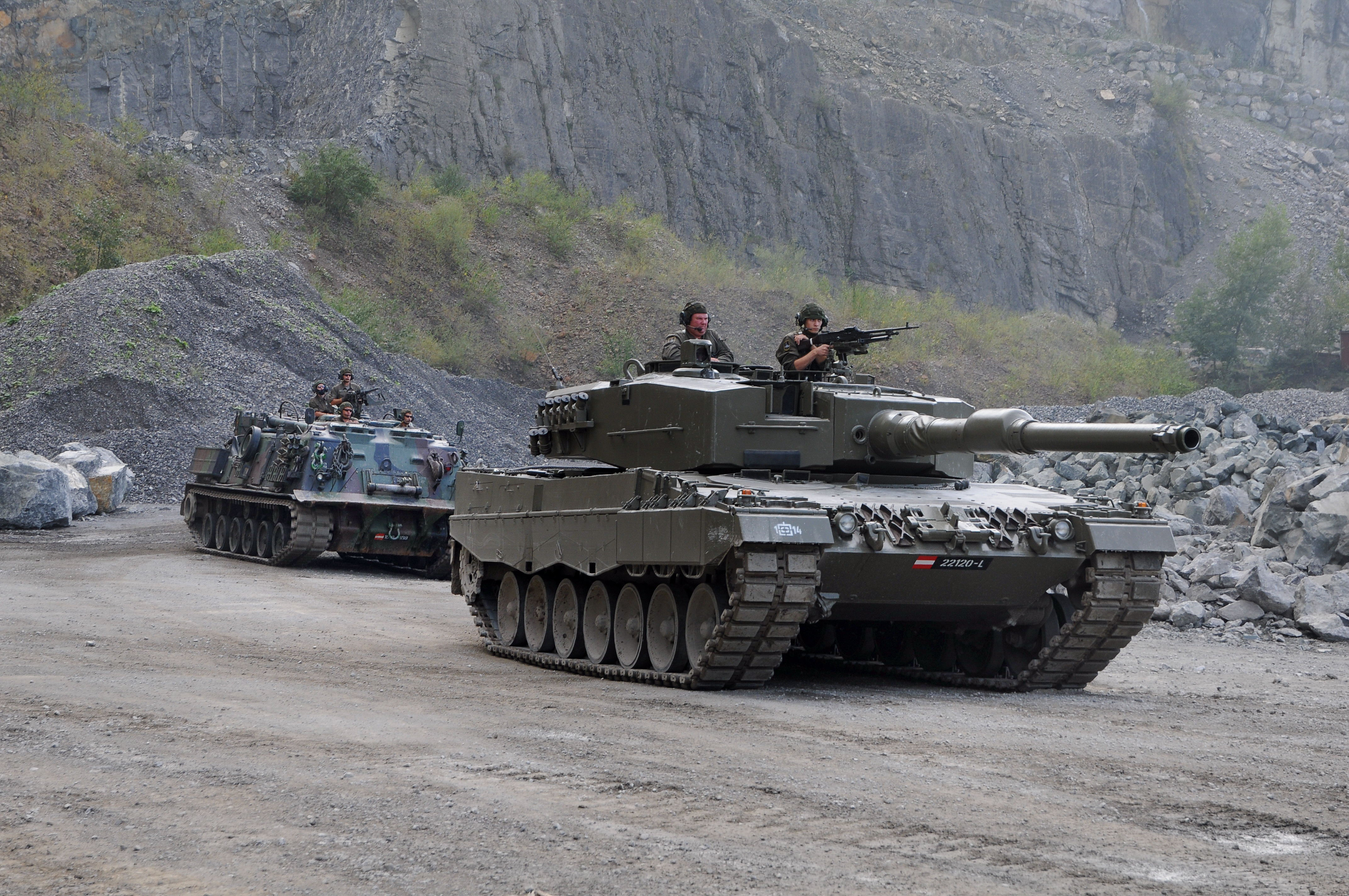
Tanques Leopard del Ejército Austríaco

Algunos políticos han pedido que se prolongue esta misión, pero la legalidad de la misma es muy discutida. De acuerdo con la Constitución austriaca, las fuerzas armadas solo pueden desplegarse en un número limitado de casos, principalmente para defender el país y ayudar en casos de emergencia nacional, como en el caso de las catástrofes naturales. Por lo general, no pueden utilizarse como fuerzas policiales auxiliares.
Dentro de su estatus autodeclarado de neutralidad permanente, Austria tiene una larga y orgullosa tradición de participar en misiones de mantenimiento de la paz y otras misiones humanitarias dirigidas por la ONU. En particular, la Unidad de Socorro para Desastres de las Fuerzas Austriacas (AFDRU), una unidad totalmente voluntaria con estrechos vínculos con especialistas civiles (por ejemplo, adiestradores de perros de rescate), goza de una reputación de unidad SAR rápida (el tiempo de despliegue estándar es de 10 horas) y eficiente. Actualmente, contingentes más grandes de fuerzas austriacas están desplegados en Bosnia y Kosovo.

### Criminalidad
Como en al menos todos los países prósperos del mundo occidental, se ha producido un descenso de la delincuencia desde principios de los años 1990, especialmente en lo que se refiere a robos y delitos violentos.

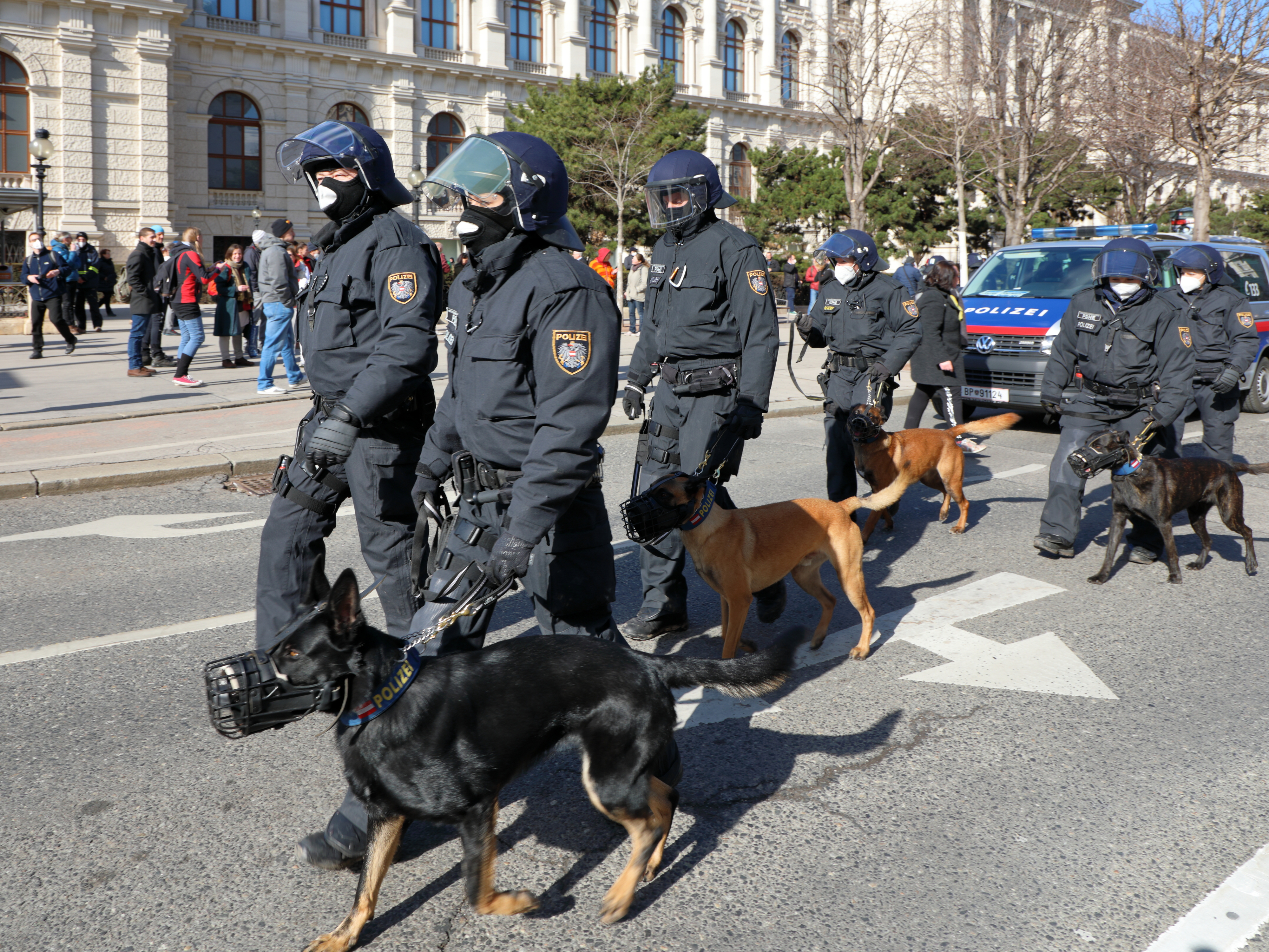
Despliegue de la brigada canina de la policía en el transcurso de una manifestación en Viena en 2021

Para comparar la propensión a la violencia durante largos periodos de tiempo y grandes distancias espaciales, se utiliza como índice la tasa de homicidios, que en 2016 fue de 0,7 casos por cada 100.000 habitantes. El máximo fue en 1991, con 1,3 casos. Los 0,7 casos actuales están por debajo de la media de Europa Occidental, que es de uno. La media en el conjunto de Europa fue de tres casos por cada 100.000 habitantes, y la media mundial fue de 6,1. Los países de Asia oriental tienen una media de 0,6 casos, y Singapur solo de 0,2 casos por cada 100.000 habitantes.
Desde 2001 se publican datos detallados de toda la zona en las estadísticas policiales austriacas sobre delincuencia. En 2018 se registraron por primera vez menos de 500.000 delitos denunciados. La tasa de liquidación de casos se elevó a un récord del 52,5%. El número de delitos denunciados disminuyó significativamente en ámbitos delictivos clave como los robos en apartamentos y edificios residenciales, los robos de vehículos y los hurtos y engaños, que como formas de delincuencia influyen considerablemente en la sensación de seguridad de los ciudadanos.
Además, se asume internacionalmente que la disposición a denunciar los delitos está aumentando y el número de casos no denunciados está disminuyendo, especialmente en el caso de la violencia contra las mujeres. Por tanto, cabe suponer que la delincuencia en su conjunto está disminuyendo aún más de lo que se desprende de las estadísticas policiales.

## Organización político-administrativa
Como república federal, Austria está conformada por nueve estados (en alemán: Bundesländer). Estos estados se dividen en distritos (Bezirk) y ciudades estatutarias (Statutarstadt). Los distritos se subdividen en municipios (Gemeinde). Las ciudades tienen las competencias estatutarias concedidas a ambos, distritos y municipios. Los estados no son meras divisiones administrativas, sino que tienen ciertas facultades legislativas específicas, distintas del nivel federal; por ejemplo, en materia de cultura, atención social, protección de la naturaleza y de la juventud, la caza, la construcción y las ordenanzas de zonificación. En los últimos años se ha discutido si es apropiado para un país pequeño mantener diez parlamentos.
| Estado       | Capital      | Área (km²) | Población |
| ------------ | ------------ | ---------- | --------- |
| Burgenland   | Eisenstadt   | 3 966      | 287 416   |
| Carintia     | Klagenfurt   | 9 536      | 555 881   |
| Baja Austria | Sankt Pölten | 19 174     | 1 625 485 |
| Salzburgo    | Salzburgo    | 7 154      | 534 270   |
| Estiria      | Graz         | 16 392     | 1 215 246 |
| Tirol        | Innsbruck    | 12 648     | 722 038   |
| Alta Austria | Linz         | 11 980     | 1 425 422 |
| Viena        | Viena        | 414        | 1 766 746 |
| Vorarlberg   | Bregenz      | 2 601      | 375 282   |

## Geografía

Mapa topográfico de Austria. Se muestran las provincias, sus capitales, las principales zonas urbanas, los países limítrofes y el quebrado relieve austriaco.

La mayor parte del territorio de Austria, dos tercios del total, está dentro de la sección oriental de los Alpes, que alcanzan alturas de más de 3000 m. La población se concentra en los valles de los ríos, entre los que destaca el del más importante, el Danubio, que entra en Austria por Passau, en la frontera con Alemania, pasando por Linz y Viena, hasta Bratislava, en la frontera con Eslovaquia. En Alemania recibe al Inn, que pasa por Innsbruck, con su afluente el Salzach, que pasa por Salzburgo.
El lago de Constanza es el más grande del país y forma la frontera oeste con Alemania y Suiza.

### Clima

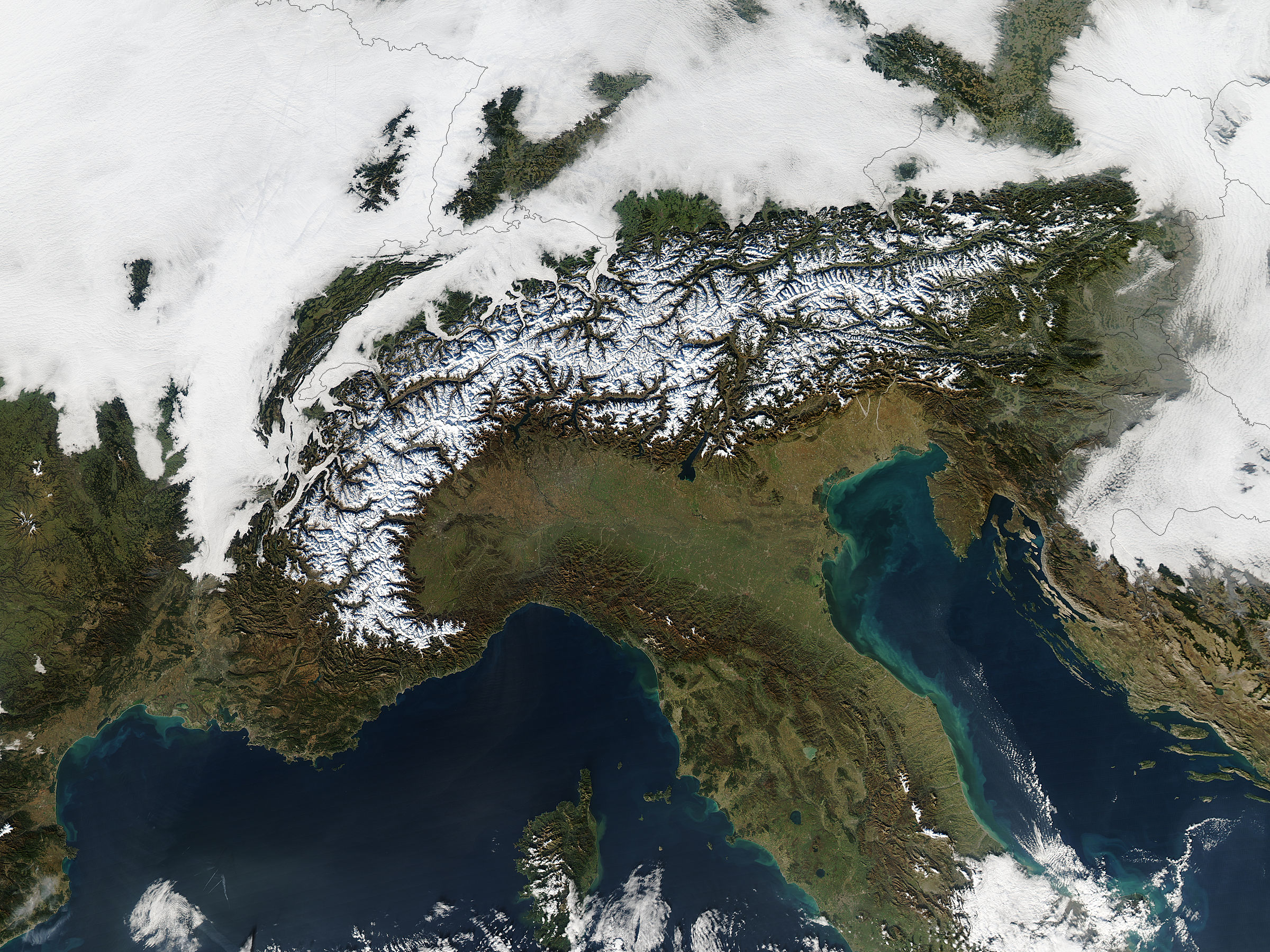
Anunciando el invierno, la nieve cubre los picos de los Alpes el 11 de diciembre de 2004. Al norte de los Alpes, las nubes cubren Francia, Suiza, Liechtenstein, Austria y Eslovenia. Al sur de los Alpes, los cielos claros predominan en la mayor parte de la imagen, pudiendo distinguirse claramente el valle del río Po y la Italia peninsular. Al suroeste, los mares Mediterráneo y Ligur son casi uniformemente de color azul oscuro; al sureste, el mar Adriático presenta remolinos de organismos marinos microscópicos de color verde azulado (probablemente, fitoplancton y algas), así como sedimentos verdosos de los ríos que desembocan en el mar.

Austria tiene clima continental, con temperaturas extremadas. En general, es templado y se caracteriza por sus inviernos fríos, con lluvias frecuentes en las tierras bajas y nieve en las montañas, especialmente en los Prealpes; los veranos son frescos, con aguaceros ocasionales.
Los Alpes sirven como una divisoria para los tres grandes sistemas climáticos europeos que influyen en el clima austriaco. El clima marítimo atlántico del noroeste está caracterizado por frentes de bajas presiones, aire suave de la corriente del Golfo y precipitaciones. Influye sobre todo en las laderas septentrionalesde los Alpes, los Prealpes septentrionales y el valle de Danubio. El clima continental se caracteriza por frentes de bajas presiones con precipitaciones en verano y sistemas de alta presión con aire frío y seco en invierno. Esto afecta principalmente a Austria oriental. Los sistemas de alta presión mediterráneos que provienen del sur se caracterizan por pocas nubes y aire caliente, e influyen en el tiempo de las laderas meridionales de los Alpes y los Prealpes del sureste, haciendo que esta zona del sur sea la más templada de Austria.
En los grandes valles sopla el Föhn, viento cálido y seco. Es una peculiaridad de los sistemas de tiempo mediterráneo, una masa de aire caliente que se origina en el Sáhara africano y se mueve hacia el norte rápidamente, haciendo que con periodicidad las temperaturas suban hasta 10 °C en un corto período de tiempo. Muchas personas responden a este rápido cambio de tiempo con dolores de cabeza, irritabilidad y problemas circulatorios. En el invierno, este rápido acaloramiento que acompaña al föhn puede derretir la cubierta de nieve de los Alpes hasta el punto de provocar avalancha.
Dada la importancia del esquí alpino para la industria turística austriaca, diciembre es el mes en el que el tiempo se mira con mayor anticipación. Como norma, los sistemas de clima marítimo atlántico traen nieve, y los sistemas continentales ayudan a conservarla. Sin embargo, un predominio de sistemas continentales secos y fríos o de los cálidos mediterráneos inevitablemente posponen el comienzo de la temporada de esquí. En el verano, las altas presiones mediterráneas traen tiempo cálido y soleado.
| Noroeste: Alemania         | Norte: República Checa | Nordeste: Eslovaquia |
| Oeste: Liechtenstein Suiza |                        | Este: Hungría        |
| Suroeste: Italia           | Sur: Eslovenia         | Sureste: Hungría     |

### Efectos del calentamiento global
La crisis climática afecta a Austria de varias maneras. El Informe de Evaluación de Austria sobre el Cambio Climático 2014 (Österreichischer Sachstandsbericht Klimawandel 2014) arroja los siguientes resultados: En Austria, la temperatura aumentó casi 2 °C en el período comprendido entre 1880 y 2014. Durante el mismo período, la temperatura aumentó globalmente en solo 0.85 °C. Las medidas tomadas hasta ahora por Austria no cubren la contribución esperada del país para lograr el objetivo global de 2 °C. En el siglo XXI, se puede esperar un aumento de las precipitaciones en el semestre de invierno y una disminución en el semestre de verano. La duración de la capa de nieve se ha acortado en las últimas décadas, especialmente en altitudes medias-altas (aprox. 1000 m). Todos los glaciares medidos en Austria han perdido claramente área y volumen en el período desde 1980. Por ejemplo, en los Alpes del sur de Ötztal, la mayor área de glaciares contiguos en Austria, el área de los glaciares ha disminuido de 144,2 km² en 1969 a 126,6 km² en 1997 y 116,1 km² en 2006. Los deslizamientos de tierra, desprendimientos de rocas y otros fenómenos gravitacionales aumentan significativamente en las regiones montañosas. El riesgo de incendios forestales aumentará en Austria. Las perturbaciones en los ecosistemas forestales aumentan en intensidad y frecuencia en todos los escenarios climáticos discutidos. Los ecosistemas con un largo período de desarrollo y los hábitats de los Alpes sobre la línea de árboles se ven particularmente afectados por el cambio climático. El turismo de invierno continuará bajo presión debido al aumento constante de la temperatura.

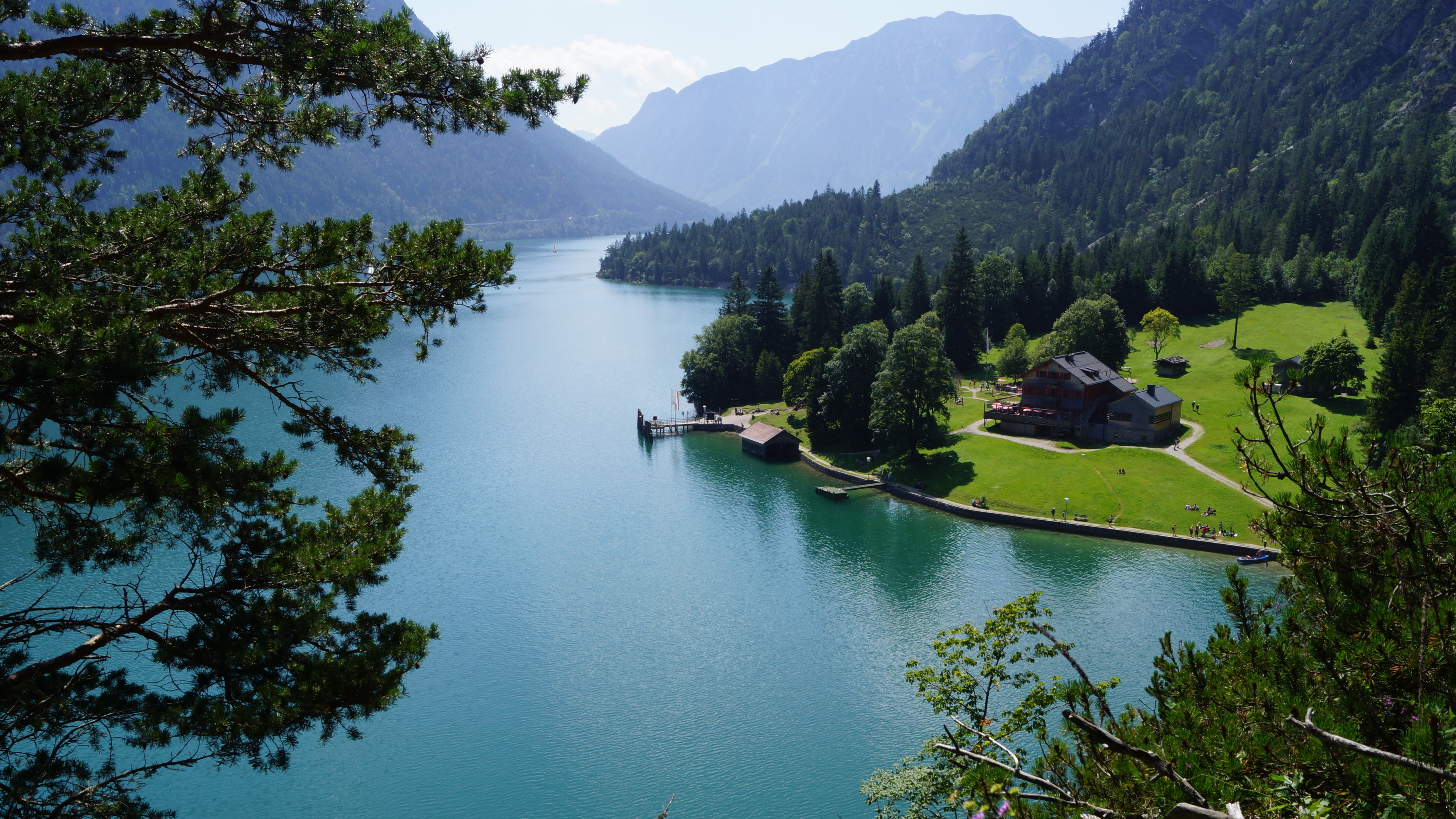
Lago Achen en Tirol, Austria

### Lagos
Austria alberga numerosos lagos que, como vestigios de las glaciaciones de la era glacial, conforman el paisaje, especialmente en los Alpes y las estribaciones alpinas. Sin embargo, el lago más grande es un lago estepario situado en el este de Austria, el lago Neusiedl, en Burgenland, que tiene un 77% de su superficie total de 315 km² (el resto pertenece a Hungría). En términos de superficie, el lago Attersee ocupa el segundo lugar con 46 km², seguido del lago Traunsee con 24 km² en la Alta Austria. El lago de Constanza, con sus 536 km² en el triángulo fronterizo con Alemania (el Estado Libre de Baviera y el Estado de Baden-Württemberg) y Suiza, también se encuentra en una pequeña medida en territorio austriaco. Sin embargo, las fronteras estatales del lago de Constanza no están exactamente definidas.
Además de las montañas, los lagos son de gran importancia para el turismo de verano en Austria, especialmente los de Carintia y los del Salzkammergut. Los más conocidos son el lago Wörthersee, el lago Millstätter See, el lago Ossiach y el lago Weissensee en Carintia. Otros lagos muy conocidos son Mondsee y Wolfgangsee, en el Salzkammergut, en la frontera entre Salzburgo y la Alta Austria.

### Ríos

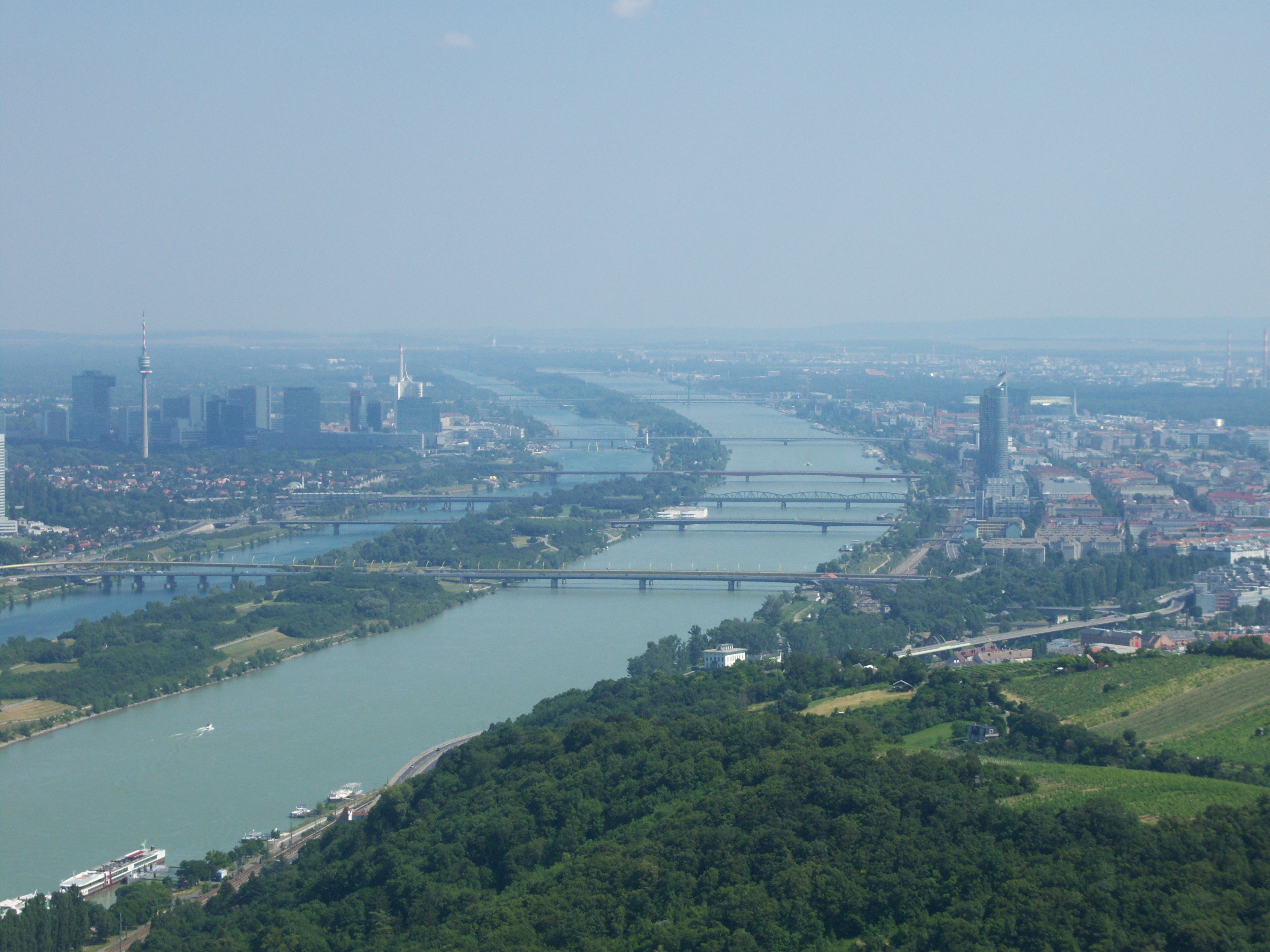
Donauinsel es una isla larga y estrecha en el Río Danubio en Austria

Una gran parte de Austria desemboca directamente en el Mar Negro a través del Danubio, alrededor de un tercio en el sureste a través del Mur, el Drava y -a través de otros países- también a través del Danubio hasta el Mar Negro, pequeñas zonas en el oeste a través del Rin (2366 km²) y en el norte a través del Elba (918 km²) hasta el Mar del Norte.
Los principales afluentes del Danubio (de oeste a este):
- El Lech, el Isar y el Inn desembocan en el Danubio en Baviera. Drenan el Tirol, el Salzach, que desemboca en el Inn, drena Salzburgo (excepto el Lungau y partes del Pongau).

- Traun, Enns, Ybbs, Erlauf, Pielach, Traisen, Wienfluss y Fischa drenan las zonas de Alta Austria, Estiria, Baja Austria y Viena al sur del Danubio (= orilla derecha).

- Große und Kleine Mühl, Rodl, Gusen y Aist, Kamp, Göllersbach y Rußbach, así como Thaya en la frontera norte y March en la frontera este, drenan las zonas de la Alta y Baja Austria situadas al norte del Danubio (= orilla izquierda).

El Mur drena el Lungau de Salzburgo y Estiria, desemboca en el Drau en Croacia, que a su vez drena Carintia y el Tirol Oriental. El Drava desemboca en el Danubio en Croacia, en la frontera con Serbia.
El Rin drena la mayor parte de Vorarlberg, atraviesa el lago de Constanza y desemboca en el Mar del Norte.
El Lainsitz, aunque pequeño, es el único río austriaco que desagua en el Elba desde la Baja Austria a través de la República Checa.

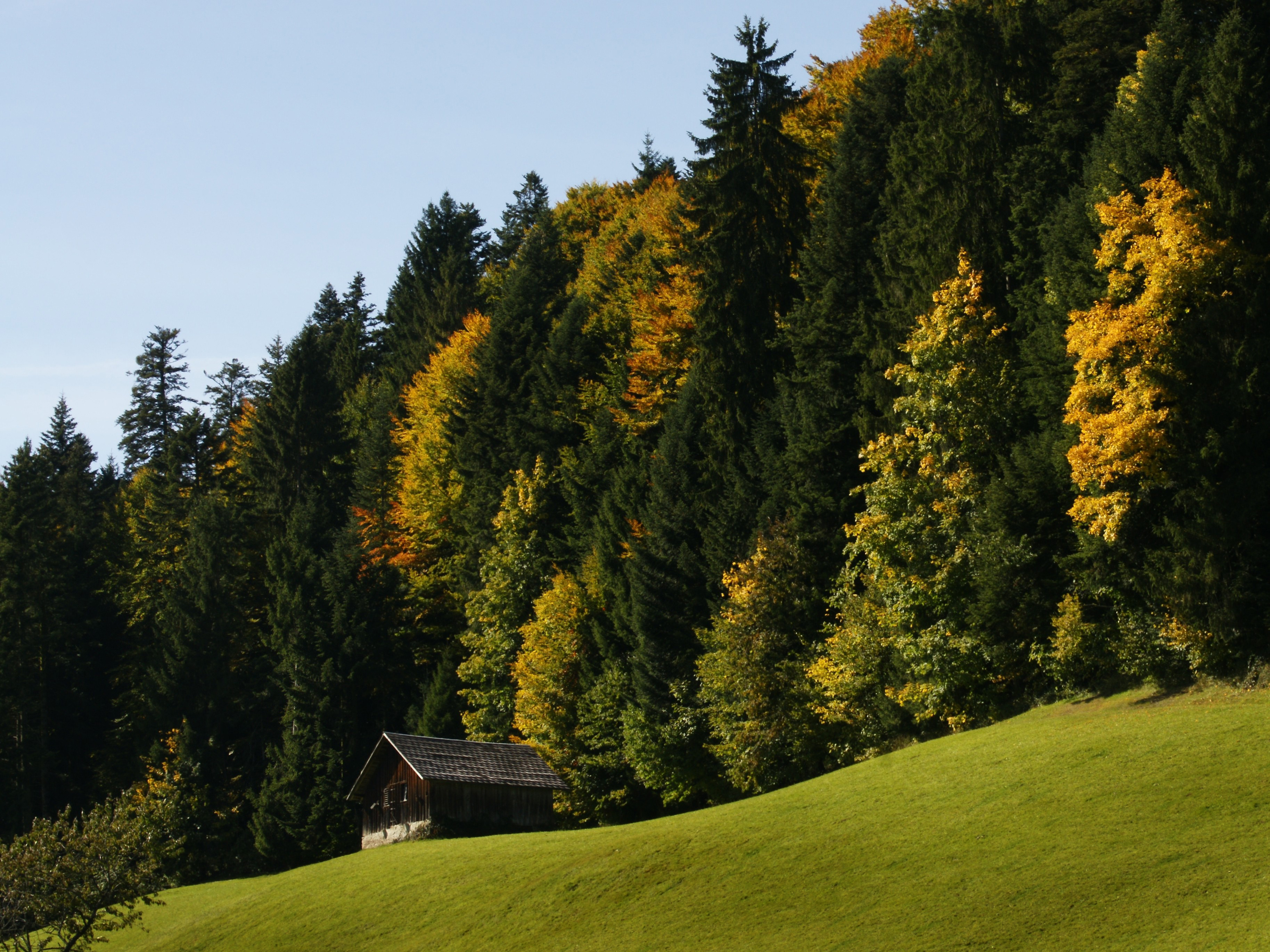
Bosque en Vorarlberg

### Flora
Austria pertenece en su mayor parte a la región floral centroeuropea; solo el este de la Baja Austria, Viena y el norte de Burgenland, así como algunos valles secos del interior de los Alpes como exclaves, pertenecen a la provincia floral panónica, que a su vez representa la parte más occidental de la región floral del sur de Siberia-Póntico-Panonia. Ambas regiones forman parte del reino floral holártico. En las zonas alpinas, la flora difiere tanto que se atribuye a una región subfloral alpina aparte. En algunas zonas climáticamente cálidas se aprecia una clara influencia submediterránea.
En Austria crecen 3165 especies de plantas vasculares de pleno derecho, además de unas 600 especies comunes cultivadas y naturalizadas, así como especies extinguidas. Incluyendo las subespecies, en Austria hay 3.428 taxones elementales de plantas vasculares, lo que supone, por ejemplo, unos 300 taxones elementales más que en la vecina Alemania, cuya superficie es unas cuatro veces y cuarto mayor.
La razón de esta diversidad de especies es que Austria participa en varias grandes zonas naturales diferentes: la región panónica, el macizo de Bohemia, la flora de los Alpes, los paisajes de la cuenca y los valles de Carintia, las estribaciones alpinas del norte y el sureste, y el valle del Rin.

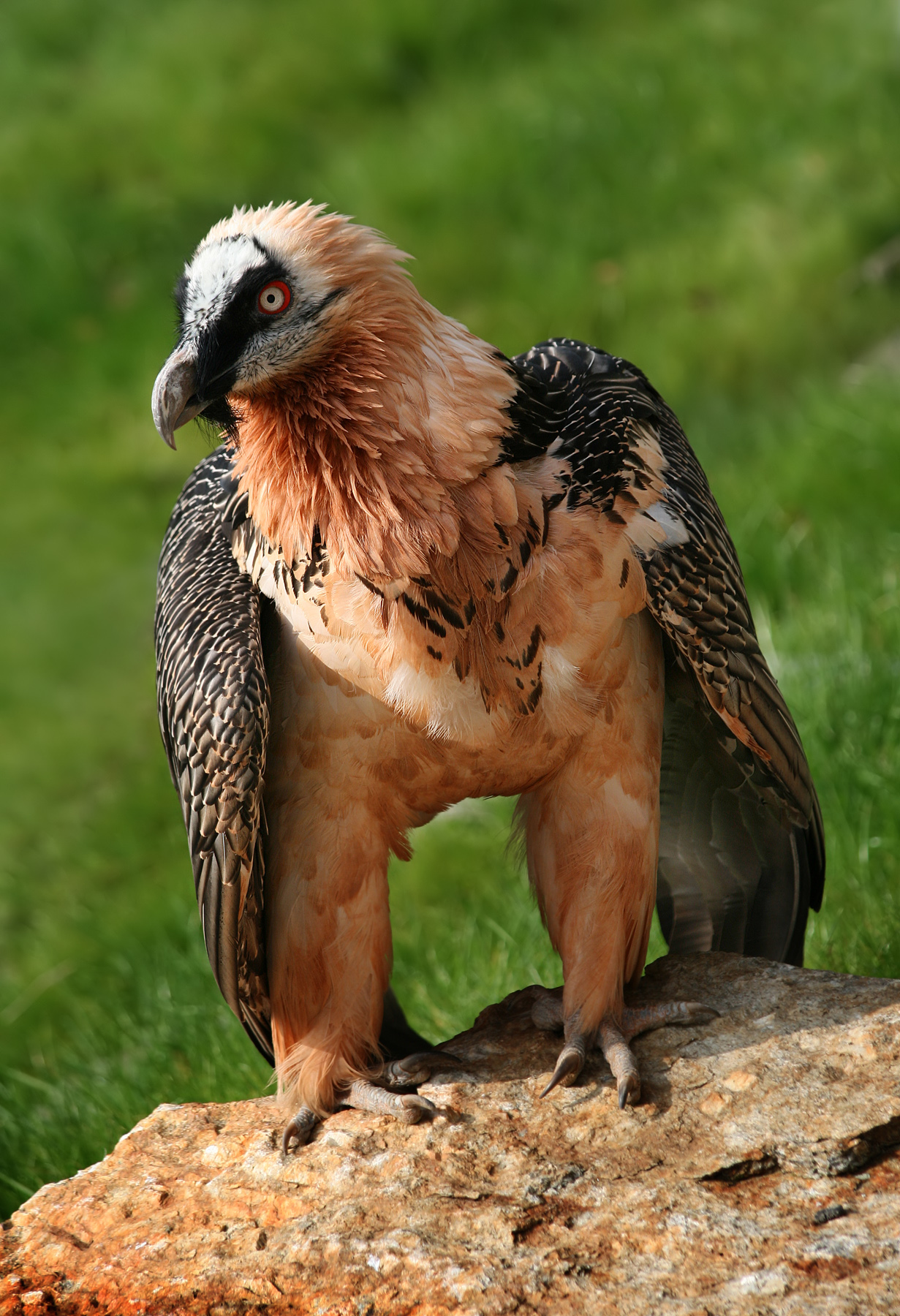
Un «Quebrantahuesos» o «buitre barbudo» Gypaetus barbatus visto en Innsbruck, Austria

1187 especies vegetales (40,2%) están en la Lista Roja. Además, en Austria crecen algunas especies endémicas muy raras, como la hierba de cuchara de raíces gruesas.
En particular, el edelweiss, la genciana y la aurícula se consideran símbolos nacionales -aunque no son típicos de toda Austria y solo se dan en la región alpina- y se representan en las monedas austriacas.

### Fauna
En Austria hay aproximadamente 45.870 especies animales, de las cuales el 98,6% son invertebrados. Hasta la fecha se han evaluado 10.882 especies para detectar una posible amenaza a su existencia, lo que ha dado lugar a la inclusión de 2804 especies en la Lista Roja nacional de especies en peligro. La distribución de los animales depende de las condiciones naturales.
La distribución de los animales depende de las condiciones naturales. En la región alpina están representados los rebecos, los ciervos y las aves rapaces, mientras que las cigüeñas y las garzas viven en la llanura del Danubio, en el valle del Rin de Vorarlberg y en el lago Neusiedl. Históricamente, también estaban presentes el lince euroasiático, el oso pardo y el ibis calvo; desde la década de 1960, se ha intentado cada vez más reintroducir estas especies.

### Conservación de la naturaleza
Debido a la diversa topografía de Austria, existe un gran número de especies tanto de flora como de fauna. Para protegerlos, en las últimas décadas se han creado seis parques nacionales y varios parques naturales de diferentes categorías. Los sitios del Patrimonio Mundial de la UNESCO incluyen también varias zonas que no son solo patrimonio cultural, sino también patrimonio natural.

### Catástrofes naturales
Austria está situada en una zona geológicamente activa. En el este y el sureste de Austria, las fuentes termales son un indicio de la actividad volcánica en curso. No es de extrañar que también se produzcan terremotos de vez en cuando. En Austria, la población siente una media de 30 a 60 terremotos al año[19]. Los terremotos que causan daños en los edificios se producen a intervalos irregulares. Por término medio y de forma muy redondeada, cada tres años se produce un terremoto con daños leves en los edificios, cada 15 a 30 años un terremoto con daños medios en los edificios y cada 75 a 100 años un terremoto, que también puede provocar daños graves en los edificios en casos aislados. En Austria se producen terremotos en determinadas regiones, especialmente en la cuenca de Viena, el valle del Mürz y el valle del Inn.

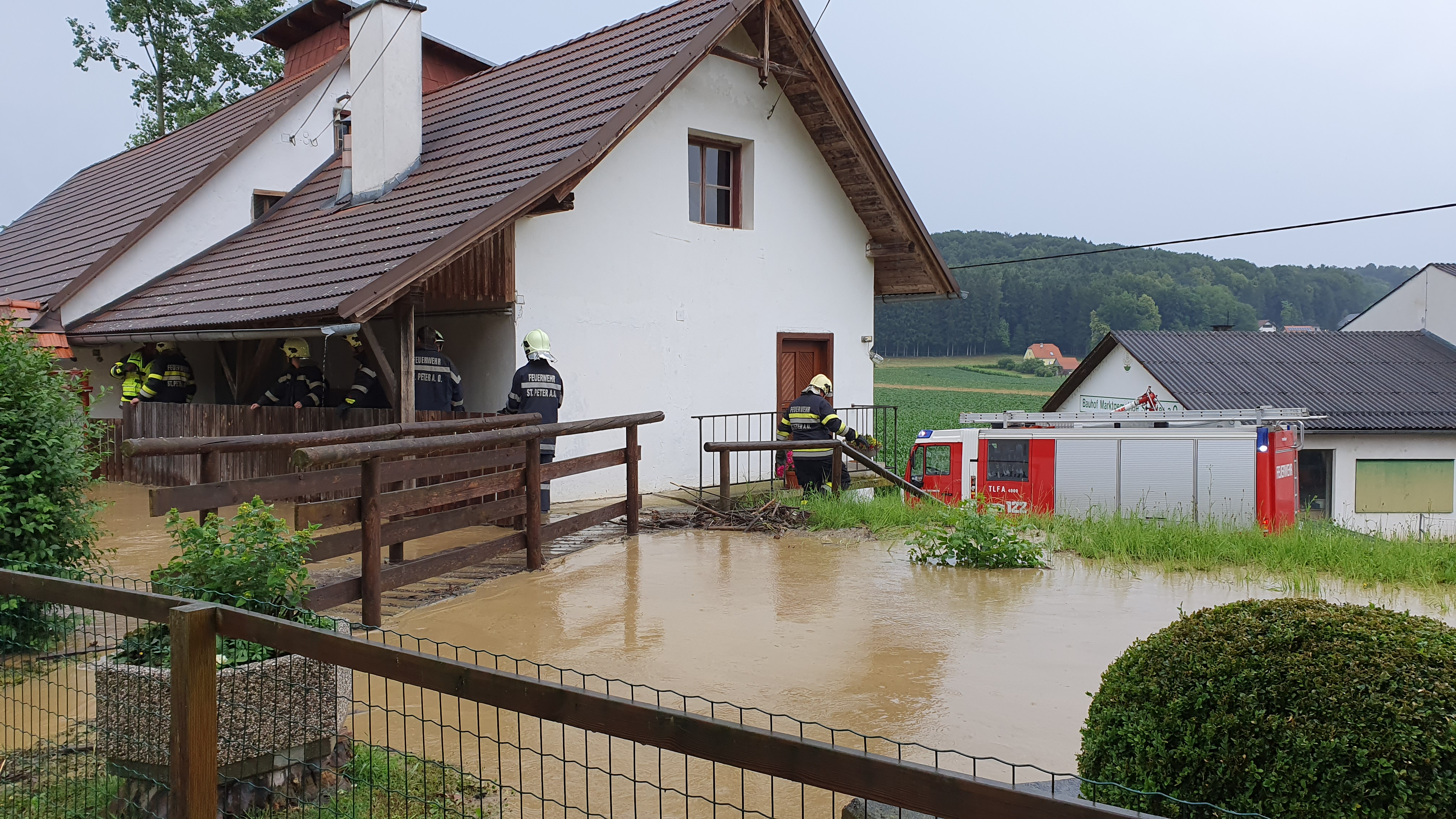
Inundaciones en Austria de 2020

Indirectamente, la parte sur de Carintia corre el riesgo de sufrir temblores al otro lado de la frontera, en Italia y Eslovenia.
Debido a su topografía, Austria es propensa a las avalanchas, en ocasiones devastadoras, como en el desastre de la avalancha de Galtür en 1999. También se producen desprendimientos de tierra y barro. Las inundaciones pueden producirse debido a las fuertes lluvias o en el momento del deshielo, como en las inundaciones alpinas de 2005. Los fenómenos meteorológicos extremos, como las tormentas, el granizo o las fuertes nevadas, causan regularmente graves daños.

## Economía

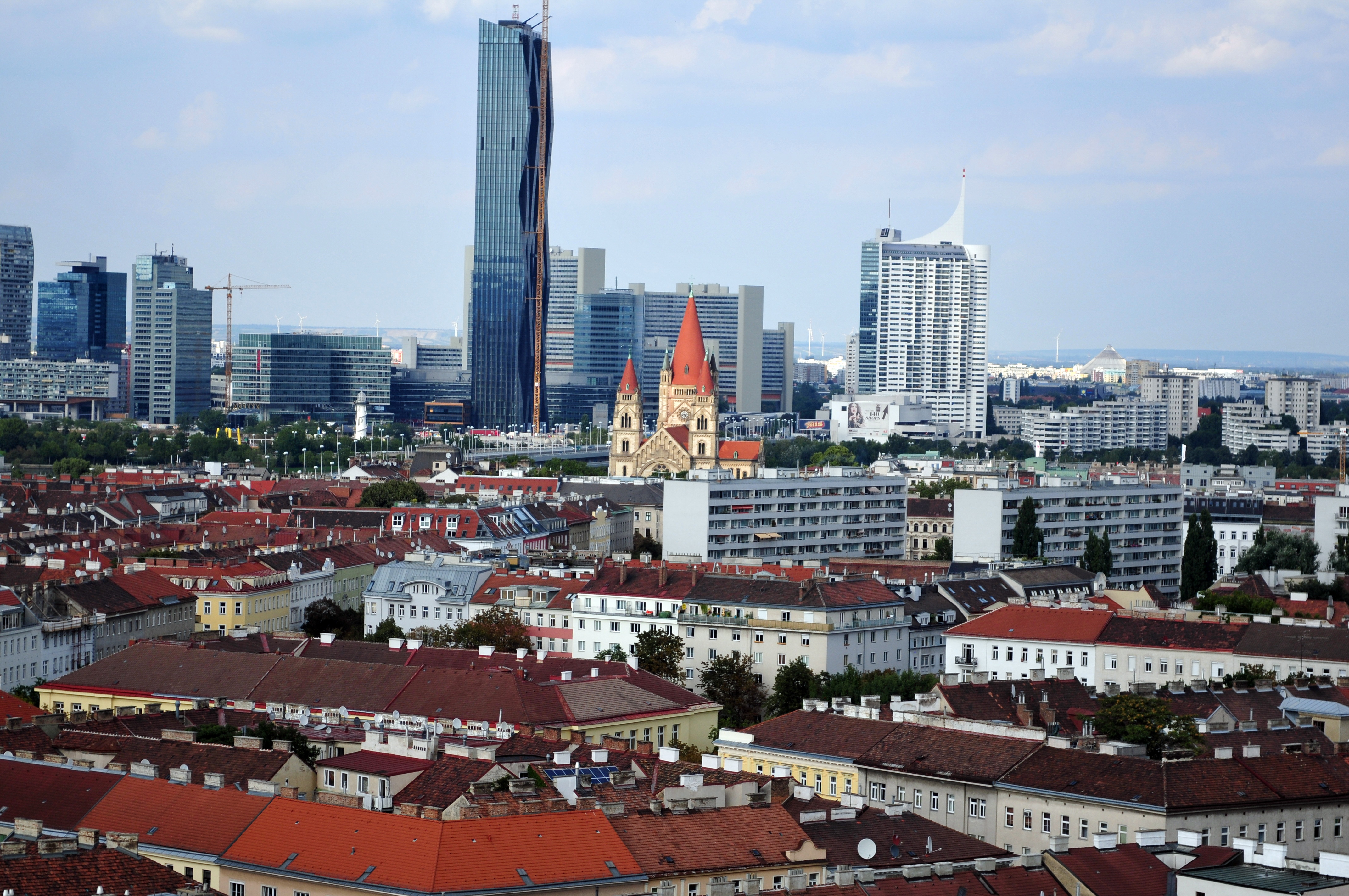
El Centro internacional de Viena, donde sobresalen las DC Towers

Austria es uno de los 10 países más ricos del mundo en términos de PIB per cápita y ocupa el decimoprimer puesto de los países con mayor PIB de la Unión Europea. Tiene una economía social de mercado bien desarrollada y un nivel de vida muy elevado. Hasta la década de 1980, numerosas empresas fueron nacionalizadas. En los últimos años, sin embargo, la privatización ha reducido las explotaciones estatales a un nivel comparable al de otras economías europeas. Junto a una industria altamente desarrollada, el turismo internacional es la parte más importante de la economía nacional.
Alemania ha sido históricamente el principal socio comercial de Austria, lo que la hace vulnerable a la rápida evolución de la economía alemana. Pero desde que Austria se convirtió en un Estado miembro de la Unión Europea, se han establecido vínculos más estrechos con otras economías de la Unión Europea y se ha reducido su dependencia económica de Alemania. Además, el número de miembros de la UE ha preparado una afluencia de inversores extranjeros atraídos por el acceso al mercado único europeo y la proximidad a la UE. El crecimiento del PIB se aceleró en los últimos años y alcanzó el 3,3% en 2006.

### Turismo
El turismo es uno de los sectores económicos más importantes de la economía austriaca.

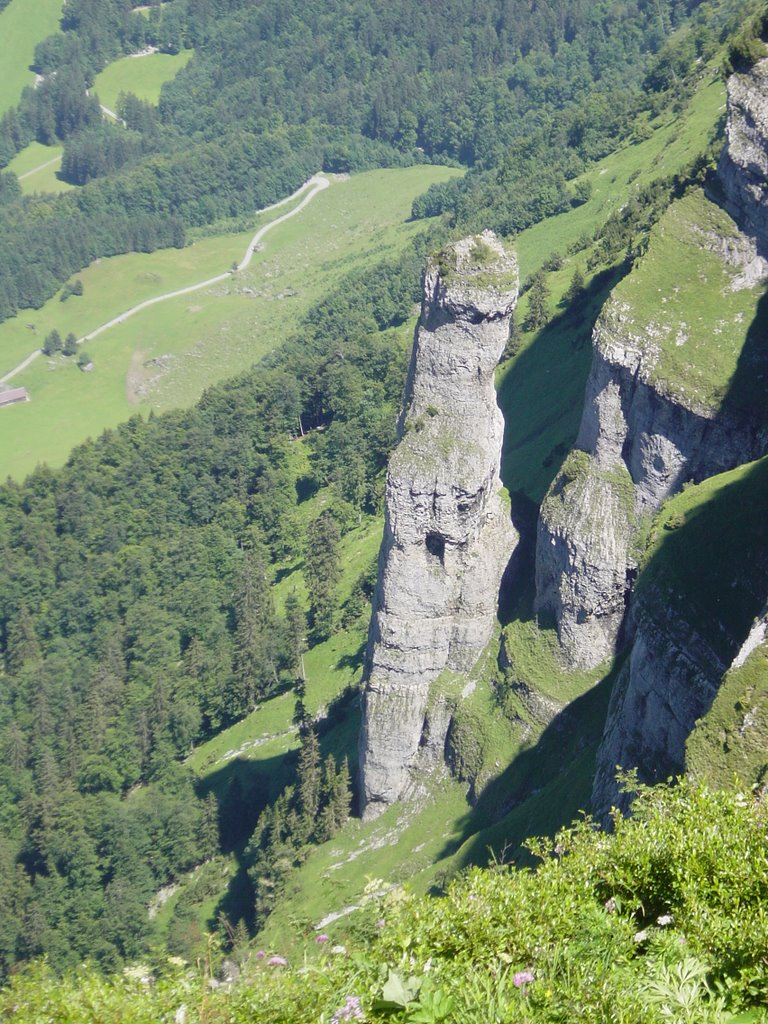
Una torre natural en Austria

En total, hubo unos 149,8 millones de pernoctaciones en 2018. El efecto de valor añadido directo del turismo ascendió a 24.900 millones de euros y el gasto total de los visitantes nacionales y extranjeros fue de 42.400 millones de euros.
Austria tiene un alto grado de requisitos para el turismo. Por un lado, las numerosas zonas naturales y los paisajes de montaña (por ejemplo, los Alpes y las tierras altas de granito y gneis), los paisajes lacustres, los numerosos monumentos culturales, las atractivas ciudades y las infraestructuras bien desarrolladas y, por otro lado, en particular, la rica historia y la marca de los Habsburgo, que, por ejemplo, proporciona unos ingresos turísticos de 60 millones de euros al año solo para la ciudad de Viena. La industria del turismo en Austria tiene un gran potencial de crecimiento.
Una ventaja para el turismo en Austria es su ubicación central en Europa y su buena accesibilidad. En el Informe de Competitividad de Viajes y Turismo 2017 del Foro Económico Mundial, Austria ocupó el puesto 12 de 136 países. El turismo en Austria se distribuye uniformemente entre las temporadas de verano e invierno.
En 2009, la industria del turismo, en la que trabajaban en 1993 alrededor del 10% de los ocupados, generó unos ingresos de 21.890 millones de euros, es decir, 1.666 euros por habitante, una cifra única en el mundo.
Los establecimientos de alojamiento y los restaurantes generaron 11.380 millones de euros (-3,2%), es decir, el 4,1% del producto interior bruto de 276.890 millones de euros (-1,8%) en 2009, a lo que hay que añadir los ingresos procedentes del consumo cultural, de entretenimiento, deportivo y comercial de los clientes, así como los ingresos procedentes del negocio de conferencias y ferias.
El turismo ayudó a la economía austriaca a lograr siempre un superávit en la balanza de pagos en las últimas décadas; la balanza comercial del sector solo ha sido positiva desde 2002. En 2005, el superávit de la balanza comercial de viajes ascendió a 5.100 millones de euros y contribuyó a casi equilibrar la cuenta corriente.

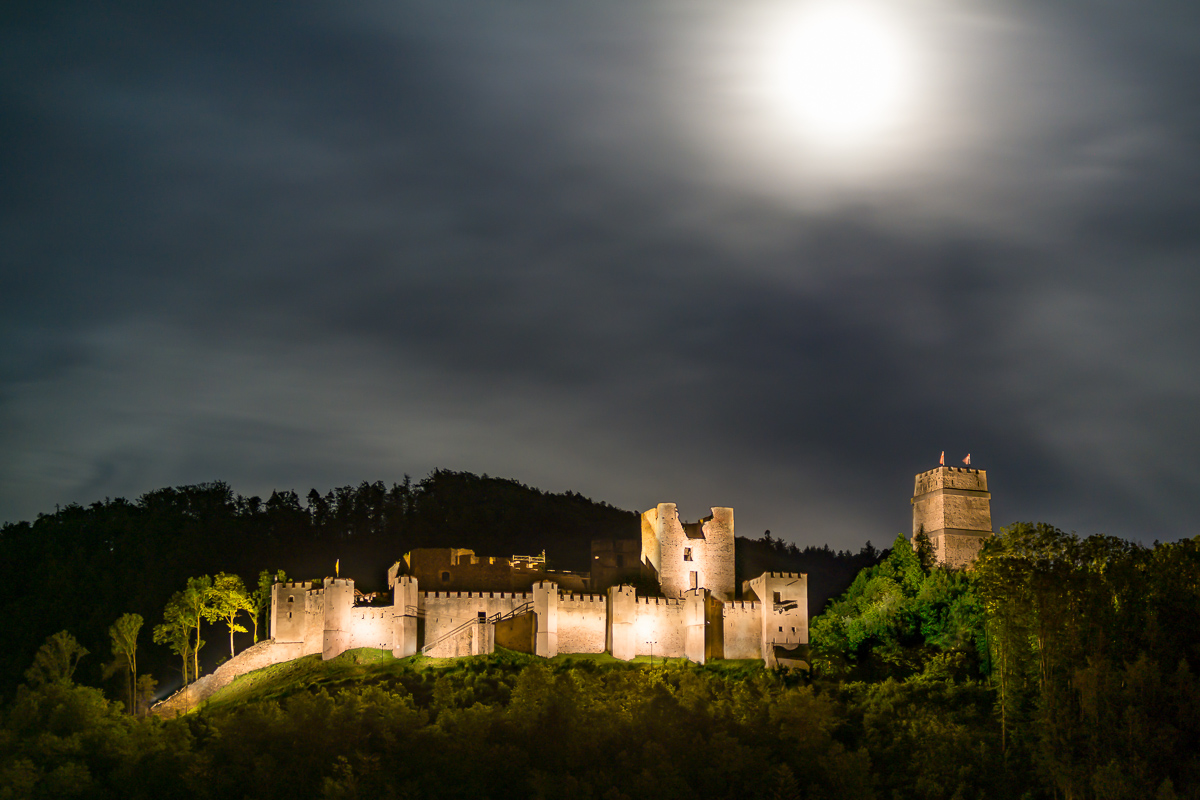
Ruinas de un Castillo en Austria

En 2005 había 69.981 empresas turísticas en Austria. La proporción de alojamientos de pequeña estructura y simplemente equipados está disminuyendo. El número de camas en la categoría de 4 y 5 estrellas aumentó un 27% de 1996 a 2006, el número de camas en alojamientos privados disminuyó un 17%. El índice de ocupación de camas es mayor en las provincias occidentales (Salzburgo, Tirol y Vorarlberg) en los meses de invierno que en los de verano. En toda Austria, la ocupación en 2006 fue mayor en la temporada de invierno (33,7%) que en la de verano (28,9%) y la más alta en Viena (62,8% en la temporada de verano).
La exportación del know-how turístico austriaco tiene una importancia considerable para la balanza de servicios austriaca.

### Servicios
Los servicios representan la mayor parte de la producción económica de Austria. Se genera principalmente por el turismo, el comercio y los bancos. Los bancos austriacos siguen beneficiándose del estricto secreto bancario austriaco. Tras la adhesión a la UE, se suprimió el anonimato de las cuentas de ahorro. Sin embargo, sigue siendo cierto que las autoridades no pueden abrir cuentas sin una orden judicial explícita.

### Industria
Austria tiene una industria moderna y eficiente. Unas 160 empresas austriacas son actualmente (2016) líderes del mercado mundial en su categoría.
La mayor parte de la industria nacionalizada fue privatizada (OMV AG, Voestalpine AG, VA Technologie AG, Steyr Daimler Puch AG, Austria Metall AG). Steyr Daimler Puch fue vendida al Grupo Magna, VA Tech a Siemens AG, Jenbacher Werke a General Electric.
Otras marcas y empresas conocidas: Doppelmayr/Garaventa Group, Manner & Comp. AG, Linz Textil Holding AG, Sanochemia Pharmazeutika AG, etc.

## Transporte

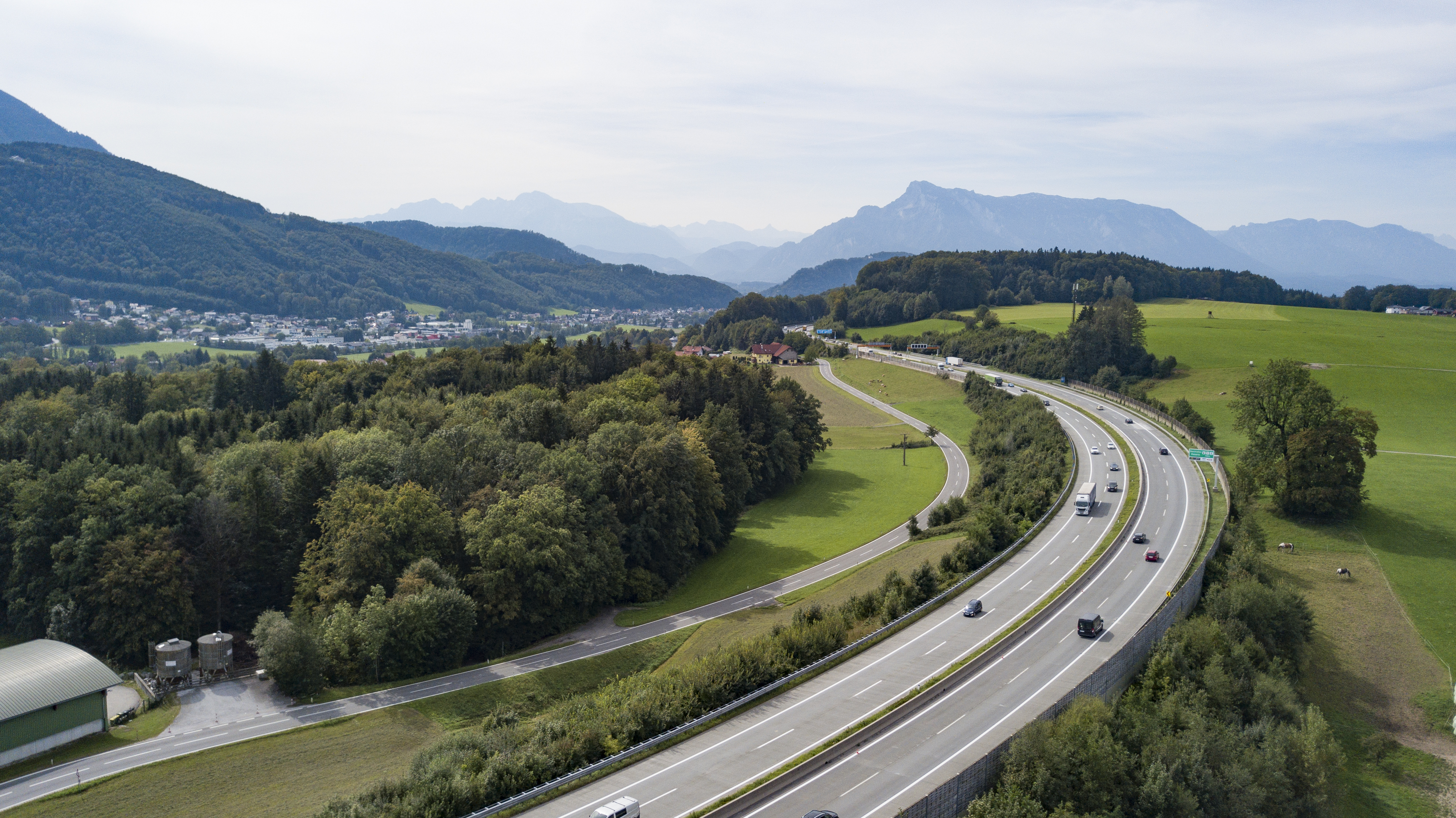
La Autopista A1 de Austria

La infraestructura de transporte se caracteriza, por un lado, por adaptaciones a su ubicación en los Alpes y, por otro, por su posición central en Europa Central. Esto se aplica por igual a las conexiones por carretera y por ferrocarril. El desarrollo logístico de los Alpes requiere la construcción de numerosos túneles y puentes que deben soportar condiciones meteorológicas extremas. Debido a su ubicación central y a su forma estrecha, Austria se considera un típico país de tránsito, especialmente en las direcciones norte-sur y norte-sudeste, pero también en la dirección este-oeste debido a la apertura del Telón de Acero. Esto suele suponer un dimensionamiento mucho mayor de las rutas de transporte, también en zonas ecológicamente sensibles, lo que suele provocar la resistencia de la población.
Para gestionar este equilibrio entre economía y ecología, a menudo se tomaron medidas en relación con los vehículos de motor. En Austria, por ejemplo, se estableció muy pronto la obligación legal de instalar un catalizador en todos los vehículos. Asimismo, solo se permitieron camiones poco ruidosos en determinadas rutas.

### Carreteras
En Austria, el límite de velocidad general es de 130 km/h en autopistas, 100 km/h en carreteras abiertas y 50 km/h en zonas locales. En la autopista del Inntal, en el Tirol, se aplica un límite de 100 km/h desde Zirl hasta la frontera con Alemania.
La red de carreteras es mayoritariamente de titularidad pública. En las autopistas y autovías, a los turistas se les cobra peaje y a los vehículos pesados se les cobra en función de los kilómetros (GO-Box) por ASFINAG.

Desde 2008, el equipamiento de invierno (neumáticos M&S, llevar cadenas para la nieve, etc.) es obligatorio del 1 de noviembre al 15 de abril en condiciones invernales. 

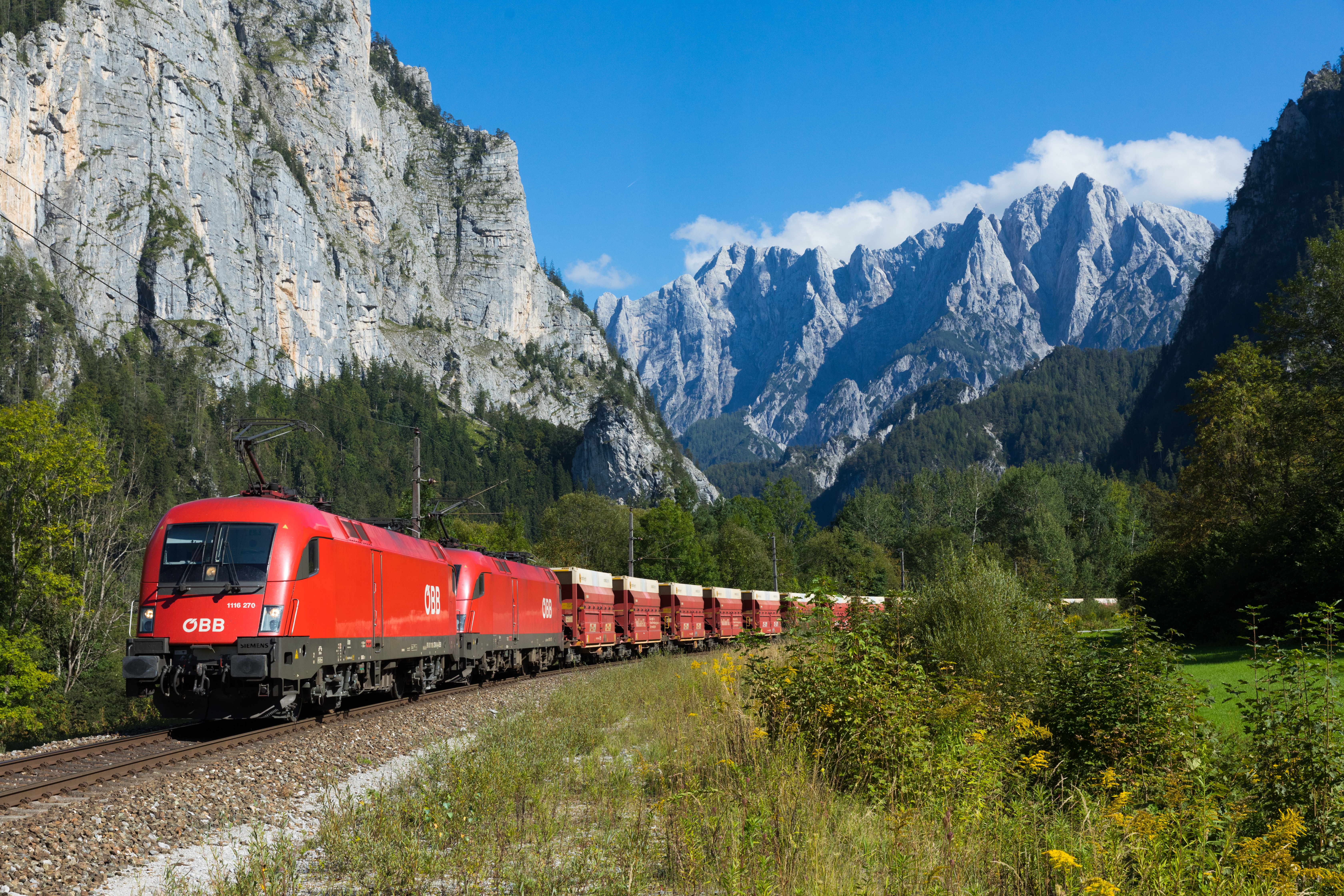
Tren de mercancías en la entrada de la antigua estación del Parque nacional de Gesäuse

Las Luces obligatorias (luces de circulación diurna) deben llevarla vehículos de motor de una vía. Desde el 15 de noviembre de 2005 hasta el 31 de diciembre de 2007, los vehículos de motor de varios carriles también debían encender sus luces de cruce o diurnas durante el día.

### Ferrocarriles
La mayor parte de las líneas ferroviarias son explotadas por los Ferrocarriles Federales Austriacos (ÖBB), la mayor compañía ferroviaria de Austria. Una parte menor son los ferrocarriles no federales, en parte privados y en parte propiedad de las provincias federales.
La conexión ferroviaria más importante de Austria, el Westbahn, se ha convertido en una línea de alto rendimiento entre Viena y Salzburgo desde 1990. Los puntos clave son el túnel de Wienerwald (la conexión entre Viena y St. Pölten) y el túnel de Lainzer (la conexión vienesa del Westbahn con el Südbahn y el Donauländebahn). El Südbahn también se ampliará en consecuencia. La construcción del túnel de base de Semmering, previsto para este fin, se inició en 2012 tras años de objeciones por parte del gobierno provincial de la Baja Austria, pero sigue siendo objeto de disputa legal. El túnel de Koralm, en Carintia, un nuevo enlace ferroviario entre Graz y Klagenfurt, que también forma parte de la nueva línea ferroviaria del sur, está en construcción desde 2009.
Los S-Bahn existen en las regiones de Viena y Salzburgo, en Estiria, Tirol, Carintia, Vorarlberg y Linz.
Viena es la única ciudad austriaca con una red de metro clásica. Hay tranvías en las ciudades de Viena, Gmunden, Graz, Innsbruck y Linz. El Dorfbahn Serfaus, un tranvía aéreo subterráneo en Serfaus, en el Tirol, es a veces llamado el ferrocarril subterráneo más pequeño del mundo.

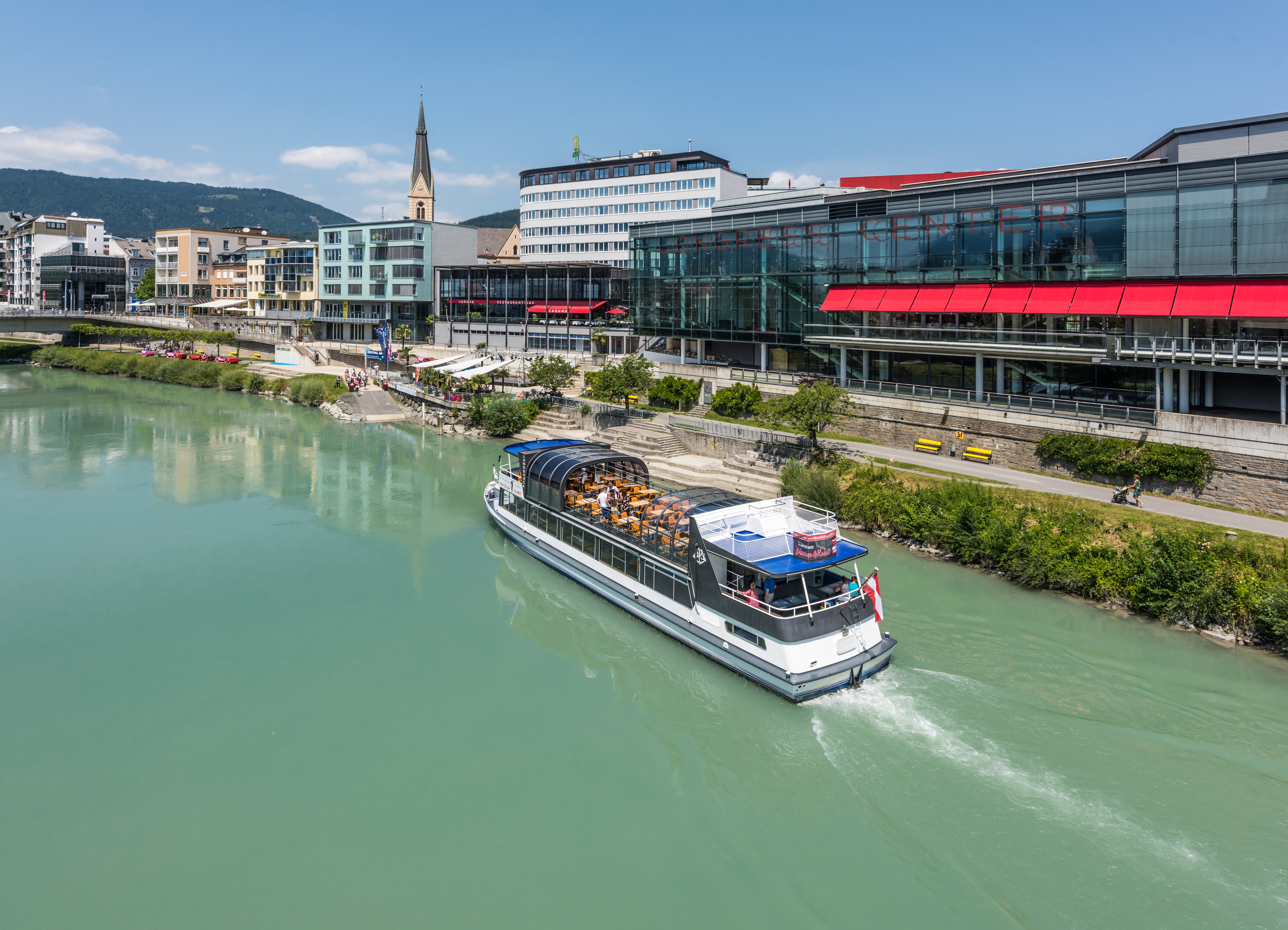
Un Barco de pasajeros en el Río Drava en Austria

### Transporte Marítimo
La ruta marítima más importante, tanto para el tráfico de pasajeros como de mercancías, es el Danubio. El transporte marítimo de pasajeros, que ya se impulsó en la monarquía de los Habsburgo con la DDSG como la mayor empresa de transporte interior del mundo en su momento, hoy sirve principalmente al turismo (por ejemplo, la DDSG Danubio Azul) y también se realiza en el Inn y en los lagos más grandes. Con el Twin City Liner, que conecta Viena con Bratislava, existe una interesante conexión para los viajeros. La mayoría de las aguas solo se utilizan en el semestre de verano.
Para el tráfico de mercancías se utiliza casi exclusivamente el Danubio, que se ha mejorado considerablemente con la construcción del Canal del Main-Danubio y puede así acoger mucho tráfico de tránsito desde el Mar del Norte hasta el Mar Negro. Se transportan principalmente mercancías a granel. Los puertos de mercancías austriacos son Linz, Enns, Krems y Viena.
A través de la Declaración de Barcelona de 1921 sobre el reconocimiento del derecho de los Estados sin litoral marítimo a enarbolar sus banderas, Austria también tendría la posibilidad de explotar la navegación de altura bajo su propia bandera, pero ya no ejerce este derecho desde 2012.

### Transporte Aéreo

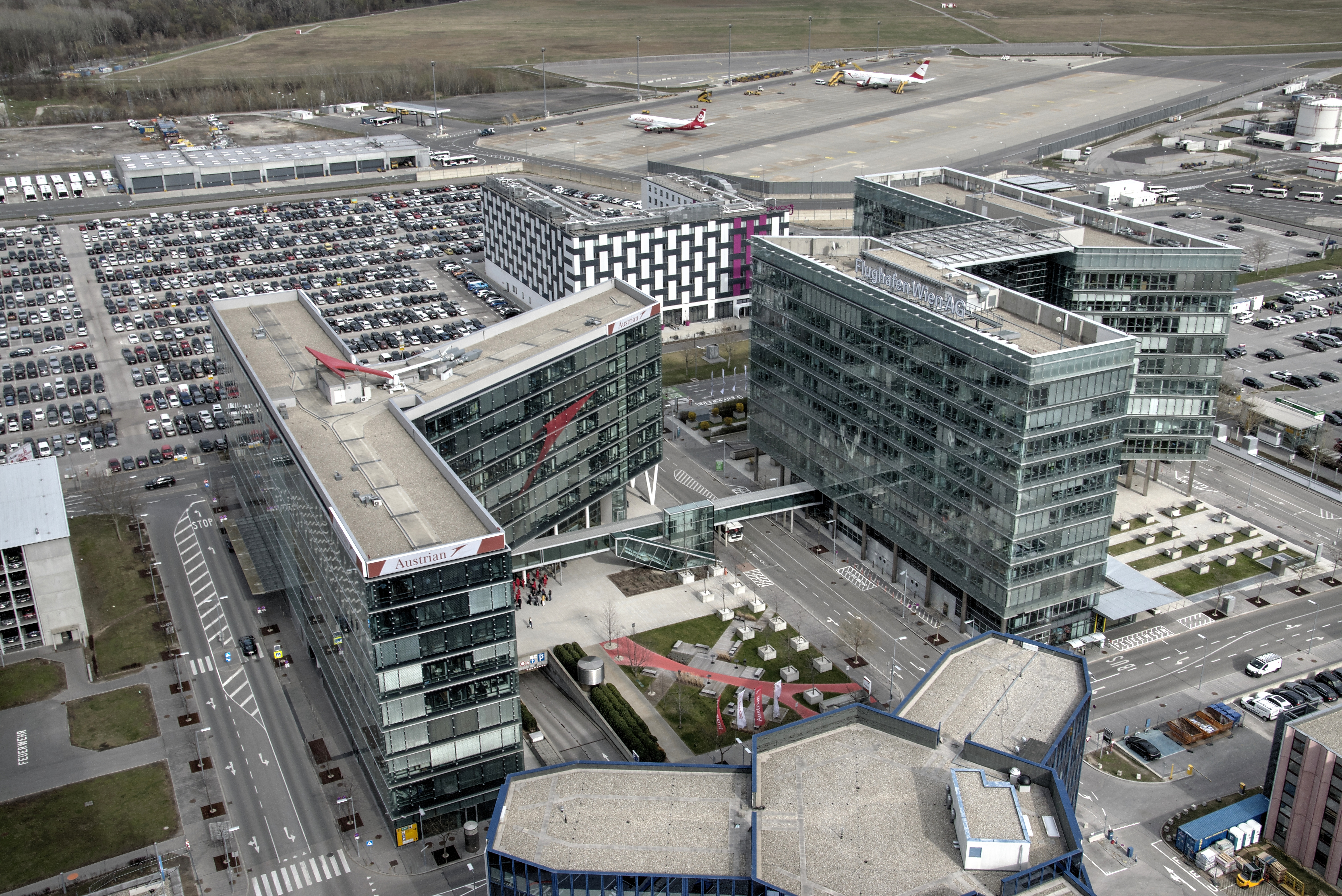
Aeropuerto Internacional de Viena desde la Torre de Control de Tráfico Aéreo

La aerolínea con más conexiones desde Viena es Austrian Airlines. Estrechamente vinculada a ella dentro del Grupo Lufthansa está Eurowings Europe. Las compañías aéreas EasyJet Europe y People's también tienen su aeropuerto de origen en Viena.
Otras compañías aéreas con sede en Austria existieron durante años, pero desde entonces se han vendido al extranjero o se han fusionado con otras empresas. Los proyectos de aviación de Niki Lauda, por ejemplo, son muy conocidos. Hay una docena de aerolíneas chárter activas.
El aeropuerto más importante es el de Viena-Schwechat / VIE, pero Graz (Aeropuerto de Graz-Thalerhof / GRZ), Linz (Aeropuerto de Linz-Hörsching / LNZ), Klagenfurt (Aeropuerto de Klagenfurt / KLU), Salzburgo (Aeropuerto de Salzburgo W. A. Mozart / SZG) e Innsbruck (Aeropuerto de Innsbruck / INN) también tienen conexiones internacionales. Para la provincia de Vorarlberg, están disponibles los aeropuertos internacionales de Altenrhein (CH) y Friedrichshafen (D).
De importancia regional son 49 aeródromos, de los cuales 31 no tienen pista asfaltada y de los 18 asfaltados solo cuatro tienen una pista de más de 914 metros de longitud. De ellos, el aeródromo de Wiener Neustadt es históricamente significativo, al igual que el abandonado aeropuerto vienés de Aspern. Fueron los primeros aeródromos de Austria, siendo el aeropuerto de Aspern el mayor y más moderno de Europa desde su inauguración en 1912 hasta el estallido de la Primera Guerra Mundial en 1914. Además, todavía existen varios aeródromos de la Fuerza Aérea Austriaca, como en Wiener Neustadt, Zeltweg, Aigen/Ennstal, Langenlebarn/Tulln.
En Austria, el control del espacio aéreo superior (a partir de 28.500 pies / 9200 metros) se está combinando en el marco del proyecto de Cielo Único Europeo de los ocho estados centroeuropeos actuales (Austria, Bosnia y Herzegovina, República Checa, Croacia, Hungría, Italia, Eslovenia y Eslovaquia). Este programa, denominado CEATS (Servicios de Tráfico Aéreo Centroeuropeos), prevé un centro de control para todo el espacio aéreo superior centroeuropeo (Centro de Control de la Zona Superior CEATS, CEATS UAC), que estará situado en Fischamend, al este de Viena-Schwechat. El control del tráfico aéreo nacional y las necesidades de la aviación civil están a cargo de la empresa estatal Austro Control Gesellschaft für Zivilluftfahrt, con sede en Viena.

## Demografía

Crecimiento de la población desde 1960 (en miles de habitantes)

En 2022, la población de Austria constaba de 9 027 999 personas. La población de la capital, Viena, supera los 1,65 millones (2,2 millones si se cuentan los suburbios), y representa alrededor de una cuarta parte de la población del país, siendo conocida por su amplia oferta cultural y alto nivel de vida. En contraste con la capital, las demás ciudades austríacas no exceden el millón de habitantes: Graz, donde viven 250 099 habitantes; seguida de Linz (188 968); Salzburgo (150 000) e Innsbruck (117 346). Todas las demás ciudades tienen menos de 100 000 habitantes.

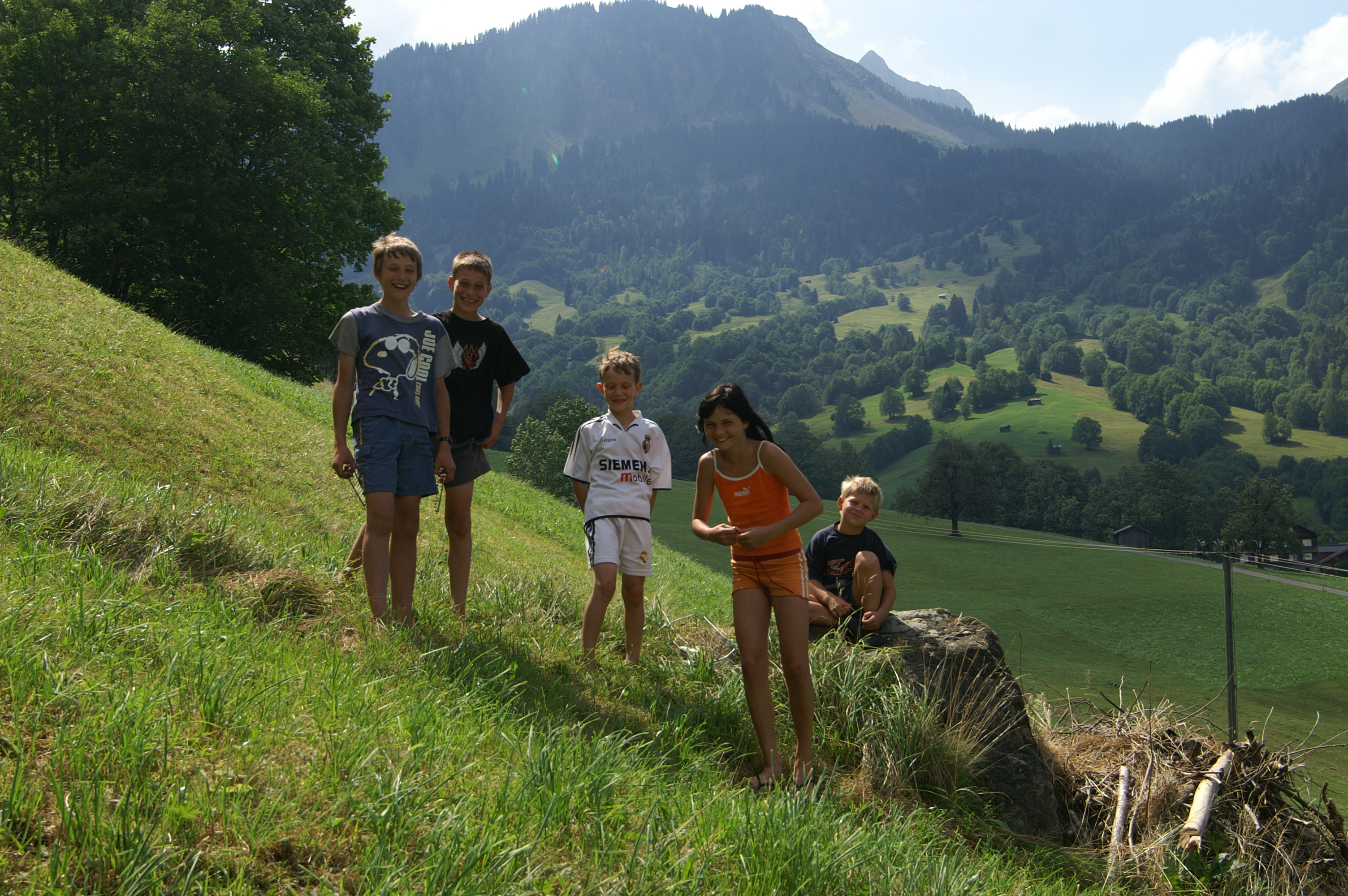
Niños austriacos en Salzburgo.

Los germanófonos representan, con mucho, el grupo lingüístico más grande del país, pues suman aproximadamente el 90% de la población de Austria. Los estados federales austríacos de Carintia y Estiria acogen a una importante minoría nativa de habla eslovena, con alrededor de 14 000 miembros (censo de Austria; cifras no oficiales de grupos eslovenos hablan de más de 50 000). En el este del Bundesland Burgenland (anteriormente parte de la mitad húngara del Imperio austrohúngaro), cerca de 20 000 ciudadanos austríacos hablan húngaro y unos 30 000 croata. El resto de la población austríaca proviene de ascendencia extranjera, muchos de ellos de los países vecinos, especialmente del ex Bloque del Este. Los denominados trabajadores huéspedes (Gastarbeiter) y sus descendientes, así como los refugiados de las guerras yugoslavas y otros conflictos, también forman un importante grupo minoritario en Austria. Desde 1994, los Roma-Sinti (gitanos) constituyen una minoría étnica reconocida oficialmente en Austria.

Pirámide de población austríaca

Según el censo publicado por Statistik Austria en el año 2001, hay un total de 710 926 extranjeros viviendo en Austria, de los cuales 124 392 hablan alemán como lengua materna (mayormente inmigrantes de Alemania, algunos de Suiza y de la provincia autónoma de Bolzano en Italia). El siguiente grupo más numeroso son los provenientes de la antigua Yugoslavia (240 863), la mayoría de Serbia (135 376) y Croacia (105 487), seguidos por los turcos (123 417), anglófonos (25 155), albaneses (24 446) y polacos (17 899). Con menos de 15 000 representantes destacan los 14 699 húngaros, 12 216 rumanos, 7982 árabes, 6902 eslovenos (no incluida la minoría autóctona Windisch), 6891 eslovacos, 6707 checos, 5916 persas, 5677 italianos, 5466 rusos, 5213 franceses, 4938 chinos, 4264 españoles y 3503 búlgaros. Las poblaciones del resto de grupos caen bruscamente por debajo de las 3000 personas.
La lengua materna de la población que prevalece es el alemán (88,6%), seguida del turco (2,3%), el serbio (2,2%), el croata (1,6%), el húngaro (0,5%), el bosnio (0,4%), el polaco (0,35%), el albanés (0,35%), el esloveno (0,31%), el checo (0,22%), el árabe (0,22%) y el rumano (0,21%).
El idioma oficial es el alemán, hablado por casi todos los residentes del país. El terreno montañoso de Austria llevó al desarrollo de numerosos dialectos alemanes distintos. No obstante, todos los dialectos del país pertenecen al grupo de dialectos alemanes procedentes del bávaro, con excepción del dialecto hablado en el extremo occidental del Bundesland, Vorarlberg, que pertenece al grupo de dialectos alemánico. También existe una norma gramatical distinta para el alemán austríaco, con unas pocas diferencias al alemán hablado en Alemania.
A partir de 2006, algunos de los estados de Austria presentó pruebas para los nuevos ciudadanos, para asegurar su capacidad de idiomas, conocimiento cultural y, en consecuencia, su capacidad para integrarse en la sociedad austríaca.

### Minorías culturales

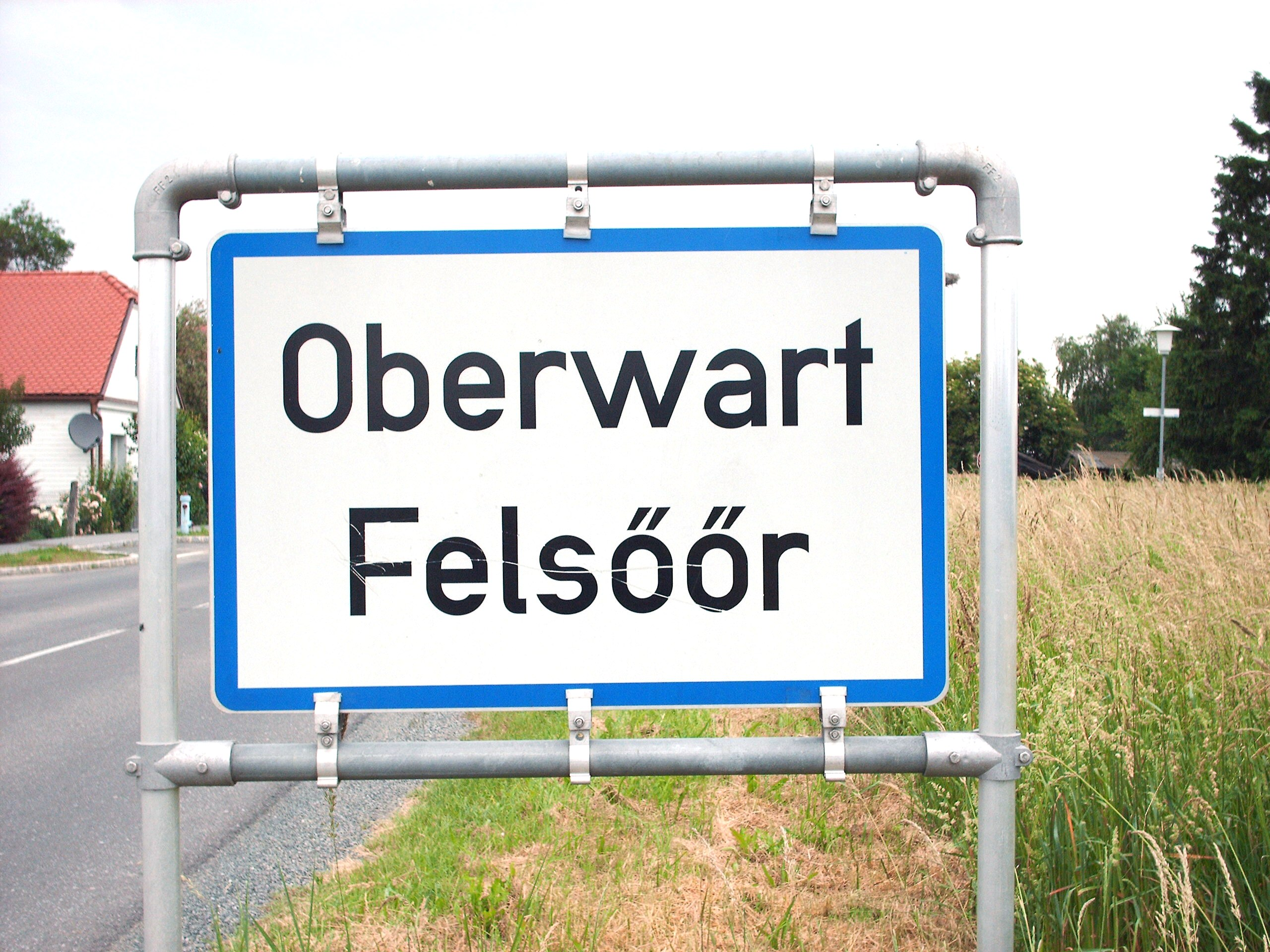
Cartel bilingüe en la localidad de Oberwart (que en idioma húngaro se llama Felsőőr) en Burgenland

Los serbios constituyen una de las principales minorías del país, pues suman unos 300 000 individuos. Llegaron a Austria en la época del Imperio Austrohúngaro, cuando la región de Voivodina estaba bajo el control imperial de los Habsburgo. En 1936 se fundó la Sociedad Serbia de Austria y, tras la Segunda Guerra Mundial, el número de serbios aumentó aún más. En la actualidad, viven sobre todo, en las grandes ciudades: en Viena, Salzburgo y Graz.
Por otra parte, se estima que en Austria también viven otras minorías procedentes de países vecinos: hay entre 13 000 y 40 000 eslovenos, la mayoría de los cuales se concentra en Carintia; alrededor de 30 000 croatas; y una importante minoría de húngaros, que viven mayoritariamente en Burgenland. Estas tres minorías fueron reconocidas como tales en virtud del Tratado de Estado de Austria (Staatsvertrag) de 1955, y disfrutan desde entonces de derechos especiales. Por el contrario, los eslovenos de Estiria (aproximadamente, entre 1600 y 5000 individuos) no son reconocidos como una minoría y tampoco gozan de derechos especiales, si bien el Tratado de Estado de 27 de julio de 1955 establece lo contrario.
El derecho de estas comunidades a rotular en sus propios idiomas los carteles y las señalizaciones –tal y como exige el Tratado de Estado de 1955– aún no se ha aplicado plenamente y es objeto de polémica. Muchos austríacos de habla alemana tienen miedo de las reivindicaciones territoriales de los eslovenos sobre Carintia: recuerdan que las tropas yugoslavas invadieron Austria después de cada una de las dos guerras mundiales y denuncian que algunos atlas oficiales de Eslovenia muestran partes de Carintia como territorio cultural esloveno. En otoño de 2005, el por entonces gobernador de Carintia, Jörg Haider, hizo de este un asunto de discusión pública, al negarse a aumentar el número de carteles topográficos bilingües en su región. Una encuesta, realizada en enero de 2006 por el Kärntner Humaninstitut, reveló que el 65% de los carintianos no estaban a favor de aumentar los signos topográficos bilingües y consideraban que los requisitos establecidos por el Tratado de Estado de 1955 ya se habían cumplido.
Otro fenómeno interesante es la llamada Windischen-Theorie, según la cual los eslovenos pueden dividirse en dos grupos: los eslovenos propiamente dichos y los denominados Windische, un nombre tradicional alemán empleado para referirse a los eslavos. De esta manera, se distingue entre los eslovenos austríacos, que aprendieron esloveno estándar en la escuela, y los eslovenos que hablan su dialecto local esloveno, pero que recibieron toda su formación en alemán, en escuelas austríacas, siendo a estos últimos a los que se designa con el término Windische. Esta teoría, que divide a los austríacos de origen esloveno entre "leales Windische" y "eslovenos nacionales", nunca fue aceptada unánimemente y ya hace algunas décadas que cayó en desuso.

### Religión

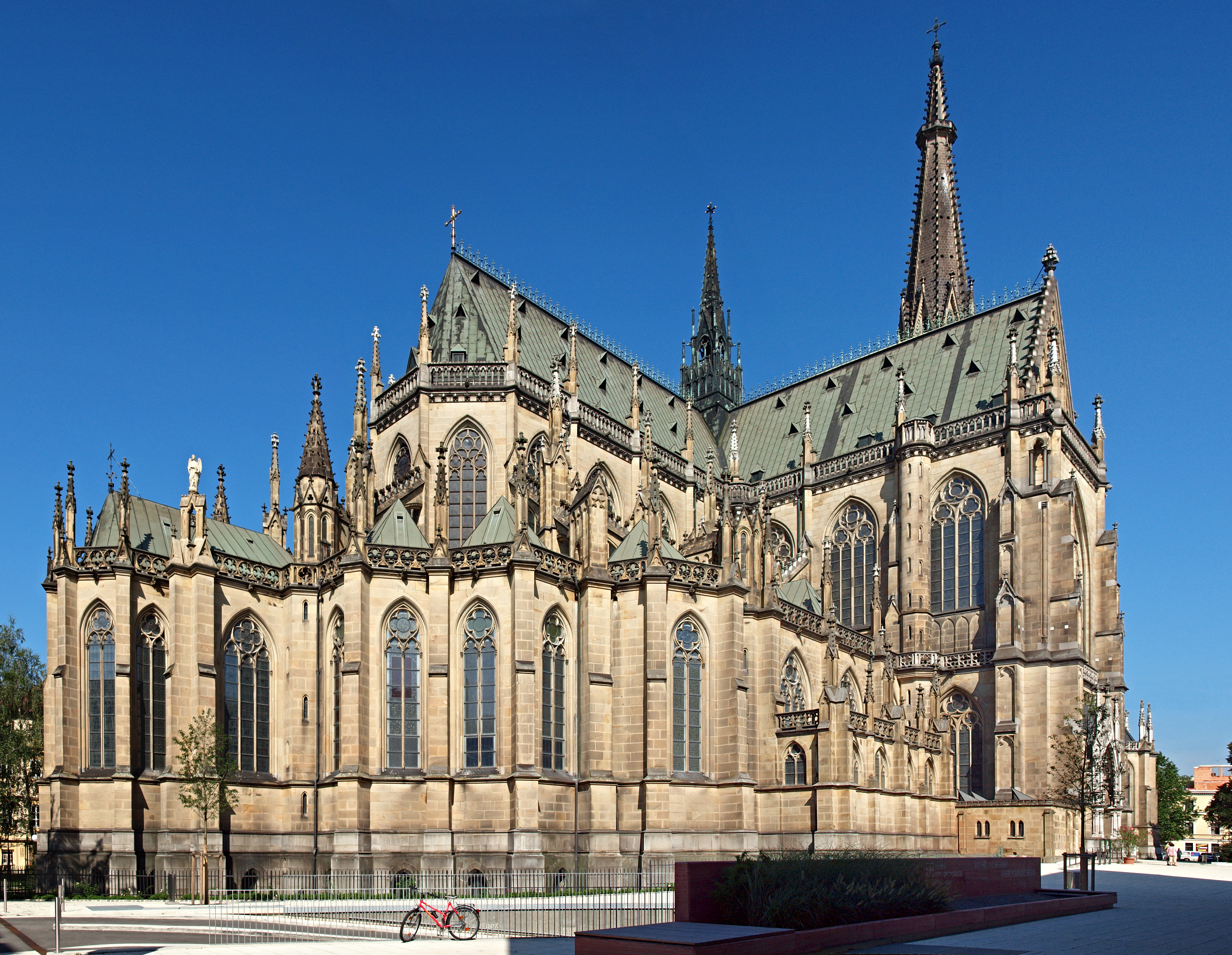
Catedral de Linz

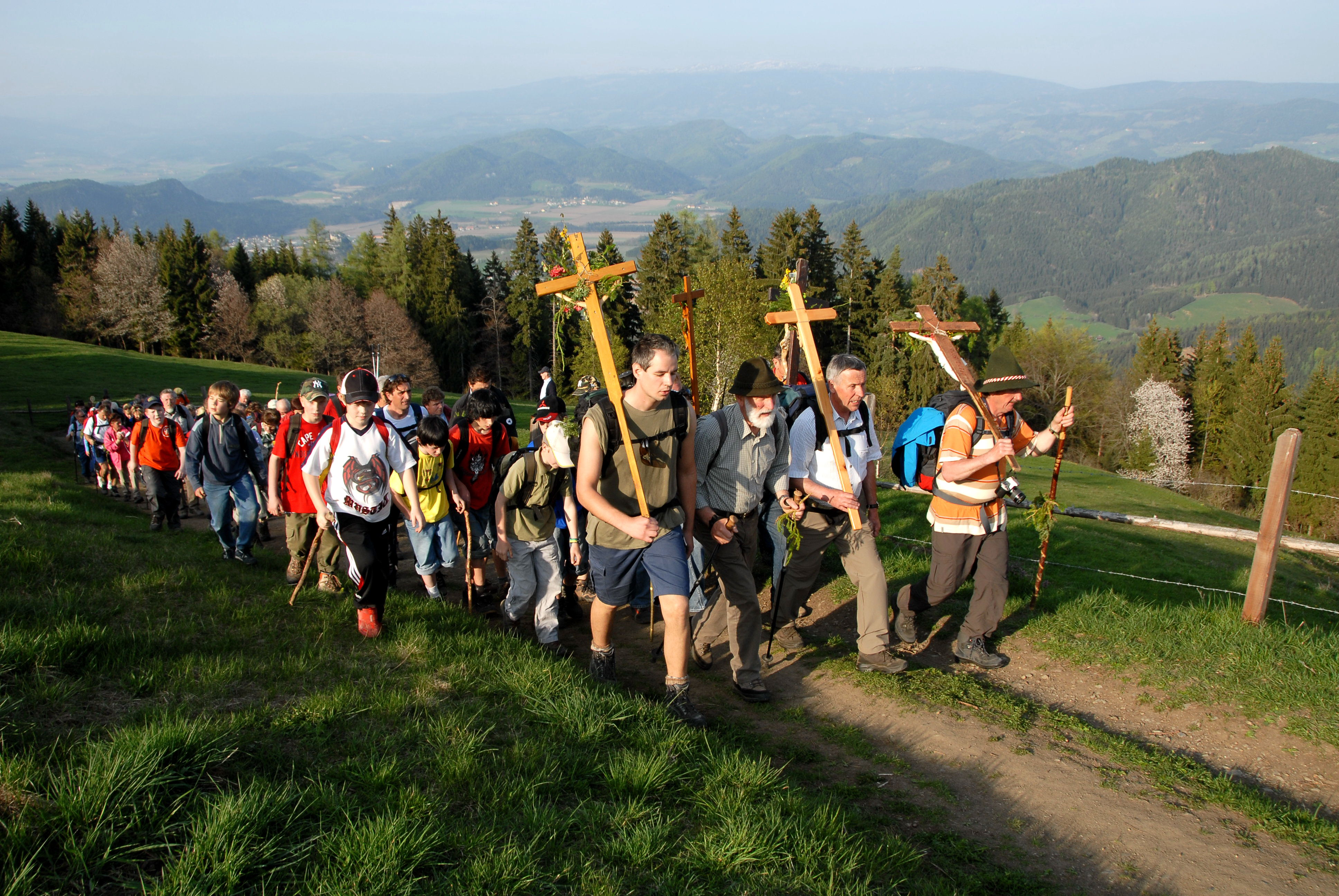
Peregrinación

Entre las religiones en Austria, el cristianismo católico es la predominante. El Estado cubre en parte los gastos de la Iglesia católica en Austria, según un Acuerdo de 1960, cuya última actualización data de 1995.
Según el censo de 2001, el 73,6 % de la población del país es católica, si bien desde 2001 el número de católicos y la cantidad de fieles practicantes se ha reducido[cita requerida]. Las últimas cifras de católicos austriacos datan de 2016 y dan un total de 5 162 622 miembros, lo que supone el 58,8 % de la población austríaca[cita requerida]. El número de cristianos protestantes luteranos disminuyó de 5,7 % en 1971 a 3,4 % en 2016[cita requerida]. La mayoría de los luteranos reside en el estado de Carintia, en el sur de Austria. Los cristianos ortodoxos son alrededor del 8,8 % en 2018 (en su mayoría, son inmigrantes de la Europa balcánica y oriental). El número de musulmanes está en aumento, con un 8 % en 2016 También hay pequeñas comunidades de hindúes, sikhs, budistas y judíos[cita requerida].
Unas 8140 personas profesan el judaísmo. La gran mayoría de ellos, unos 7000, viven en Viena. Según la Comunidad Judía de Viena, hay 15 000 en toda Austria.
Algo más de 10 000 personas profesan el budismo, que fue reconocido como comunidad religiosa en Austria en 1983. Según el censo de 2001, 3629 personas profesan el hinduismo, que se considera una "confesión religiosa registrada" en Austria.
20 000 personas son miembros activos de los Testigos de Jehová. Su reconocimiento legal como comunidad religiosa se decidió en 2009.
Alrededor del 12 % de la población (aproximadamente un millón de personas) no pertenece a ninguna de las comunidades religiosas legalmente reconocidas en Austria, según el último censo de 2001. Según las estimaciones, el número de ateos y agnósticos en 2005 se situaba entre el 18 % y el 26 % (entre 1 471 500 y 2 125 500 personas).
Según una encuesta representativa del Eurobarómetro, el 54 % de los austriacos creía en Dios en 2005, y el 34 % en alguna otra fuerza espiritual. El 8 % de los encuestados no cree ni en un Dios ni en otra fuerza espiritual, y el 4 % se muestra indeciso.

### Lenguas
El alemán de Austria es la lengua más utilizada. Existe una gran variedad de dialectos, que fundamentalmente pertenecen al Austro-bávaro.Según el artículo 8 de la Constitución Federal (Ley Constitucional Federal (B-VG) de 1920), el alemán es la lengua estatal de la República de Austria. El alemán austriaco -una variedad nacional estándar de alto nivel de la lengua alemana pluricéntrica- es la lengua materna de aproximadamente el 88,6% de los ciudadanos austriacos. El diccionario austriaco es obligatorio tanto para las autoridades como para la enseñanza escolar.
El alemán austriaco difiere en vocabulario y pronunciación, pero también en peculiaridades gramaticales del alto alemán de Alemania. El diccionario austriaco, en el que se resume el vocabulario, fue puesto en marcha por el Ministerio de Educación en 1951 y, desde entonces, se sitúa por encima del Duden como conjunto oficial de normas.
En muchos casos, en la vida cotidiana se habla, además de la lengua estándar, uno de los muchos dialectos del alto alemán pertenecientes a las familias dialectales del alemánico (hablado en Vorarlberg y en el Außerfern tirolés) y del bávaro (hablado en todas las provincias federales excepto en Vorarlberg). Siete millones de austriacos hablan un dialecto de Baviera Central o del Sur o una lengua coloquial influida por estos dialectos. Los dialectos regionales también se entremezclan con expresiones de lenguas vecinas no alemanas (así, el checo, entre otras lenguas, influyó en el dialecto vienés). El uso de términos franceses en la corte vienesa también influyó en algunos términos, sobre todo en los más antiguos (por ejemplo, "Trottoir" para pavimento).
Las etnias autóctonas de los croatas de Burgenland, los eslovenos de Carintia, los eslovenos de Estiria y los húngaros de Austria tienen derecho a la enseñanza en su lengua materna y a la comunicación con las autoridades. El burgense-croata y el esloveno son lenguas oficiales adicionales en los distritos administrativos y judiciales de Estiria, Burgenland y Carintia con población croata o eslovena o mixta. Además, en algunos municipios de Burgenland, el húngaro es una lengua oficial en pie de igualdad con el alemán.
El romaní, la lengua de la etnia gitana, también es una lengua minoritaria reconocida por el Estado. Lo mismo ocurre con el checo y el eslovaco. El lenguaje de signos austriaco está reconocido por el derecho constitucional.
 Datos del censo 2001
| Confesión       | Austria   | Burgenland | Carintia | Baja Austria | Alta Austria | Salzburgo | Estiria   | Tirol   | Vorarlberg | Viena     | Porcentaje |
| Total           | 8 032 926 | 277 569    | 559 404  | 1 545 804    | 1 376 797    | 515 327   | 1 183 303 | 673 504 | 351 095    | 1 550 123 | 100%       |
| Católicos       | 5 915 421 | 220 512    | 432 011  | 1 226 411    | 1 093 624    | 383 486   | 961 630   | 561 680 | 273 978    | 762 089   | 73,64      |
| Luteranos       | 376 150   | 36 812     | 57 729   | 50 838       | 60 990       | 22 441    | 51 005    | 16 026  | 7817       | 72 492    | 4,68       |
| Veterocatólicos | 14 621    | 163        | 1107     | 2146         | 1244         | 866       | 1183      | 422     | 356        | 7134      | 0,18       |
| Judíos          | 8140      | 33         | 56       | 399          | 216          | 125       | 161       | 99      | 63         | 6988      | 0,10       |
| Musulmanes      | 338 988   | 3993       | 10 940   | 48 730       | 55 581       | 23 137    | 19 007    | 27 117  | 29 334     | 121 149   | 4,22       |
| Otros           | 255 681   | 3380       | 9439     | 29 400       | 30 835       | 20 078    | 16 383    | 16 055  | 13 141     | 116 970   | 3,18       |
| Sin confesión   | 963 263   | 11 102     | 43 916   | 166 832      | 120 906      | 49 238    | 117 589   | 35 139  | 20 945     | 397 596   | 11,99      |
| Sin indicación  | 160 662   | 1574       | 4206     | 21 048       | 13 401       | 15 956    | 16 345    | 16 966  | 5461       | 65 705    | 2,00       |

### Identidad
Debido a las condiciones políticas, lingüístico-culturales e ideológicas, por las que Austria había sido percibida como parte de una identidad alemana desde la Edad Media, el desarrollo definitivo de una conciencia nacional austriaca independiente solo tuvo lugar después de la Segunda Guerra Mundial. Hasta principios del siglo XIX, no existía una conciencia de identidad nacional en el sentido moderno. Mientras que para los estratos "inferiores" de la población solo desempeñaban un papel los vínculos locales, entre las élites se daban varios niveles de identidad, que apenas competían entre sí,

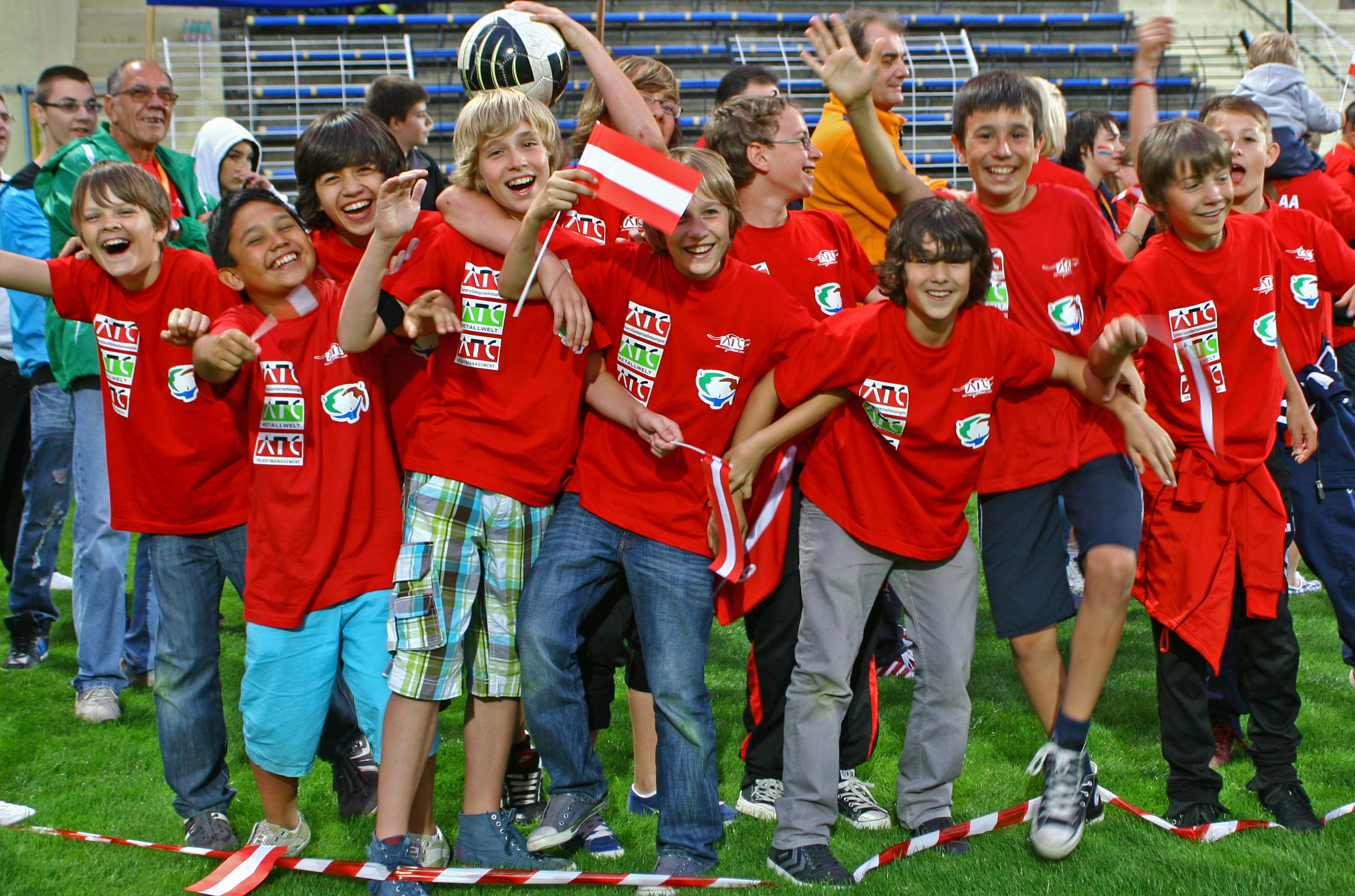
Grupo de niños con la Bandera de Austria

El término "nación austriaca" se estableció como una designación de las identidades colectivas culturales, sociales, históricas, lingüísticas y étnicas que se desarrollaron en el territorio de la República de Austria y que dieron lugar a un sentimiento de pertenencia entre la población austriaca. Las primeras identidades austriacas del "nosotros" surgieron ya a principios de la Edad Media. En la época de la monarquía de los Habsburgo y hasta 1918, la identificación colectiva se centraba principalmente en la dinastía o el monarca, así como en las características culturales que se percibían como alemanas. En este contexto, Ernst Bruckmüller ve el punto de partida para el desarrollo de "dos naciones alemanas". Tras el colapso de la monarquía, este dilema condujo finalmente a una "crisis de identidad colectiva fundamental", que se entiende como una de las razones del fracaso de la Primera República y que, en última instancia, también condujo al "Anschluss" (Anexión) al Reich alemán en 1938.
Sin embargo, poco después del Anschluss y durante la guerra comenzó a desarrollarse una identidad austriaca en algunos sectores de la sociedad, que se explica sobre todo por las actitudes de oposición al régimen nazi y con respecto a las derrotas en la guerra. Por tanto, la resistencia austriaca al nacionalsocialismo constituyó un importante papel de identificación. En referencia a este cambio de opinión, el politólogo berlinés Richard Löwenthal acuñó el dicho: "Los austriacos querían ser alemanes... hasta que lo hicieron"
Sin embargo, a grandes rasgos, la conciencia nacional austriaca no se desarrolló hasta el final de la guerra. A ello contribuyeron también éxitos políticos y sociales como la conclusión del Tratado de Estado y la recuperación económica.

### Educación

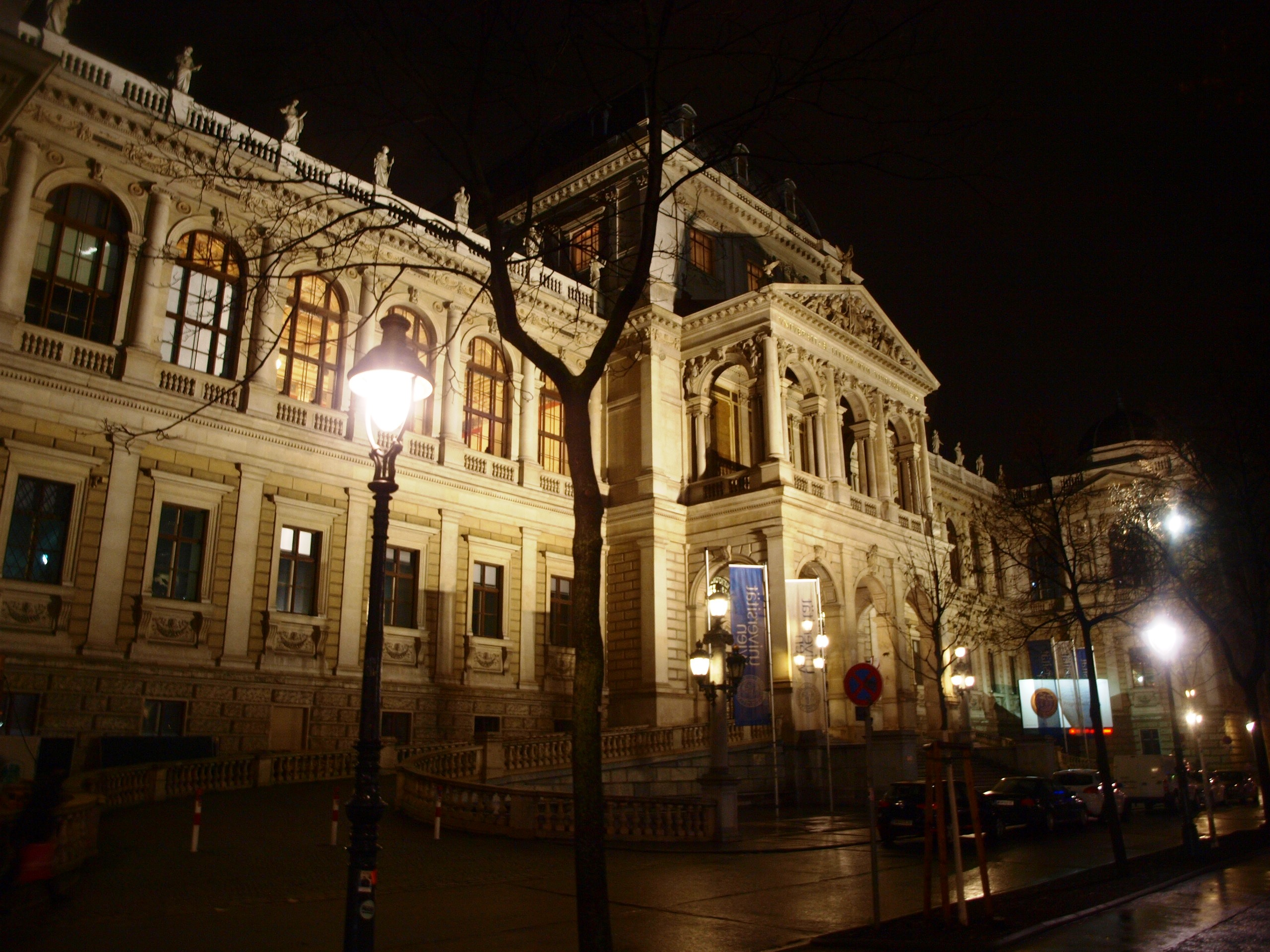
La Universidad de Viena

La educación en Austria se confía en parte a los estados federados (Bundesländer) y en parte al gobierno federal. La asistencia a la escuela es obligatoria durante nueve años, es decir, normalmente hasta los quince años.
La educación preescolar (llamada Kindergarten en alemán), gratuita en la mayoría de los estados, se ofrece a todos los niños de entre tres y seis años y, aunque es opcional, se considera una parte normal de la educación del niño debido a su alto índice de aceptación. El número máximo de alumnos por clase es de unos 30, y cada clase suele estar atendida por un profesor cualificado y un asistente.
La educación primaria, o Volksschule, dura cuatro años, a partir de los seis. El número máximo de alumnos por clase es de 30, pero puede llegar a ser de 15. Por lo general, se espera que una clase sea impartida por un solo profesor durante los cuatro años y el vínculo estable entre profesor y alumno se considera importante para el bienestar del niño. Las 3R (Lectura, Escritura y Aritmética) dominan el tiempo de las clases, y se dedica menos tiempo al trabajo por proyectos que en el Reino Unido. Los niños trabajan individualmente y todos los miembros de la clase siguen el mismo plan de trabajo. No existe el "streaming".
El horario estándar de asistencia es de 8 a 12 o 13 horas, con descansos de cinco o diez minutos cada hora. Los niños tienen deberes diarios desde el primer año. Históricamente no ha habido hora de almuerzo, y los niños regresan a casa para comer. Sin embargo, debido al aumento del número de madres que trabajan, las escuelas primarias ofrecen cada vez más atención antes de las clases y por la tarde.
Al igual que en Alemania, la educación secundaria consta de dos tipos principales de escuelas, cuya asistencia se basa en la capacidad del alumno, determinada por las calificaciones de la escuela primaria. El Gymnasium atiende a los niños más capaces, en cuyo último año se realiza el examen de Matura, que es un requisito para acceder a la universidad. La Hauptschule prepara a los alumnos para la formación profesional, pero también para diversos tipos de formación continua (Höhere Technische Lehranstalt HTL = institución de enseñanza técnica superior; HAK = academia comercial; HBLA = institución de enseñanza superior para negocios económicos; etc.). La asistencia a uno de estos institutos de enseñanza superior también conduce a la Matura. Algunos institutos pretenden combinar la educación disponible en el Gymnasium y la Hauptschule, y se conocen como Gesamtschulen. Además, el reconocimiento de la importancia del aprendizaje del inglés ha llevado a algunos Gymnasium a ofrecer una rama bilingüe, en la que los alumnos considerados competentes en idiomas siguen un plan de estudios modificado, con una parte del tiempo de clase en inglés.

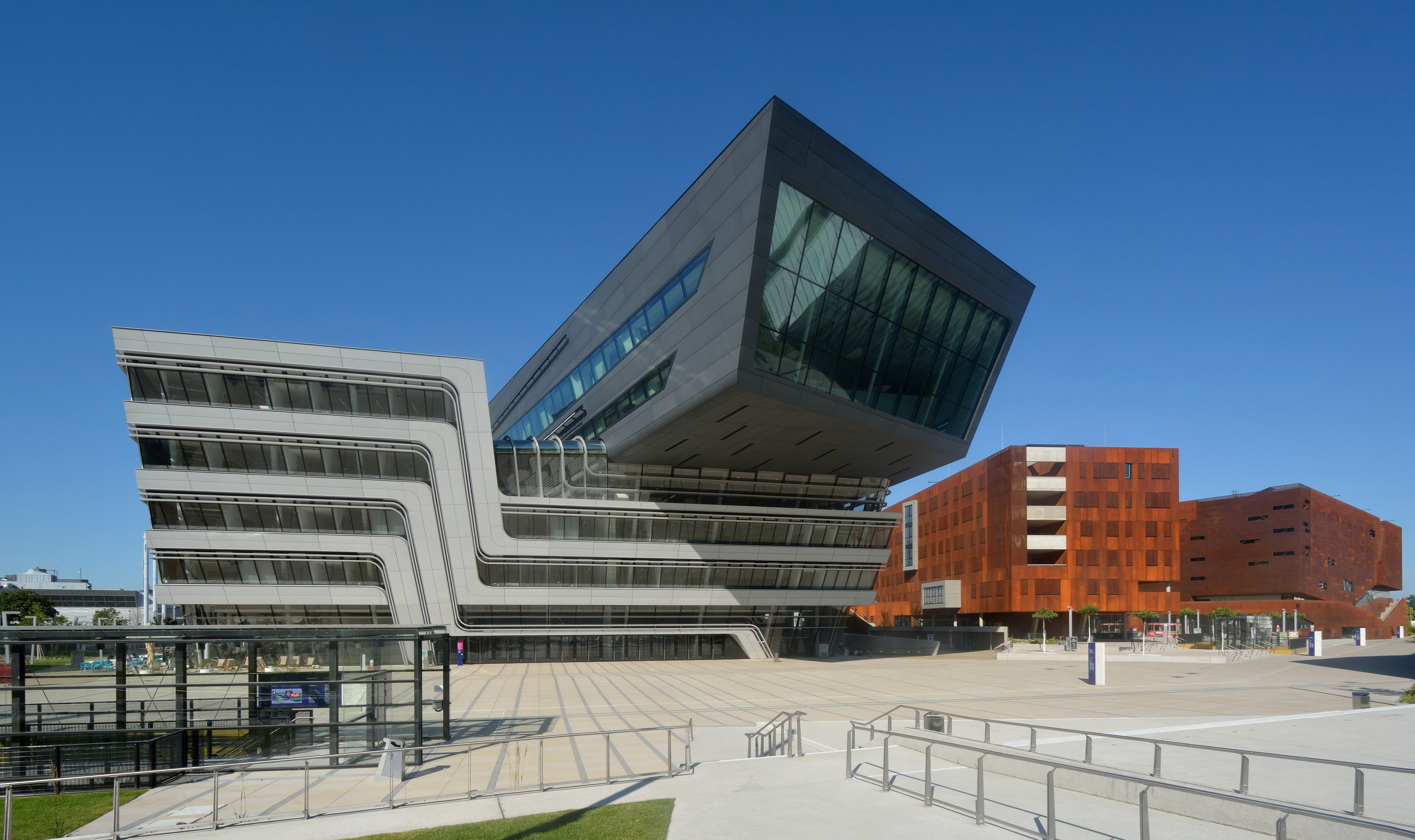
Universidad de Economía y Negocios de Viena

Al igual que en la escuela primaria, las clases en el Gymnasium comienzan a las 8 de la mañana y continúan con breves intervalos hasta la hora del almuerzo o a primera hora de la tarde, y los niños regresan a casa para almorzar tarde. Los alumnos mayores suelen asistir a más clases después de una pausa para comer, que generalmente se hace en la escuela. Al igual que en primaria, todos los alumnos siguen el mismo plan de trabajo. Se da mucha importancia a los deberes y a los exámenes frecuentes. Las notas satisfactorias en el informe de fin de curso ("Zeugnis") son un requisito previo para pasar ("aufsteigen") a la siguiente clase. Los alumnos que no alcanzan el nivel exigido vuelven a examinarse al final de las vacaciones de verano; aquellos cuyas notas siguen sin ser satisfactorias deben volver a pasar de curso ("sitzenbleiben").
No es infrecuente que un alumno tenga que repetir más de un año escolar. Una vez terminados los dos primeros años, los alumnos eligen entre una de las dos vertientes, conocidas como "Gymnasium" (con un poco más de énfasis en las artes) o "Realgymnasium" (con un poco más de énfasis en las ciencias). Aunque muchas escuelas ofrecen ambas vertientes, algunas no lo hacen, por lo que algunos niños cambian de escuela por segunda vez a los 12 años. A los 14 años, los alumnos pueden optar por permanecer en una de estas dos vertientes o cambiar a un curso de formación profesional, posiblemente con un nuevo cambio de escuela.
Hasta hace poco, el sistema universitario austriaco estaba abierto a cualquier estudiante que aprobara el examen de Matura. Un proyecto de ley de 2006 permitió la introducción de pruebas de acceso para estudios como Medicina. En 2001 se introdujo una tasa de matrícula obligatoria ("Studienbeitrag") de 363,36 euros por trimestre para todas las universidades públicas. Desde 2008, para todos los estudiantes de la UE los estudios son gratuitos, siempre que no se supere un determinado límite de tiempo (la duración prevista de los estudios más, normalmente, dos trimestres de tolerancia). Cuando se supera el límite de tiempo, se cobra la tasa de unos 363,36 euros por trimestre. Existen otras excepciones a la tasa, por ejemplo, para los estudiantes con un salario anual superior a unos 5.000 euros. En todos los casos, se cobra una cuota obligatoria de 20,20 euros para la asociación de estudiantes y el seguro.

### Calidad de vida y sistema social
La calidad de vida en Austria es excepcional y cuenta con servicios sociales de primera calidad, tanto en previsión sanitaria como en compatibilidad entre el trabajo y la familia.
El sistema de seguridad social en Austria es amplio, obligatorio y financiado a través de impuestos. La seguridad social incluye prestaciones para todos los empleados y sus parientes en caso de asistencia médica, desempleo, baja por maternidad y jubilación, así como asistencia social pública para ciudadanos necesitados.

## Cultura

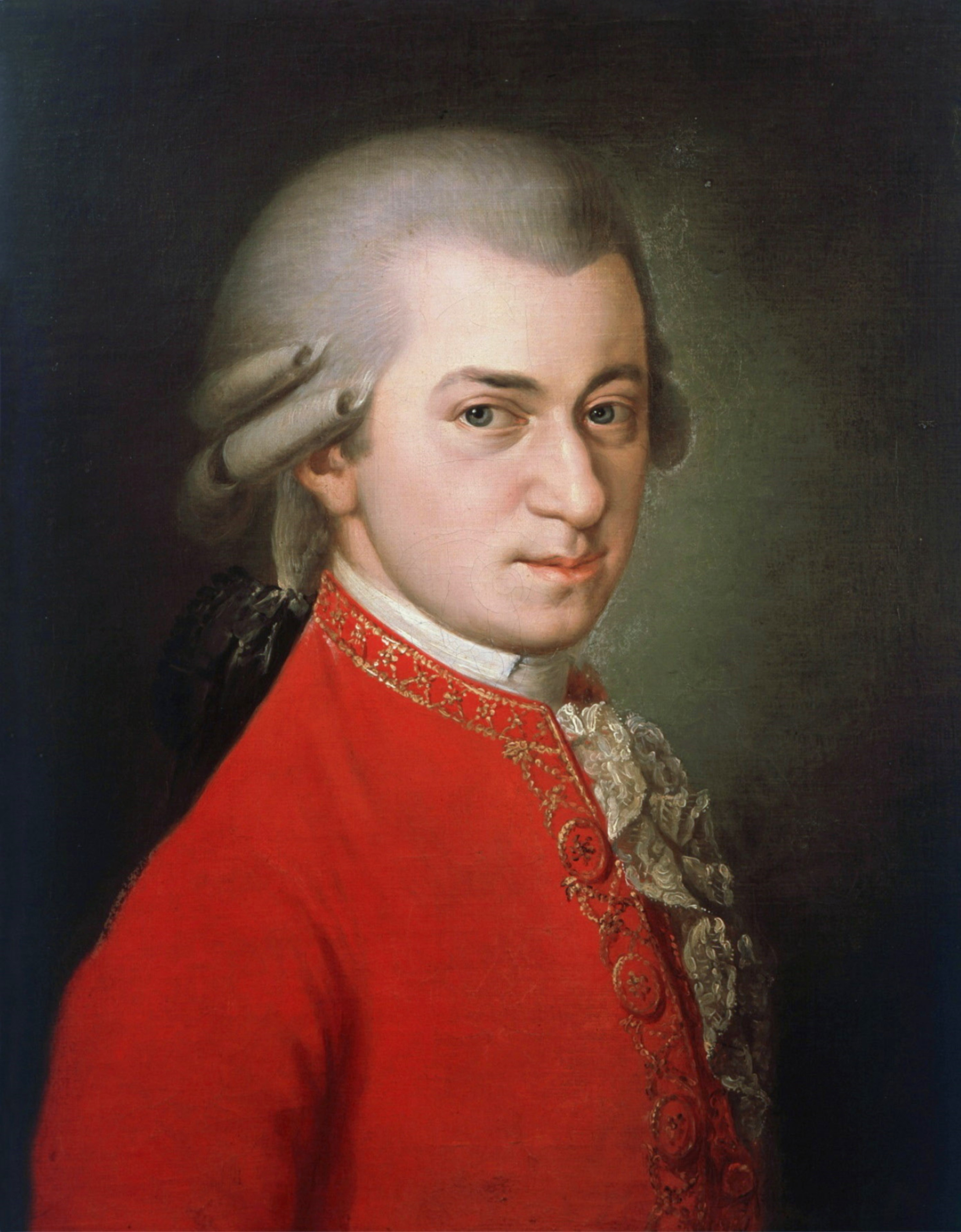
Wolfgang Amadeus Mozart

Austria se proclamó en el pasado como gran potencia europea, y su entorno cultural generó una indispensable enorme contribución a la cultura europea a través de las diversas formas de arte, muy especialmente en la música. Viena fue desde fines del siglo XVIII hasta la Primera Guerra Mundial la capital cultural de Europa (solo superada por París).

### Música
Austria ha sido el lugar de nacimiento de muchos compositores famosos, como Mozart, Haydn, Schubert, Gluck, Bruckner, Wolf, Johann Strauss padre, Johann Strauss hijo y Mahler, así como miembros de la Segunda Escuela de Viena, como Schönberg, Anton von Webern, Alexander von Zemlinsky, Siegmund von Hausegger y Berg. Viena ha sido desde hace mucho tiempo un importante centro de la innovación musical.
En el siglo XVIII y el siglo XIX, la ciudad atrajo a grandes compositores debido al patrocinio de los Habsburgo (Beethoven, Carl Maria von Weber, Brahms…). Eslavos y húngaros (súbditos del imperio) influyeron también en la música de Austria (Franz Liszt, Franz Lehár, Smetana, Dvořák, Béla Bartók…).

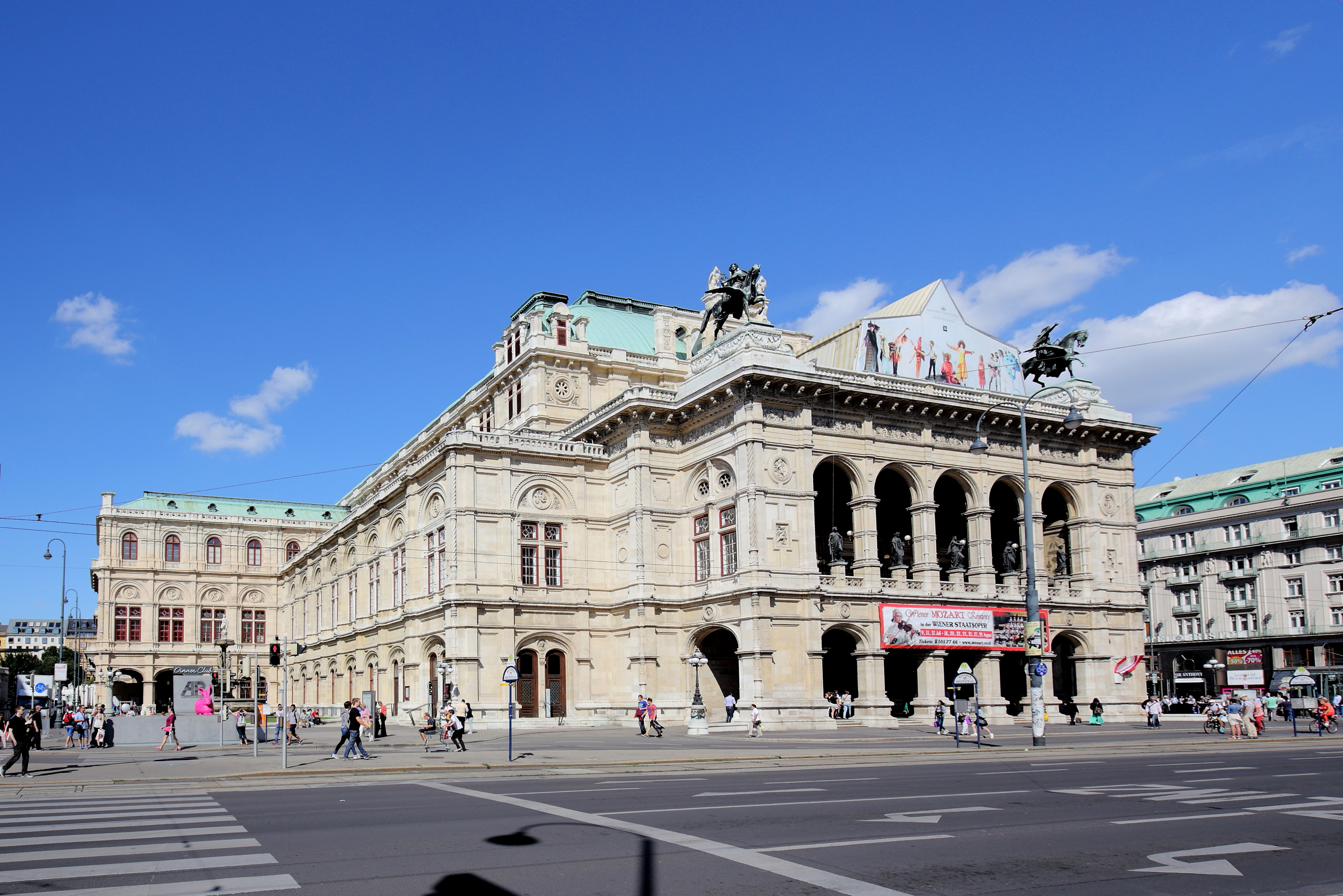
Ópera Estatal de Viena

El actual himno nacional de Austria, llamado Bundeshymne (Himno federal) fue escogido después de la Segunda Guerra Mundial para reemplazar el tradicional himno austriaco compuesto por Joseph Haydn ("Kaiserlied"). Fue escrito por Paula von Preradovic, adaptando la melodía de la "Laßt uns mit geschlung'nen Händen" (Pequeña cantata masónica) compuesta por Wolfgang Amadeus Mozart el 17 de noviembre de 1791. Fue declarado oficial en 1947.
Austria ha producido también un notable músico de jazz, el pianista Josef Zawinul. Falco, aclamado músico de rock y pop, se convirtió en uno de los más famosos artistas de la new wave en los años ochenta, especialmente por su canción "Rock Me Amadeus" dedicada a Mozart. Austria consiguió el primer puesto en el Festival de Eurovisión 2014 celebrado en Dinamarca con "Rise like a Phoenix" de Conchita Wurst, con lo que en 2015 el Festival de Eurovision se celebró en la capital del país, Viena.

### Arte y arquitectura

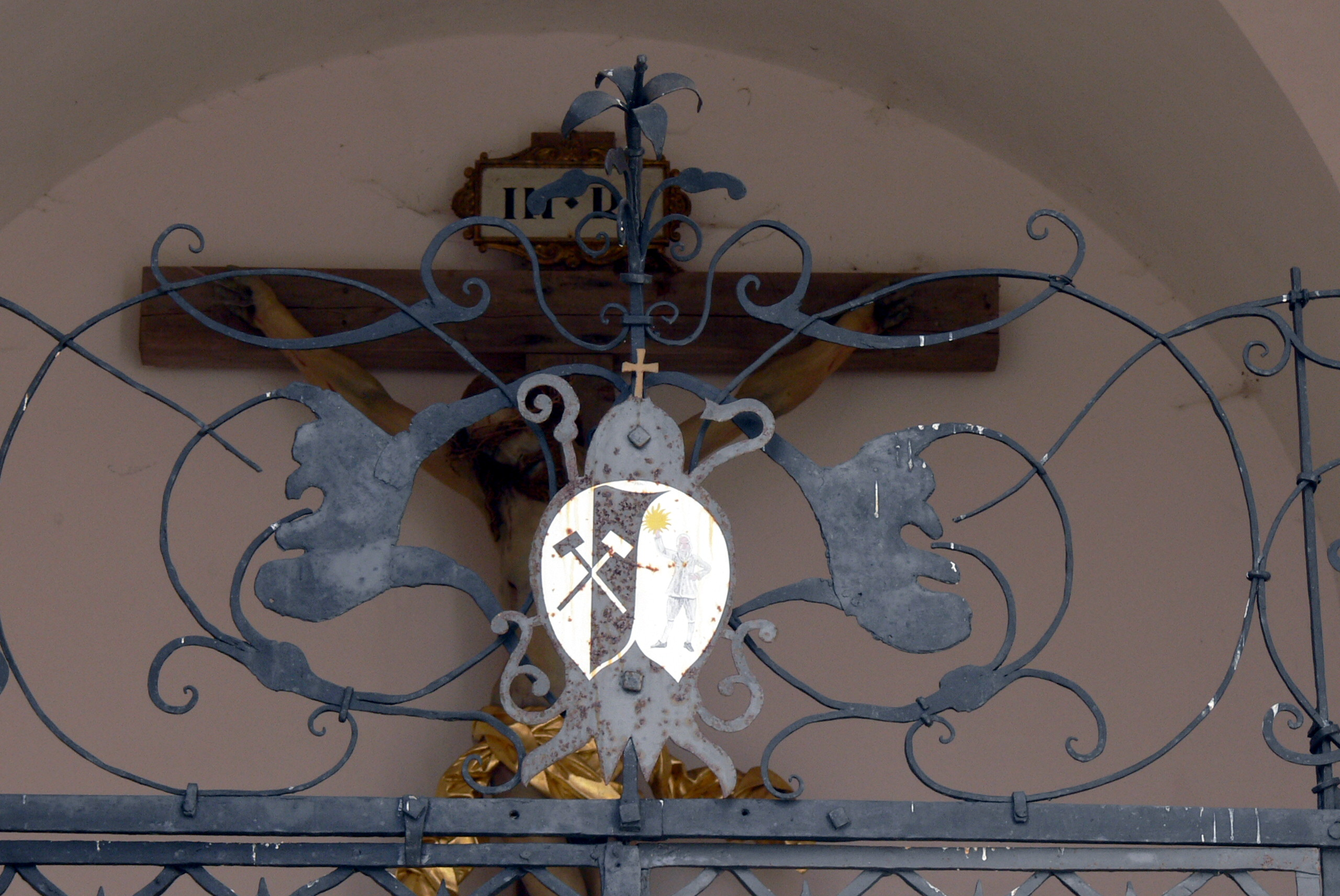
Capilla de la Paz (1652): cerca de metal (siglo xvii) con el escudo de armas de Martin Greysing, abad del monasterio Schlägl

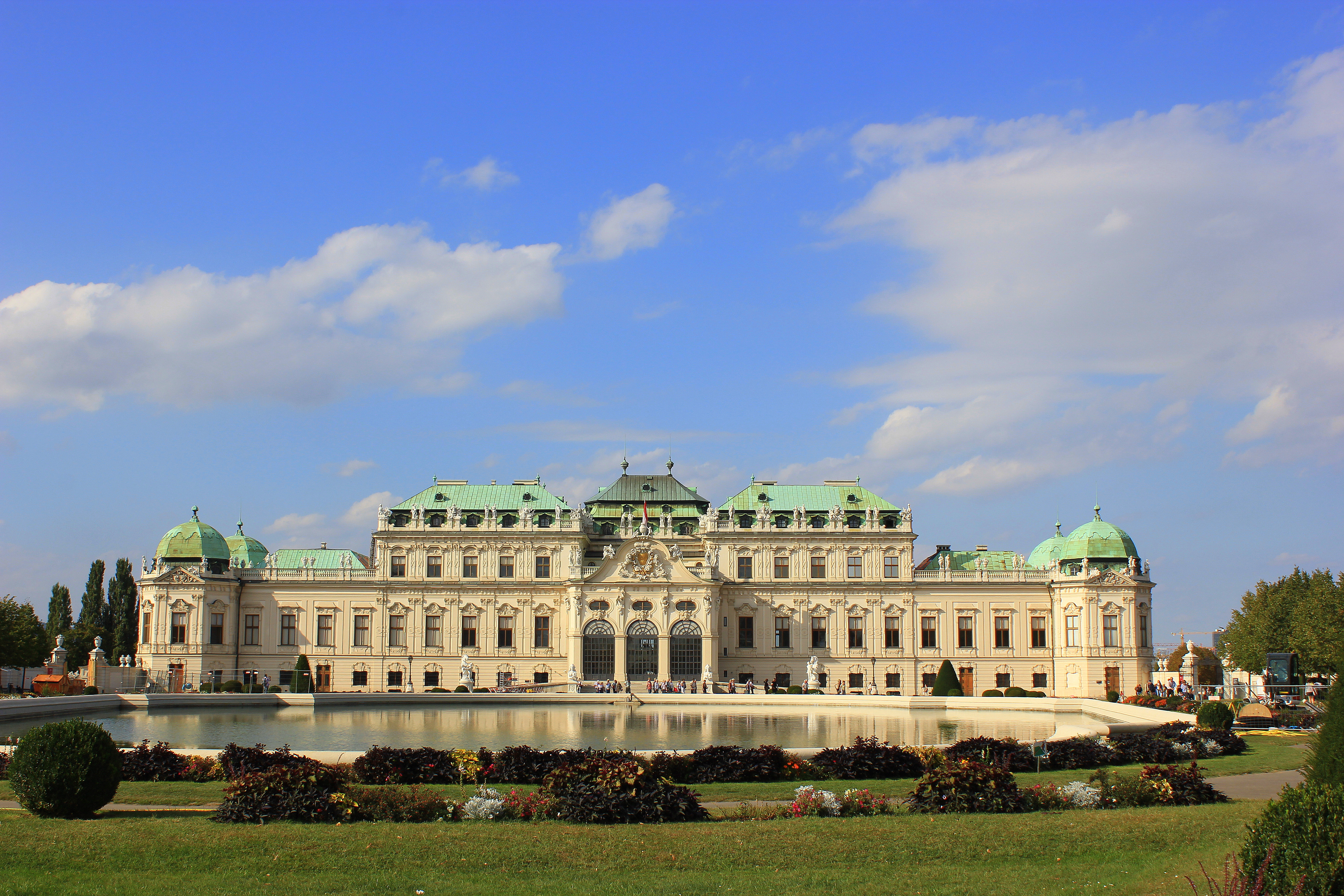
El Palacio Belvedere de Viena, ejemplo de arquitectura barroca

Entre los artistas y arquitectos de Austria figuran los pintores Ferdinand Georg Waldmüller, Rudolf von Alt, Hans Makart, Gustav Klimt, Oskar Kokoschka, Egon Schiele, Carl Moll y Friedensreich Hundertwasser; los fotógrafos Inge Morath y Ernst Haas, y los arquitectos Johann Bernhard Fischer von Erlach, Otto Wagner, Adolf Loos y Hans Hollein (ganador del Premio Pritzker en 1985).

### Cine y teatro
La contribución de Austria al mundo del cine y el teatro ha sido tradicionalmente abundante. Sascha Kolowrat fue el pionero austriaco en el cine. Billy Wilder, Fritz Lang, Josef von Sternberg y Fred Zinnemann se convirtieron en productores de películas de relevancia internacional. Willi Forst, Ernst Marischka o Franz Antel enriquecieron el cine popular en los países germanoparlantes. Michael Haneke se hizo internacionalmente conocido por sus inquietantes trabajos cinematográficos, antes de recibir un Golden Globe por su aclamada película La cinta blanca en 2010.
El primer director de cine austriaco en recibir un Óscar fue Stefan Ruzowitzky. Muchos actores austriacos desarrollaron una carrera profesional que tuvo alcance más allá de las fronteras de su país. Entre ellos, destacan Peter Lorre, Helmut Berger, Curd Jürgens, Senta Berger, Oskar Werner y Klaus Maria Brandauer. Hedy Lamarr y Arnold Schwarzenegger se nacionalizaron como estadounidenses y se convirtieron en estrellas internacionales de cine. Este último también se convirtió en el trigésimo octavo gobernador de California. Christoph Waltz adquirió fama internacional por su actuación en Inglourious Basterds, interpretación que le valió el Premio al mejor actor en el Festival de Cannes en 2009, y el Óscar al mejor actor de reparto en 2010. Max Reinhardt fue un director de obras de teatro espectaculares e ingeniosas. Otto Schenk no solo destacó como actor de teatro sino también como director de ópera.

### Ciencia, filosofía y economía

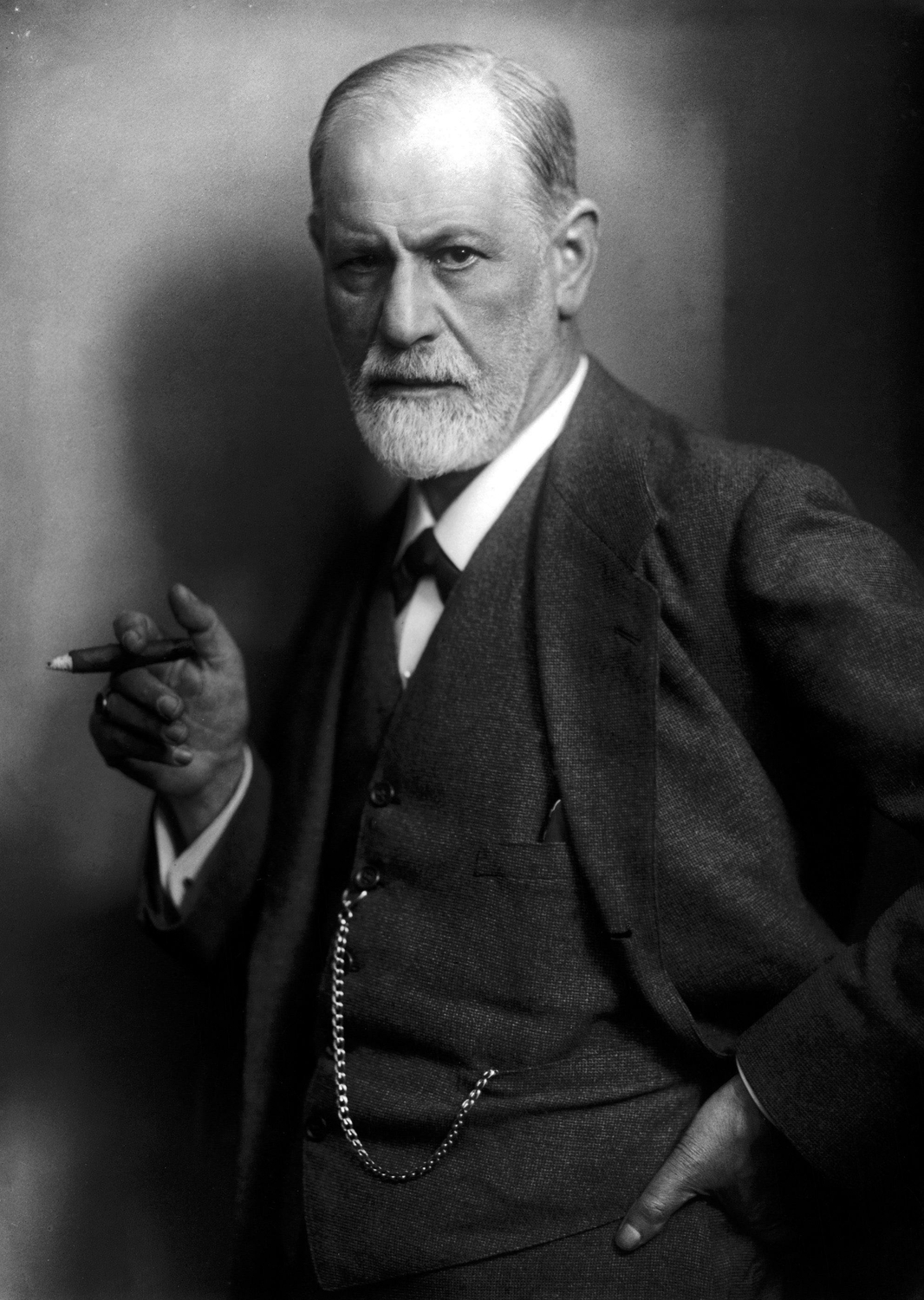
Sigmund Freud (1856-1939)

Austria es la cuna de numerosos científicos con fama internacional, lo que le ha valido que 20 austriacos (de origen y/o nacionalidad) hayan recibido el Premio Nobel en alguna de las ramas científicas. Entre ellos se encuentran Ludwig Boltzmann, Ernst Mach, Victor Franz Hess y Christian Doppler, destacados científicos en el siglo XIX. En el siglo XX, las contribuciones de Lise Meitner, Erwin Schrödinger, Wolfgang Pauli a la investigación nuclear y la mecánica cuántica son fundamentales para estas áreas de desarrollo durante los años 1920 y 1930. Una de hoy en día es el físico cuántico Anton Zeilinger, señalado como el primer científico en demostrar la teleportación cuántica.
Además de estos físicos, Austria fue el lugar de nacimiento de dos de los mayores filósofos del siglo XX, Ludwig Wittgenstein y Karl Popper, así como de los biólogos Gregor Mendel y Konrad Lorenz, el matemático Kurt Gödel y los ingenieros Ferdinand Porsche y Siegfried Marcus.
Las contribuciones austríacas a la ciencia han sido especialmente importantes en los campos de la medicina y la psicología, ya desde los tiempos de Paracelso en la Edad Media. Eminentes médicos, como Theodore Billroth, Clemens von Pirquet y Anton von Eiselsberg, dieron pie con sus logros a la Escuela de Medicina de Viena del siglo XIX. Austria es también la patria del médico y neurólogo Sigmund Freud, de los psicólogos Alfred Adler, Paul Watzlawick y Hans Asperger, y del psiquiatra Viktor Frankl.
La Escuela de Economía de Austria, que destaca como una de las principales orientaciones de la teoría económica, está relacionada con los economistas austriacos Joseph Schumpeter, Eugen von Böhm-Bawerk, Ludwig von Mises y Friedrich Hayek (Premio en Ciencias Económicas en memoria de Alfred Nobel). Otro notable austriaco de nacimiento pero emigrado es el pensador Peter Drucker.
Según el Índice mundial de innovación, a cargo de la Organización Mundial de la Propiedad Intelectual, en 2024, Austria se ubicó en el lugar 17 en innovación entre 133 países del mundo, misma posición que alcanzó en 2022, mientras que en 2023 ocupó el lugar 18.

### Literatura
Además de su condición como tierra de artistas y científicos, Austria siempre ha sido un país de poetas, escritores y novelistas. Es la patria de los novelistas Arthur Schnitzler, Stefan Zweig, Bertha von Suttner (primer Nobel de la Paz), Marie Ebner von Eschenbach, Oswald von Wolkenstein, Thomas Bernhard, Franz Kafka, Robert Musil y de los poetas Georg Trakl, Franz Werfel, Franz Grillparzer, Rainer Maria Rilke, Adalbert Stifter y Karl Kraus. Mención aparte merece Hugo von Hoffmansthal, poeta y novelista, símbolo de la Viena "fin de siècle".
Famosos novelistas y dramaturgos contemporáneos son la premio Nobel Elfriede Jelinek y el escritor Peter Handke.

### Cocina

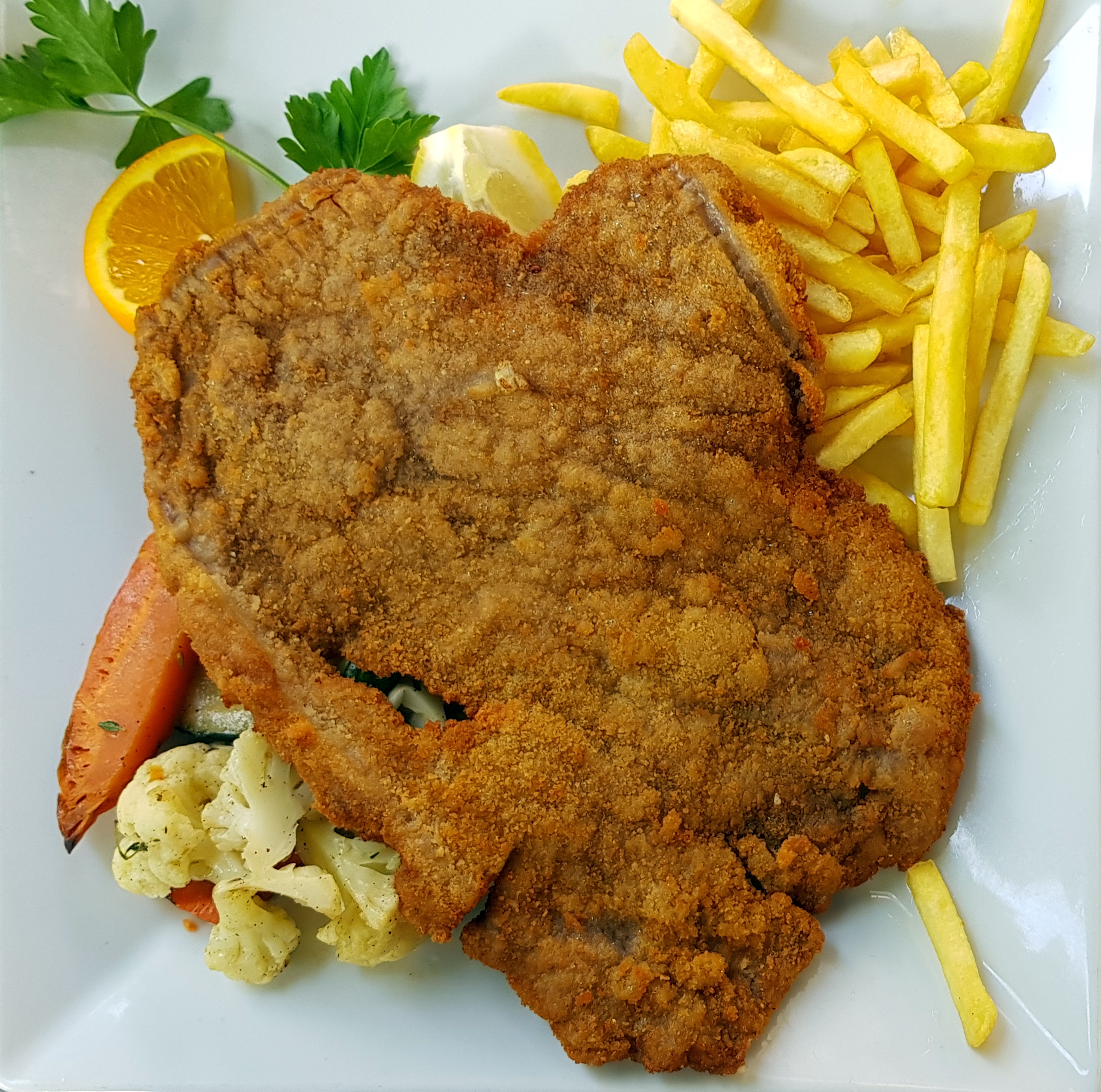
Wiener Schnitzel, o escalope vienés

La cocina de Austria deriva de la cocina del Imperio austrohúngaro. Está influida por las gastronomías húngara, checa, italiana y bávara y es por lo tanto una de las más multiculturales de Europa.
Algunos platos típicos austriacos son el Wiener Schnitzel, el Schweinsbraten (asado de cerdo), el Kaiserschmarrn, los Knödel, la Sachertorte y el Tafelspitz. También son populares los Kasnockn, un plato de macarrones con queso fresco Pinzgauer y perejil, y los Eierschwammerl (chantarelas).
Los caramelos PEZ fueron inventados en Austria, que es también famosa por su Apfelstrudel. De la capital, Viena, es la famosa tarta Sacher, de chocolate.

### Medios de Comunicación
El panorama mediático austriaco se caracteriza por un alto grado de concentración en unos pocos conglomerados empresariales y por la fuerte influencia del Estado en la radiotelevisión pública austriaca, que domina el mercado de la radio y la televisión. En la Clasificación de la Libertad de Prensa 2020, publicada por Reporteros sin Fronteras, Austria ocupa el puesto 18 de 180 países.
La emisora pública es la Corporación Austriaca de Radiodifusión (ORF), con dos programas completos y dos programas de interés especial. Las emisoras privadas más importantes de Austria son ATV, Puls 4 y ServusTV. Además, hay algunas cadenas alemanas del grupo RTL, cuyas transmisiones en Austria solo emiten publicidad regionalizada, y el grupo ProSiebenSat.1, este último con programas complementarios solo para el mercado austriaco. Se perciben como programas alemanes a pesar de su contenido austriaco.

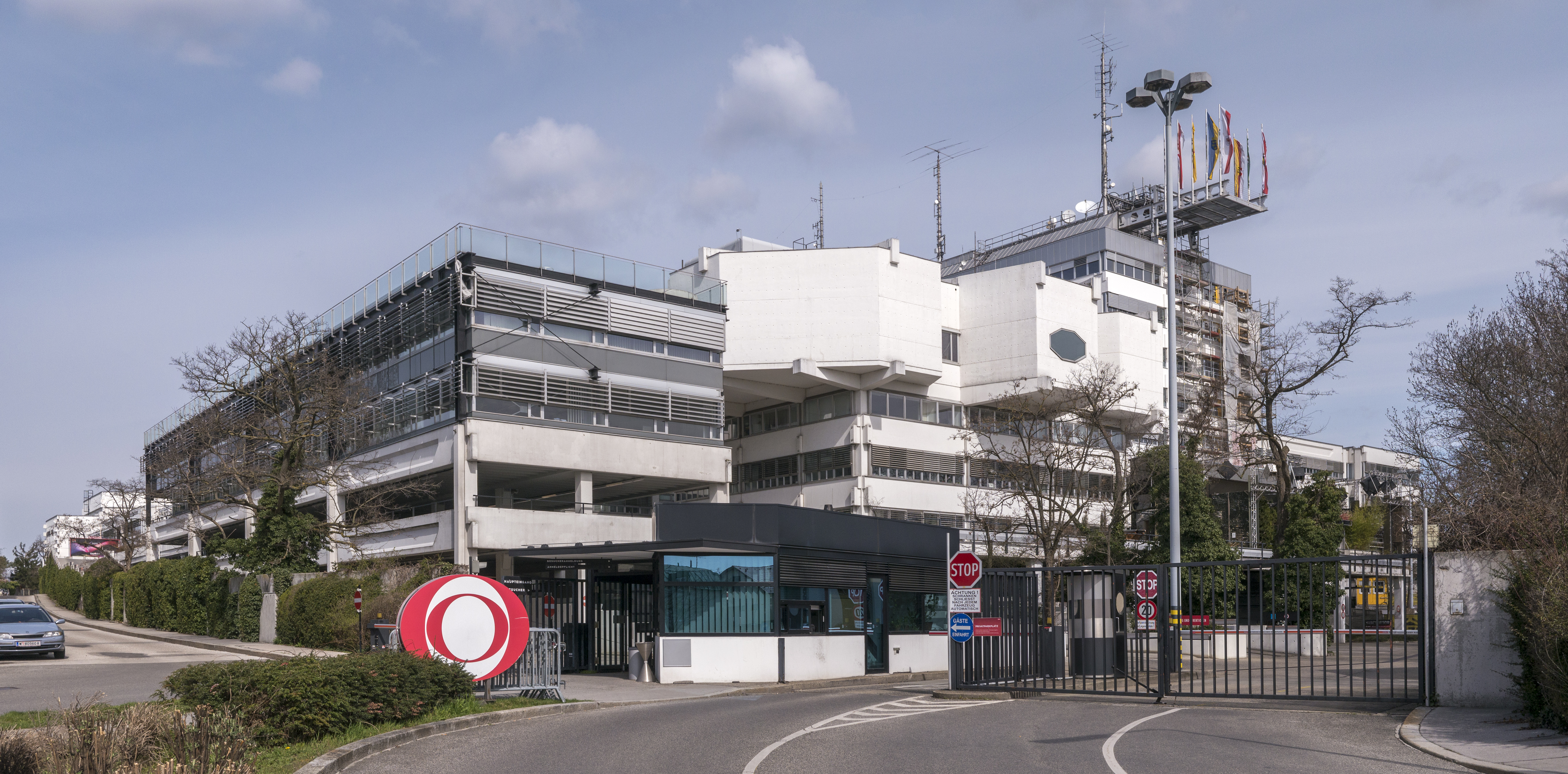
Sede de la ORF en Viena

La ORF gestiona tres cadenas de radio Ö2 que emiten en toda Austria y nueve regionales por provincia. Las emisoras privadas más importantes y populares son Kronehit (como única cadena de ámbito nacional), Energy Wien en Viena, Radio Soundportal, así como la cadena de radio Antenne de toda Austria con Antenne Steiermark, Antenne Kärnten, Antenne Vorarlberg, Antenne Tirol y Antenne Salzburg.
El "complejo Mediamil", combinación del "gigante de la prensa" Mediaprint con el grupo editorial News, publica el diario de mayor tirada de Austria, el Kronen Zeitung, los medios impresos NEWS y Profil, así como el diario Kurier, y es por tanto el grupo mediático más poderoso del país. Otros diarios son, por ejemplo, Der Standard, Die Presse, Salzburger Nachrichten, Tiroler Tageszeitung, Vorarlberger Nachrichten, Oberösterreichische Nachrichten, Kleine Zeitung, Österreich y el periódico gratuito Heute, que se publica de lunes a viernes.

## Deportes
En Austria se practican numerosos deportes tanto de manera profesional como amateur. Los más populares son el fútbol, hockey sobre hielo y esquí.
La Liga de Fútbol de primera división austriaca es la más importante del país. En 1911, fue la primera vez que se jugó, bajo el título de "Primera clase del campeonato de fútbol profesional de Austria" y a lo largo del tiempo mantuvo ese mismo nombre. Hasta la temporada 1949-1950, este cambió a "Liga nacional de fútbol profesional", sin embargo, la exclusión de la parte exterior de Viena y Baja Austria a cabo bajo (excepto Gauliga 1938 a 1945), por lo que gran parte del interior del país no jugaba. Hasta la temporada 1964-1965 fue la Liga del Estado, hasta ese entonces se llamaba la Liga Nacional. En 1974-1975, se introdujo la Bundesliga. Entre los diez clubes participantes, el campeón austriaco identificados y junto a la Copa de Austria FA son los puntos de partida para las competiciones europeas.

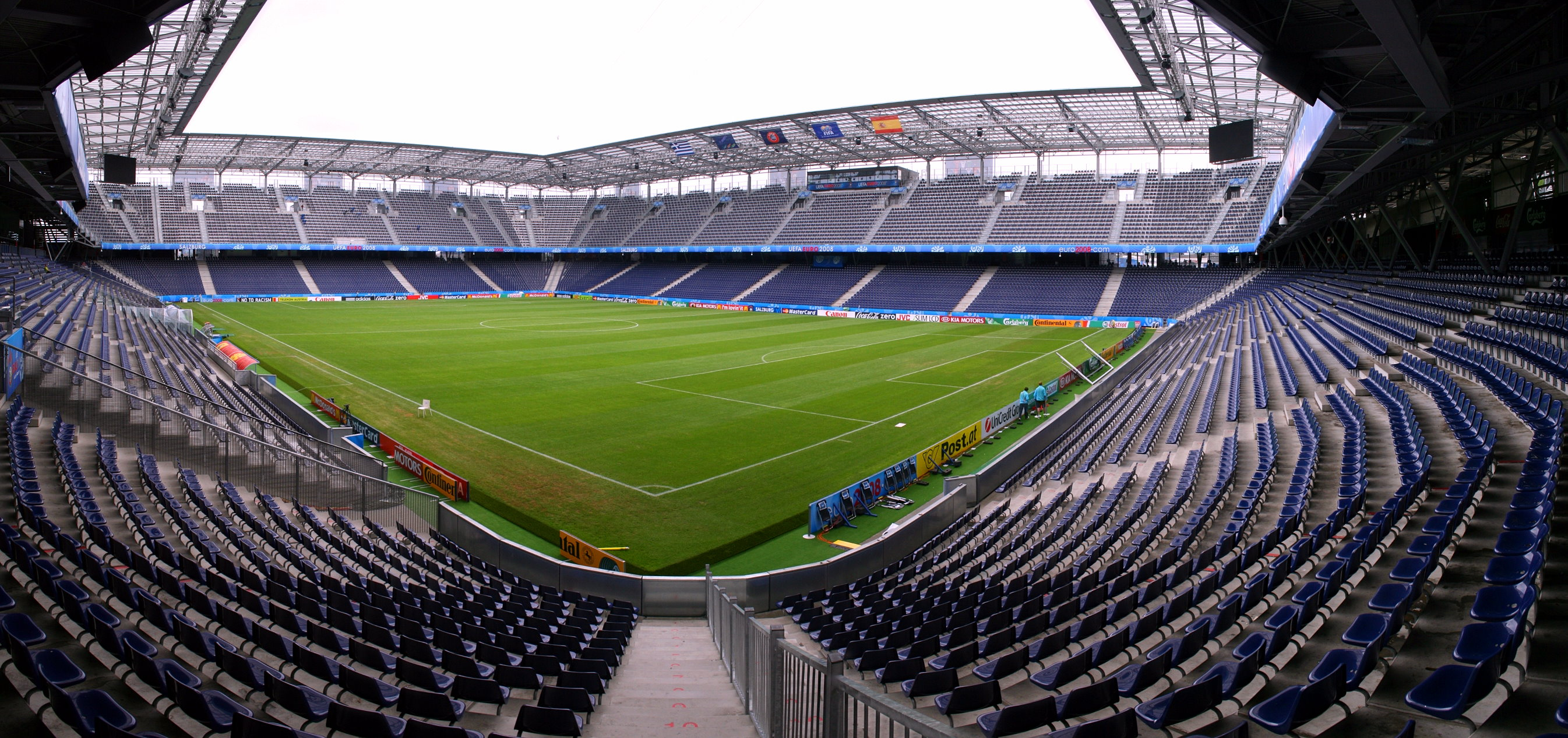
Estadio Red Bull Arena (Salzburgo), campo del equipo Red Bull Salzburg

La selección de fútbol de Austria logró el cuarto puesto en la Copa Mundial de Fútbol de 1934 y la medalla de plata en los Juegos Olímpicos de 1936 y el tercer puesto en la Copa Mundial de Fútbol de 1954.
La Selección de balonmano de Austria ha logrado la medalla de plata en los Juegos Olímpicos de 1936 y en el Campeonato Mundial de Balonmano Masculino de 1938, además de haber disputados varios mundiales y Europeos posteriormente.
La selección de Austria de hockey sobre hielo ha disputado el Campeonato Mundial de Hockey sobre Hielo, logrando la medalla de bronce en 1937 y 1941, y el cuarto puesto en 1930 y 1933.
En los Juegos Olímpicos de Invierno, la delegación austríaca se ubica en el sexto puesto en el medallero histórico, con 59 oros y 218 medallas totales. Lidera el historial en esquí alpino, y está en el tercer puesto en saltos de esquí y combinada nórdica, y el cuarto en pantinaje artístico y luge. El país también lidera el medallero histórico en el Campeonato Mundial de Esquí Alpino.
La ciudad de Innsbruck fue sede de los Juegos Olímpicos de Invierno de 1964 y 1976.
En la Fórmula 1 se han destacado los pilotos austríacos Niki Lauda (tres títulos y 25 victorias), Jochen Rindt (un título y seis victorias) y Gerhard Berger (tercero en dos temporadas y diez victorias), mientras que la escudería Red Bull Racing ha sido múltiple campeona del mundo de constructores. El principal autódromo del país es el Österreichring, construido en 1969 (Actual Red Bull Ring). Ha albergado el Gran Premio de Austria de Fórmula 1 en distintos períodos, y otros campeonatos internacionales de motociclismo, turismos y gran turismos.
Jakob Pöltl se ha convertido en la temporada 2016/17 en el primer baloncestista austriaco en jugar en la NBA.

## Fiestas
| Fecha           | Nombre en castellano     | Nombre local        | Notas                                                                       |
| --------------- | ------------------------ | ------------------- | --------------------------------------------------------------------------- |
| 1 de enero      | Año nuevo                | Neujahr             |                                                                             |
| 6 de enero      | Epifanía                 | Heilige Drei Könige |                                                                             |
| Fecha móvil     | Domingo de Pascua        | Ostersonntag        | El Viernes Santo es festivo para los protestantes.                          |
| Fecha móvil     | Lunes de Pascua          | Ostermontag         |                                                                             |
| 1 de mayo       | Día de fiesta del estado | Staatsfeiertag      | Día Internacional del Trabajo.                                              |
| Fecha móvil     | Ascensión                | Christi Himmelfahrt | El primer jueves 40 días después de Pascua.                                 |
| Fecha móvil     | Pentecostés              | Pfingstsonntag      |                                                                             |
| Fecha móvil     | Lunes de Pentecostés     | Pfingstmontag       |                                                                             |
| Fecha móvil     | Corpus Christi           | Fronleichnam        | El primer jueves 11 días después de Pentecostés.                            |
| 15 de agosto    | Asunción de María        | Mariä Himmelfahrt   |                                                                             |
| 26 de octubre   | Día Nacional             | Nationalfeiertag    | Conmemoración de la Declaración de la neutralidad tras la II Guerra Mundial |
| 1 de noviembre  | Día de Todos Los Santos  | Allerheiligen       |                                                                             |
| 8 de diciembre  | Inmaculada Concepción    | Mariä Empfängnis    |                                                                             |
| 24 de diciembre | Nochebuena               | Weihnachten         |                                                                             |
| 25 de diciembre | Navidad                  | Christtag           |                                                                             |
| 26 de diciembre | Día de San Esteban       | Stephanitag         |                                                                             |